# Manierismus
Manierismus (von italienisch maniera, „Art und Weise“, „Stil“, „Manier“) ist eine kunsthistorische Bezeichnung für einen Stil und eine Epoche der europäischen Kunst zwischen 1520 und 1620. Der Manierismus basiert auf der Idee, dass ein Künstler seinen ganz eigenen Stil, die maniera, entwickeln und zur Geltung bringen solle. Dabei seien alle technischen Möglichkeiten zu einer originellen Gestaltung auszuschöpfen. Manieristische Werke entstanden in Malerei, Plastik und Baukunst, aber auch in Literatur und Musik.
Der Manierismus hatte seinen Ursprung in Italien, mit Zentren in Rom und Florenz. Dort ist er verknüpft mit den Namen der Maler Jacopo da Pontormo, Parmigianino, Bronzino, Tintoretto und Arcimboldi, der Bildhauer Giovanni da Bologna, Bandinelli, Cellini und Ammanati sowie der Architekten Peruzzi und Vignola. Multitalente waren Federico Zuccari, Bernardo Buontalenti und Giorgio Vasari.
Zu den bedeutendsten Manieristen nördlich der Alpen gehören die meisten Romanisten und die Künstler am Hof Kaiser Rudolfs II. in Prag, darunter die Maler Bartholomäus Spranger, Hans von Aachen und Joseph Heintz der Ältere, der Bildhauer Adriaen de Vries sowie der Goldschmied Jan Vermeyen.

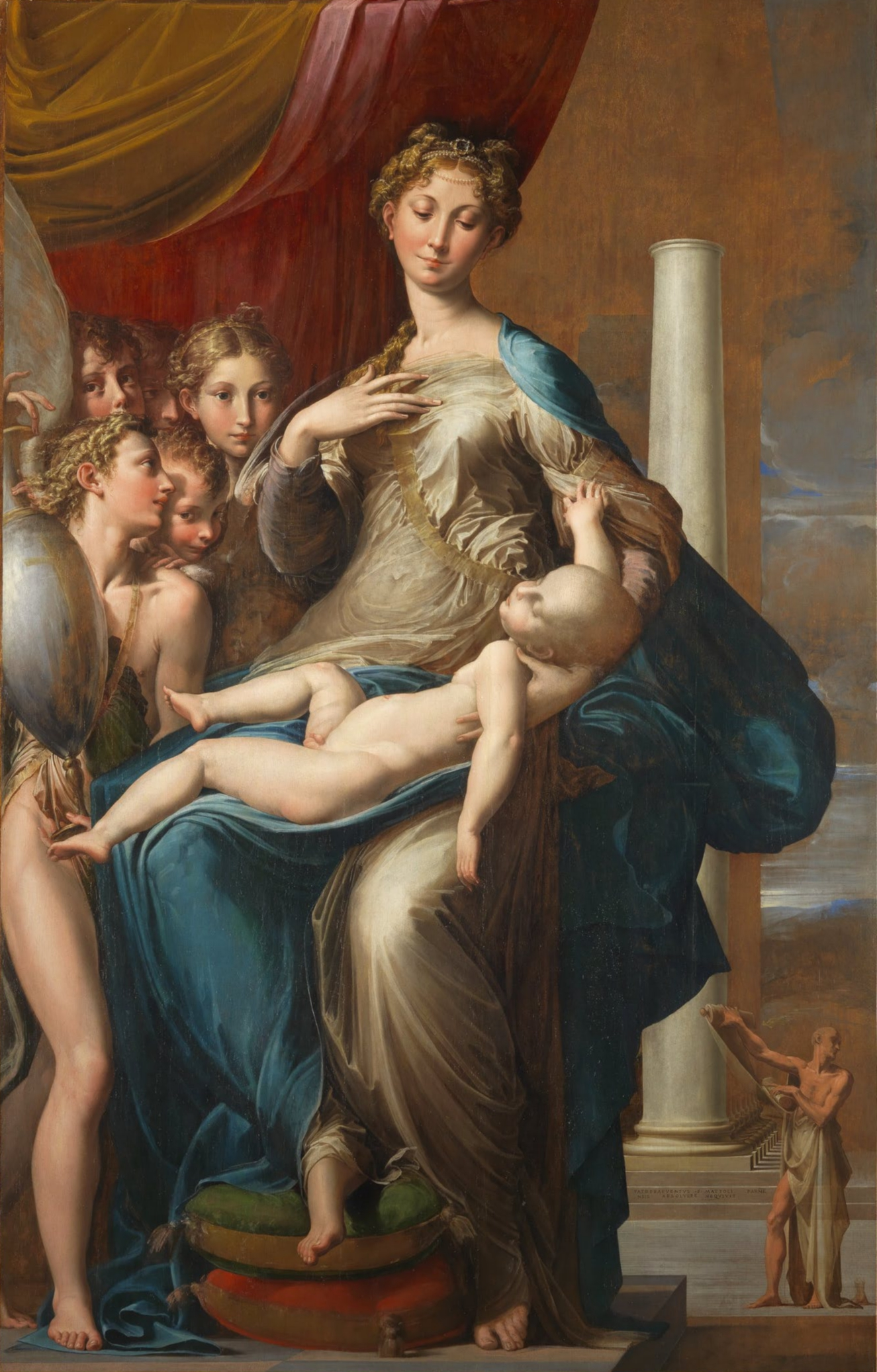
Parmigianino: Madonna mit dem langen Hals, Uffizien, Florenz

Neben der kunstgeschichtlichen Bedeutung als Bezeichnung für eine Epoche und einen Stil wird der Begriff „manieriert“ im Allgemeinen pejorativ benutzt und bezeichnet dann eine Handlung, Haltung oder Sprechweise, die als gekünstelt, geziert, pathetisch oder schwülstig empfunden wird.

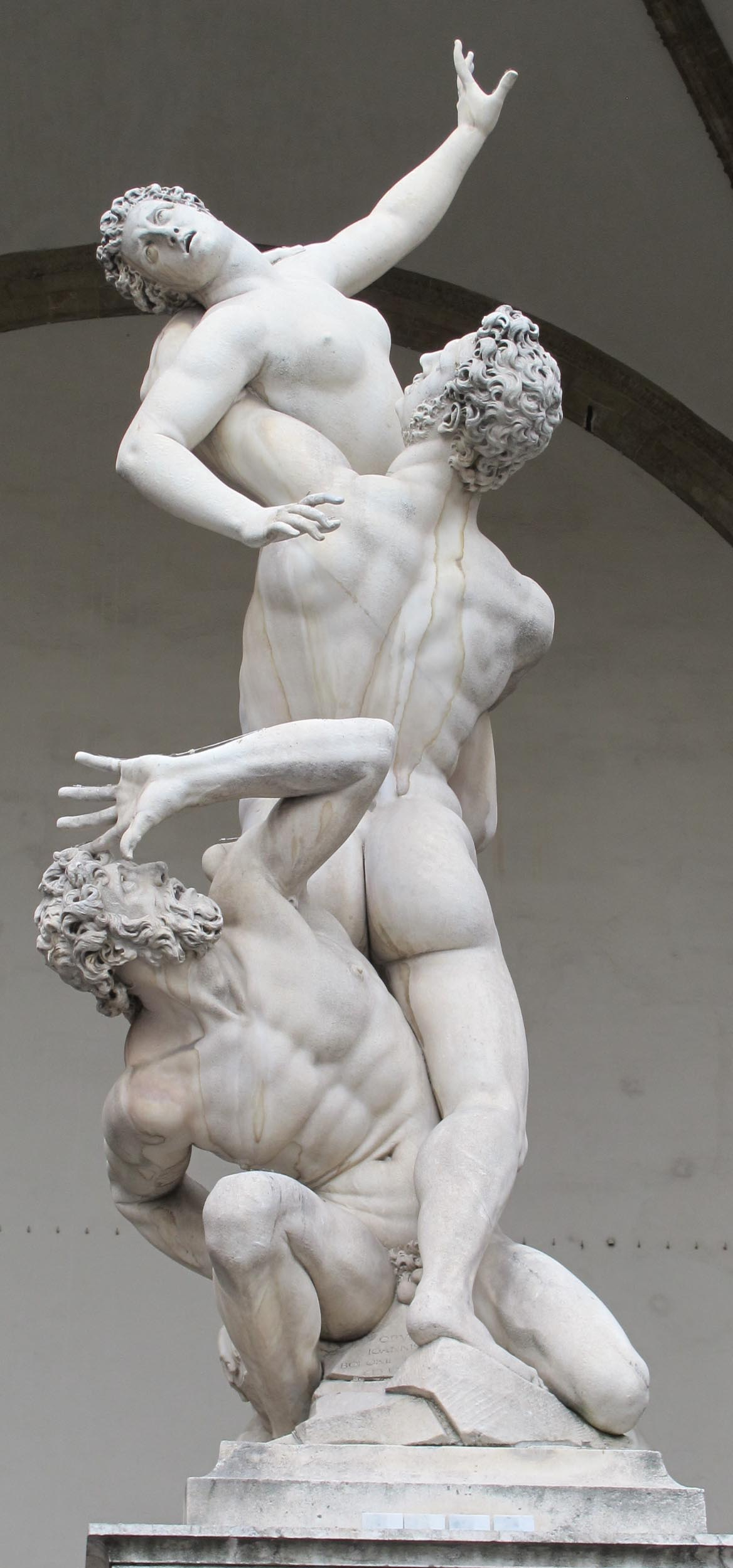
Giovanni da Bologna, Raub der Sabinerinnen, Florenz, ein Beispiel für die Figura serpentinata

## Begriff

### Entwicklung des BegriffsManierismus
Der italienische Begriff maniera im Sinne eines Stils oder einer Epoche findet sich schon Ende des 14. Jahrhunderts in Cennino Cenninis ‚Libro dell‘Arte‘ und im 15. Jahrhundert in den 'Commentarii' Lorenzo Ghibertis.
Im 16. Jahrhundert nannte Pietro Aretino die Erlangung künstlerischer Authentizität maniera nuova. Giorgio Vasari gebrauchte das Wort Sinne von ‚Stil‘, indem er die Ikonenmalerei als maniera greca bezeichnete und den Stil des späten Michelangelo als maniera moderna, durch welche sogar die Antike, der bisherige Gipfel der künstlerischen Entwicklung, überwunden sei. Als führender Kunsttheoretiker seiner Zeit bewertete er den Begriff positiv und forderte, dass ein bedeutender Künstler eine eigene unverwechselbare maniera entwickele (oder besitze). 1557 gebraucht Lodovico Dolce den Begriff in einem negativen Sinne ebenfalls in Bezug auf Michelangelo, dem er vorwirft, eine maniera entwickelt zu haben, die nur eine „schlechte Übung“ sei und bloß dazu diene, alle möglichen Schwierigkeiten vorzuführen. Damit sind unnatürliche Verdrehungen der Figuren oder deren Verzerrungen durch die Perspektive gemeint.

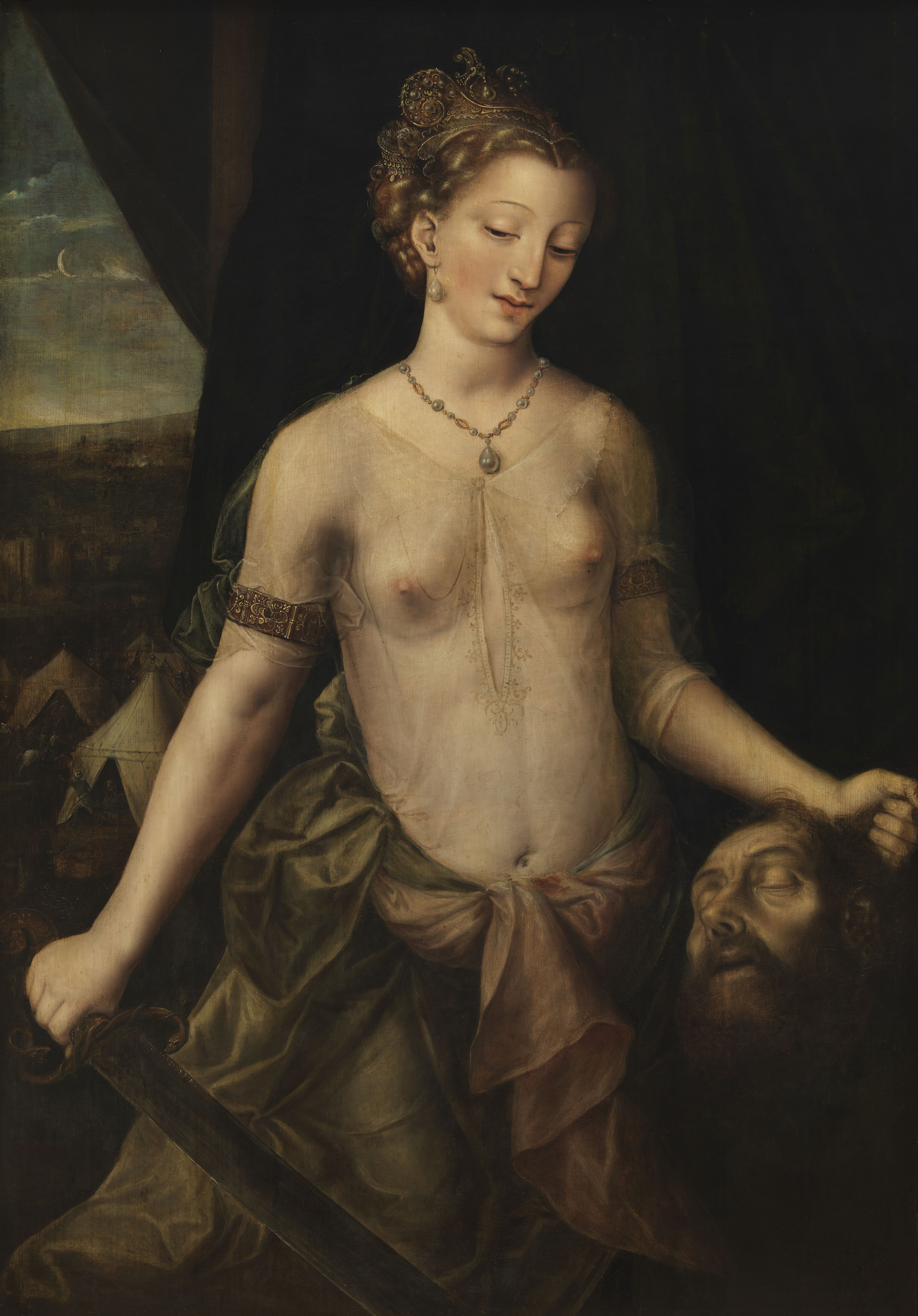
Jan Massys, Judith. Beispiel für das Streben nach Eleganz.

Im Zeitalter des Barock erfuhren der Begriff der maniera und die Werke der manieristisch geprägten Künstler des 16. Jahrhunderts eine starke Abwertung, unter anderem durch Giovanni Pietro Bellori; als manierata (= manieriert) bezeichnete man nun zum Beispiel eine gekünstelte, unnatürlich anmutende Art der Malerei. In diesem Sinne verwendete der italienische Historiker Luigi Lanzi erstmals 1792 die Begriffe Manierismus und Manieristen.
Im 19. Jahrhundert griff Jacob Burckhardt die Bezeichnung wieder auf und führte als erster den Manierismus als kunsthistorischen Epochenbegriff ein, doch noch im 20. Jahrhundert war umstritten, für welche Kunstwerke er anwendbar sei. Als Stilform wurde der Manierismus im ersten Drittel des 20. Jahrhunderts vor allem von deutschen Kunsthistorikern als „Ausdruck einer der Natur entgegengesetzten Spiritualisierung“ und einer künstlerischen Subjektivität, die sich feststehenden Normen entziehe, angesehen. Italienische Kunsthistoriker betonten dagegen die Suche nach formaler Eleganz, während Johann Fischart die Phantasie und Erfindungsgabe hervorhob und sie auch im Werk nordeuropäischer Maler erkannte, wie zum Beispiel bei Hans Baldung.
In seinem 1958 erstmals erschienenen Buch Die Welt als Labyrinth. Manier und Manie in der europäischen Kunst versuchte Gustav René Hocke, den Begriff des Manierismus auf ein sowohl stilistisch als auch epochenmäßig umfassenderes Phänomen anzuwenden. Damit sei Manierismus gewissermaßen die Gegenströmung zu Klassik. Seiner Meinung nach existiert manieristische Kunst ununterbrochen bis zur Gegenwart fort. So kann die Gotik als Manierismus der Romanik, das Rokoko als Manierismus des Barock, der Historismus bzw. Eklektizismus als Manierismus des Klassizismus, das Art déco als Manierismus des Jugendstils und letztlich die Postmoderne als Manierismus der Moderne gesehen werden. Robert Klein sprach 1964 von einer „Kunst der Kunst“ und dehnte den Begriff ebenfalls weit über die eigentliche Epoche des Manierismus aus.

### Abgrenzung des Manierismus als Kunstepoche
Oft wird die manieristische Kunst als eine Form der Spätrenaissance oder als Übergangsstil zwischen Renaissance und Barock beschrieben.[1] In der Tat gab es Maler, die sich auch im 16. Jahrhundert der Renaissance-Tradition verpflichtet fühlten, deren Ideale weiter verfolgten und eindeutig als Spätrenaissance-Künstler bezeichnet werden können, das gilt in erster Linie für die venezianischen Maler Tizian, Paolo Veronese und Giorgione, aber auch für Anthonis Mor und Hans Holbein d. J. Auch Andrea Palladios klassizistischer Architekturstil hat nichts Manieriertes. Die manieristischen Künstler dagegen bauten zwar auf den technischen und inhaltlichen Errungenschaften der Renaissance auf und entwickelten sie weiter, doch störten sie bewusst die bislang herrschenden Regeln oder stellten sie auf den Kopf. Ähnlich verlief der Wandel zum Barockstil: er wurde zwar am Ende des 16. Jahrhunderts durch Manieristen vorbereitet, war aber in mehrerlei Hinsicht eine deutliche Abkehr vom Manierismus, wie u. a. die Abwertung des Begriffs im 17. Jahrhundert zeigt. Nikolaus Pevsner weist ebenfalls auf die grundsätzlichen Unterschiede zwischen dem Manierismus und der Renaissance hin und plädiert dafür, ihn als eigenständige Stilepoche aufzufassen, auch wenn bei einzelnen Kunstwerken und bei einzelnen Künstlern die Differenzierung nicht einfach sein mag.
Außerhalb Italiens liegen die Dinge noch komplizierter. Da es bis in die Gegenwart üblich war, die Übernahme von Merkmalen der italienischen Kunst des 16. Jahrhunderts allgemein mit dem Begriff Renaissance zu verbinden, ist eine eindeutige sprachliche Abgrenzung zwischen den beiden Stilen in der Praxis erschwert. Beispielsweise werden manche manieristisch geprägten Kunstwerke oder Bauten stolz als „größter Renaissancesaal in …“ oder „bedeutendster Renaissancebau in …“ präsentiert. Hinzu kommen schlagwortartige Begriffe wie zum Beispiel Nordische Renaissance, Weserrenaissance oder Antwerpener Manieristen, die von einzelnen Kunsthistorikern eingeführt wurden und mittlerweile etabliert sind, aber eine korrekte Definition untergraben: Die Nordische bzw. Weserrenaissance ist im Großen und Ganzen eigentlich Manierismus, während es sich bei den Antwerpener Manieristen um eine Gruppe von Malern handelt, die in der spätgotischen Tradition der niederländischen Malerei stehen, mit Übergangstendenzen zur Renaissance.

## Geografische Verbreitung
Während die Renaissance noch eine hauptsächlich italienische Kulturleistung gewesen ist, war der Manierismus eine internationale Bewegung. Es verwischten sich nationale und regionale Stilunterschiede, auch wenn sie nicht ganz verschwanden, und es fand eine Verschmelzung von italienischem und „nordischem“ Stil statt. Die Künstler fühlten sich nicht mehr so stark an ihren Geburtsort gebunden, sondern verstanden sich als Wanderkünstler und ließen sich nieder, wo sich ihnen passende Arbeits- und Verdienstmöglichkeiten boten. Fast alle bedeutenden niederländischen Maler des 16. Jahrhunderts zogen nach Italien, um dort zu lernen und zu wirken, wobei sie ihre Kunstauffassungen einbrachten und damit die italienische Kunst bereicherten. Die meisten kehrten früher oder später wieder in ihre Heimat zurück, oder sie fanden Arbeitsmöglichkeiten in anderen europäischen Ländern, wo sie ihre neu erworbenen Techniken weitergaben. Einige jedoch, wie Giovanni da Bologna und Giovanni Stradanus, blieben für immer. Auch der Flame Dionisio Fiamingo ist in diesem Zusammenhang zu erwähnen, der in Bologna eine Malerschule eröffnete. In umgekehrter Richtung gingen Italiener an die Königs- und Fürstenhöfe Mitteleuropas, wo sie die Residenzen mit bislang unbekanntem Prunk und ausgeklügelter Raffinesse ausstatteten. Federigo Zuccari betätigte sich als Maler am Escorial und den Griechen El Greco zog es ebenfalls nach Spanien. Mit den neuen künstlerischen Formen wurden auch die dahinter stehenden Ideen transportiert.

## Entwicklung des Manierismus

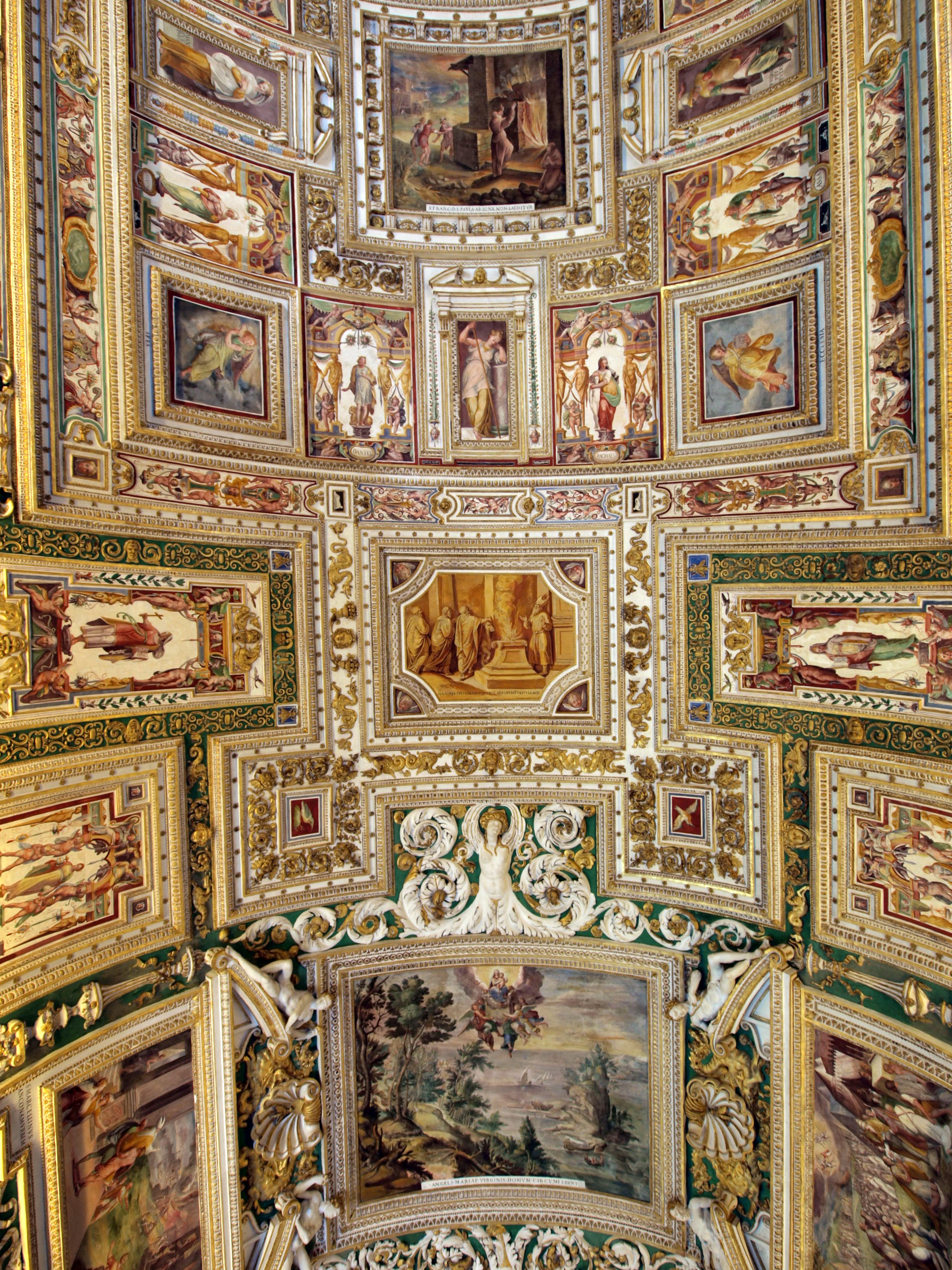
Manieristische Deckendekoration aus Malerei, Grotesken und Stuck von Girolamo Muziano und Cesare Nebbia und anderen in der Galleria delle carte geografiche des Vatikanspalastes (ca. 1580–1590)

Wie andere Kunstepochen wird der Manierismus in drei Phasen eingeteilt, auch wenn sich die Kunsthistoriker über die Länge dieser Phasen uneins sind. Die einen setzen die erste bis 1530 und die zweite bis 1560 an, die anderen lassen die erste bis 1550 dauern. Einigkeit besteht darüber, dass der Manierismus etwa ab 1520 (Todesjahr Raffaels) einsetzte und in der Mitte des Jahrhunderts als die künstlerische Hauptströmung gelten kann. Die neuen Stiltendenzen hatten sich freilich bereits das Jahrzehnt zuvor abgezeichnet. Eine wichtige formale Inspirationsquelle war die Laokoon-Gruppe, die 1506 aufgefunden wurde. Michelangelo malte zwischen 1508 und 1512 in der Sixtinischen Kapelle die Figuren nicht nur in übersteigert kräftigen Körperformen, sondern auch in ungewöhnlichen und schwierig darzustellenden Drehungen, was für den Manierismus charakteristisch wurde. Der späte Raffael und die Maler seiner Werkstatt versuchten deutlich, die Ausdrucksmittel in Richtung Dramatik zu erweitern, zum Beispiel in der Stanza des Heliodorus und der des Borgobrands und ganz besonders in der ‚Verklärung Christi‘. Die Art, wie diese Künstler die Groteskenmalerei in den Loggien des Vatikans verwendeten, wurde außerdem zu einem Ideal der manieristischen Dekorationskunst. Sogar Leonardo da Vincis ‚Schlacht von Anghiari‘ weist schon auf den Manierismus voraus.
Erste malerische Experimente gab es in Florenz, Vorreiter waren Jacopo da Pontormo und Rosso Fiorentino. Pontormos ‚Veronica‘ beispielsweise ist nicht mehr in eine Kreuzwegerzählung eingebunden, sondern steht als monumentale Einzelfigur vor einem Vorhang und hält das Schweißtuch mit weit ausladender Gebärde. Fiorentino besaß den Mut, den toten Christus bildfüllend als schönen Jüngling, mehr einem Adonis ähnelnd, zu malen. In Mantua schuf der in Raffaels Werkstatt geschulte Giulio Romano ab 1525 mit seinem Palazzo Te ein erstes manieristisches Gesamtkunstwerk, das Architektur und Dekoration vereint.
Der römische Manierismus lehnte sich deutlich an Michelangelo an, unter anderem im Figurenideal und in der Betonung des disegno, das nun metaphysisch überhöht wurde. Unterbrechung und Stimulus zugleich bedeutete der Sacco di Roma 1527, der zu einer Abwanderung von Künstlern aus Rom führte, was andernorts die Ausbreitung des neuen Stils beschleunigte.
In der venezianischen Kunst hatten manieristische Tendenzen zunächst weniger Anklang gefunden, bis Jacopo Tintoretto seine sehr persönliche, eigenständige und tiefsinnige Interpretation der Bildgegenstände vorlegte. Auch Jacopo Bassano zeigt in einem Teil seines Werkes manieristische Tendenzen.
Als ab 1530 Rosso Fiorentino, Francesco Primaticcio und später Nicolò dell’Abbate an den französischen Hof berufen wurden, breitete sich mit der Gründung der Schule von Fontainebleau die nuova maniera in Frankreich aus und beeinflusste auch die Künstler der Nachbarländer.

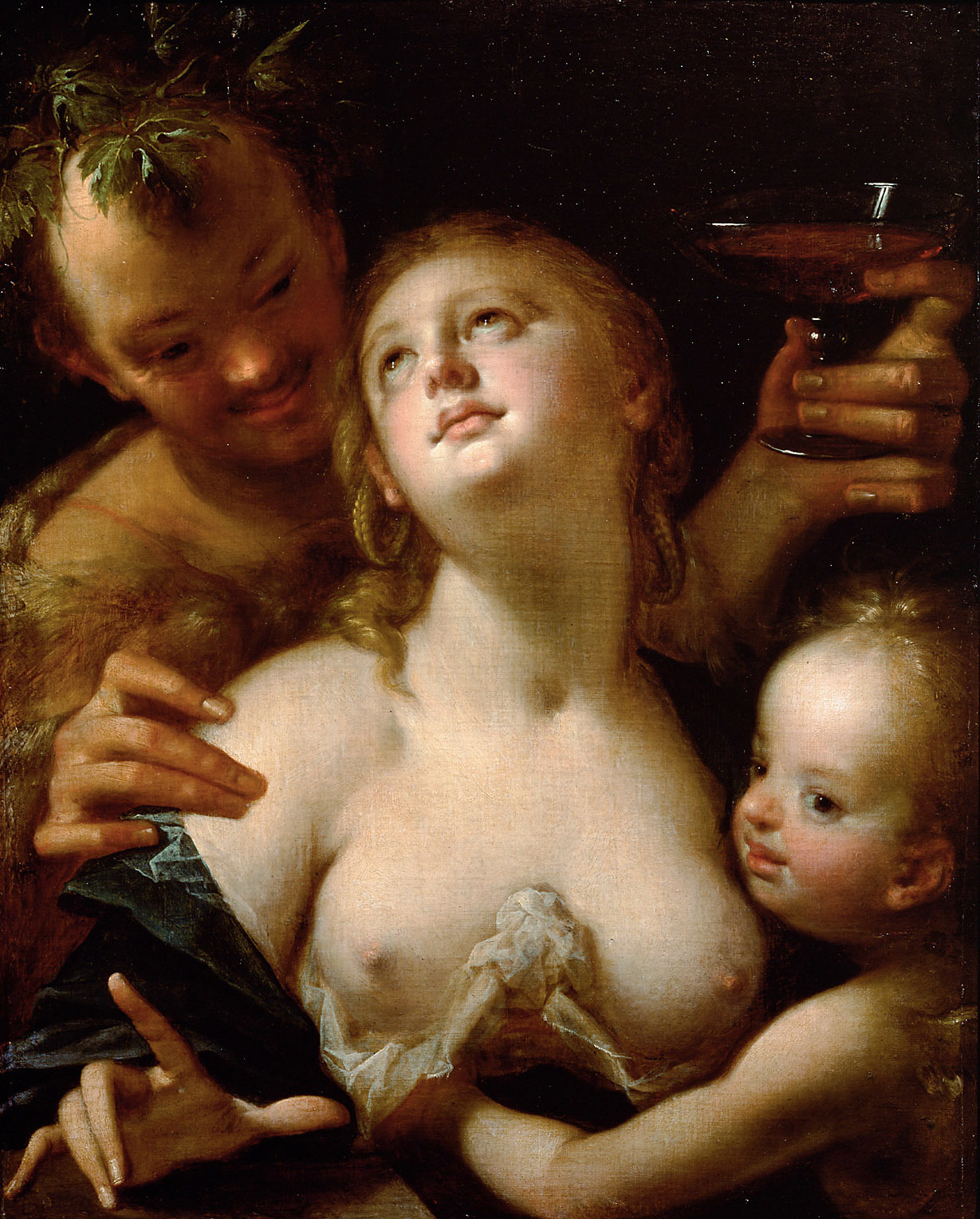
Hans von Aachen während seiner Zeit am Hof Rudolfs II.: Bacchus, Venus und Amor, KHM Wien

In der dritten Phase, der zweiten Hälfte des Jahrhunderts, verlagerte sich der Schwerpunkt nach Norden und es traten verstärkt Künstler aus den Niederlanden, Flandern und Deutschland hervor, die oft zumindest zeitweise in Italien lebten, vor allem in Rom – sie sind daher als Romanisten bekannt. Sehr einflussreich waren Frans Floris, Karel van Mander sowie Hendrick Goltzius, von Haus aus Kupferstecher, oder der Bildhauer Adriaen de Vries. Von besonderer Bedeutung für diese Phase sind die Künstler am Hofe Rudolfs II. in Prag, die für den Kaiser vor allem allegorische und mythologische Szenen malten, durchaus auch solche, die stark erotisch aufgeladen waren: Bartholomäus Spranger, Hans von Aachen und Joseph Heintz der Ältere fanden jeweils individuelle Lösungen, um Nordisches und Italienisches zu einem internationalen Stil zu verschmelzen. Zeitweise wirkte dort auch Giuseppe Arcimboldo, der mit seinem Werk dem manieristischen Hang zum Bizarren entgegenkam.
Einige italienische Künstler in dieser letzten Phase sind nicht eindeutig zuzuordnen, da sie zwar einige Merkmale des Manierismus zeigen, aber gleichzeitig ein natürlicheres Menschenbild bevorzugten und/oder zu einer Vereinfachung der Komposition neigten – sie führten also auf einen klassischeren (oder klassizistischen) Weg zurück und trugen damit zur Entstehung des Barock bei. Dazu zählten die in Bologna ansässigen Brüder Caracci und der aus Urbino stammende Federico Barocci, der in seiner von Correggio inspirierten Lieblichkeit und Weichheit oft schon barock wirkt, zugleich aber durch seinen fantasievollen Umgang mit Farben noch als manieristisch auffällt, außerdem der in Rom wirkende Giuseppe Cesari. Beide übten großen Einfluss auf die barocke Kunst aus, die etwa ab 1600 die manieristische ablöste. Während also in Italien der Manierismus bereits ab 1580 allmählich an Bedeutung verlor, hielt er sich in den nördlichen Ländern noch bis etwa 1620.
Manieristische Stilexperimente wurden im 20. Jahrhundert Vorbilder für den Expressionismus, Dadaismus, Surrealismus und Kubismus.

## Merkmale des Manierismus

### Geschichtlicher Hintergrund

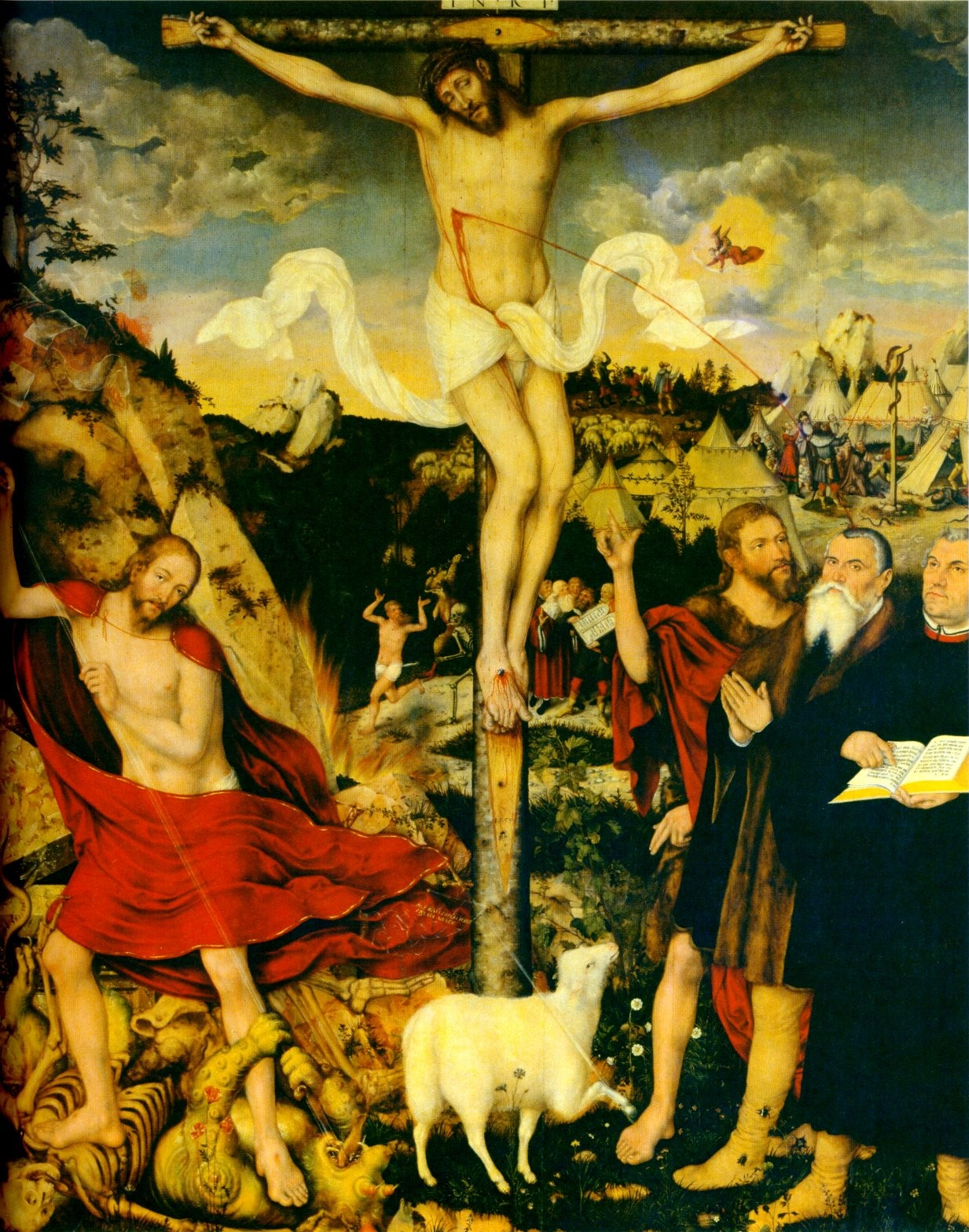
Lucas Cranach d. J., Altar in der Herderkirche, Weimar.

Die Entstehung des Manierismus fällt mit heftigen religiösen, geistesgeschichtlichen, politischen und wirtschaftlichen Umbrüchen und Krisen in Europa zusammen: Das christlich-mittelalterliche Weltbild brach unter den neuen astronomischen und geografischen Erkenntnissen zusammen, Stichwort Kopernikanische Wende. Die Entdeckung Amerikas und die ersten Weltumseglungen erbrachten den Beweis dafür. Die Naturwissenschaften und naturwissenschaftliches Denken begannen, sich einen Platz im Geistesleben zu erobern. Die europäischen Machtzentren verlagerten sich: durch die Eroberungen in der Neuen Welt verlor der für Italien wichtige Mittelmeerhandel deutlich an Bedeutung, stattdessen stieg das habsburgische Spanien zur Weltmacht auf und in Flandern und den Niederlanden blühte die Wirtschaft. In Italien büßten die Städte an wirtschaftlichem und politischem Einfluss ein, dafür erlangten adlige, aber auch ehedem bürgerliche Familien wie die Medici große Macht. Eine enorme Erschütterung für ganz Europa, insbesondere für Deutschland und die Niederlande, bedeutete die durch Martin Luther ausgelöste Reformation, mit all ihren Folgen wie den Religionskriegen, dem Jahrzehnte dauernden Konzil von Trient und der Gegenreformation. Prägendes geistiges und kulturelles Konzept blieb aber weiterhin der schon im Jahrhundert zuvor formulierte Humanismus, durch den die Bildung die Grenzen der Klöster und Universitäten überschritten hatte.

### Künstlerische Absichten

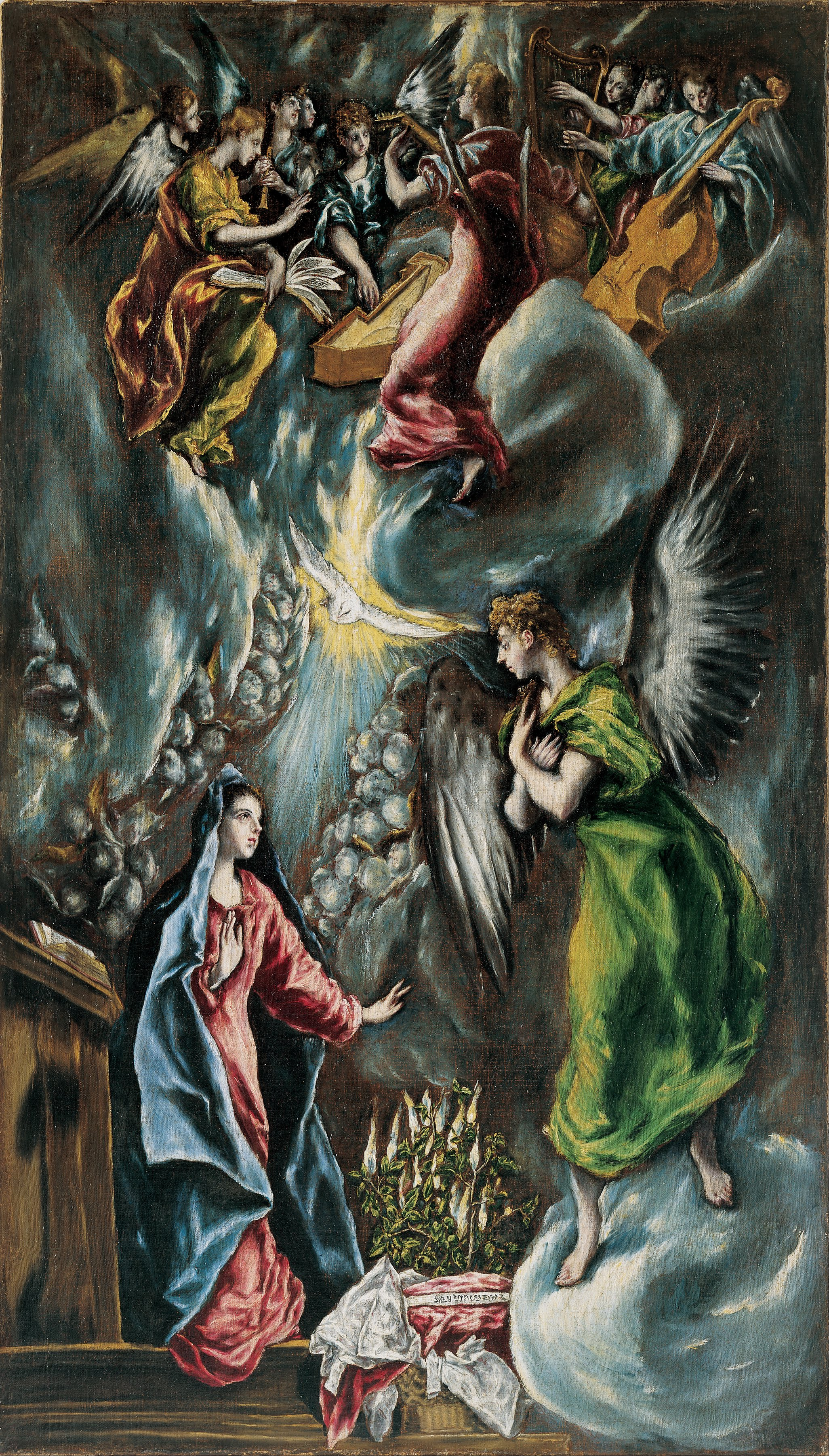
El Greco, Verkündigung. Das Ereignis wird von dramatischen Lichterscheinungen begleitet.

So erschien den damaligen Künstlern und Kunsttheoretikern das Programm der Renaissance verfehlt, die Schönheit der Natur abzubilden und durch die Kunst zu verherrlichen. Stattdessen hatte die Kunst die Natur zu überwinden und, wenn sie fehlerhaft sei, sie zu übertreffen. Zu diesem Zweck wurden die Werke vorangegangener Künstler eifrig studiert, aber nicht kopiert, sondern kreativ variiert und subjektiv umgedeutet. Das ging nicht ohne den Ehrgeiz, die künstlerischen Techniken und die Beherrschung dieser Techniken aufs Äußerste zu verfeinern. Hier ging es durchaus darum, auch die Kollegen an Meisterschaft zu übertreffen.
Wie schon zuvor spielten neuplatonische, gnostische, astrologische und alchemistische Gedanken eine Rolle. Die Manieristen versuchten, die antiken und christlichen Traditionen mit den wissenschaftlichen Erkenntnissen zu einem umfassenden neuen Weltbild zu verschmelzen und dieses darzustellen. Manierismus beschränkte sich also nicht auf eine formal-ästhetische Erneuerung, sondern war bestrebt, die Rolle der Kunst im Gesamtgebäude der Kultur zu untersuchen und auch neue Wertungen und Werte zu setzen. Dabei spielte die umfangreiche theoretische Literatur eine wichtige Rolle, Beleg dafür, dass der Manierismus sich an den Verstand richtete und das intellektuelle Spiel liebte. Die darauf folgende Epoche dagegen, der Barock, wendete sich an das Gefühl, auch an das religiöse. Das ist die eine Seite. Auf der anderen suchten die manieristischen Künstler mittels theatralischer Gebärden, Mimik und Beleuchtung, dramatischer Wettererscheinungen, mächtiger Faltenwürfe, suggestiver Landschaften und anderer Kunstgriffe durchaus starke Emotionen beim Betrachter zu erwecken. Die Kunst des Manierismus und seine Rezeption sind also geprägt von inneren Gegensätzen und Widersprüchen, wie denn auch einzelne Werke von Gegensätzen und Widersprüchen geprägt sind. Das war den Künstlern bewusst, und daher empfahl der zeitgenössische Theoretiker Giovanni Paolo Lomazzo, sie mehrschichtig wahrzunehmen, mit Gedächtnis, Verstand, Wille und Gefühl.

### Gesellschaftliche Funktionen der manieristischen Kunst

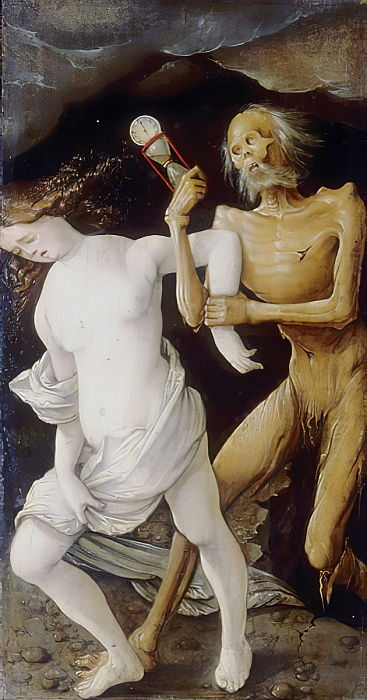
Allegorische Darstellung: Hans Baldung, Der Tod und das Mädchen. Bargello, Florenz

Die manieristische Kunst ist eine ausgesprochen elitäre und höfische Kunst, die in den Dienst fürstlicher Repräsentation gestellt wurde. Mehr noch, sie war Mittel zur Machtdarstellung und -ausübung, Ausdruck des souveränen Herrschaftswillens. Denn es genügte damals nicht, Herrscher von Geburt oder aufgrund militärischer Stärke zu sein, sondern man hatte auch auf intellektuellem und künstlerischem Gebiet Fähigkeiten zu zeigen und damit seine Dominanz geistig zu begründen. Dabei schufen die Hofkünstler nicht nur dauerhafte Werke, die heute noch einen Abglanz des Niveaus und der Prachtentfaltung vermitteln, sondern planten und verwirklichten auch Theateraufführungen und spektakuläre temporäre Festkulissen, um die Zeitgenossen zu beeindrucken. Manche von ihnen boten anschließend Anregungen für Gemälde oder Bauwerke.
Gleichermaßen wurde die Kunst angesichts der weltanschaulichen Gegensätze des 16. Jahrhunderts zur Darstellung und Verbreitung der eigenen Überzeugungen und Werte eingesetzt, gewissermaßen als Propagandamittel, sodass sie einen didaktischen Charakterzug bekam. Augenfällige Beispiele sind der Altar von Lucas Cranach d. J. in der Herderkirche Weimar, wo die sonst üblichen Frauenfiguren Maria und Maria Magdalena durch Porträts von Reformatoren ersetzt sind, und, als Antwort darauf, die Entscheidungen der Päpste und des Konzils von Trient bezüglich der Kunst, um die katholischen Lehren durchzusetzen. Im weltlichen Bereich sind dies u. a. die moralischen Allegorien von Tugenden und Lastern, die vor allem Motive in der Druckgrafik waren.
Daneben gibt es eine Reihe von allegorischen Kunstwerken, die eher reflexiver Art sind und sich mit Konzepten wie Schicksal und Tod befassen. Dazu gehören Bilder wie 'Homo bulla est' oder Hans Baldungs ‚Der Tod und das Mädchen‘. Und es häufen sich angesichts der unsicheren Zeiten die Darstellungen der schon aus der Antike bekannten Göttin Fortuna, mit oder ohne Lebensrad.

### Die Rolle des Künstlers

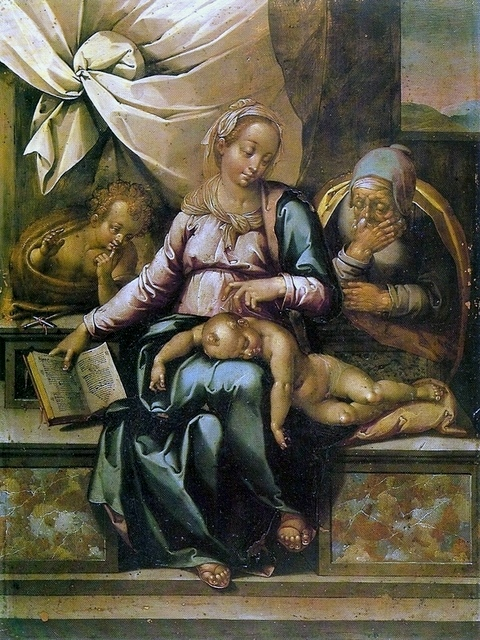
Madonna des Schweigens

Lockere Gesellschaft

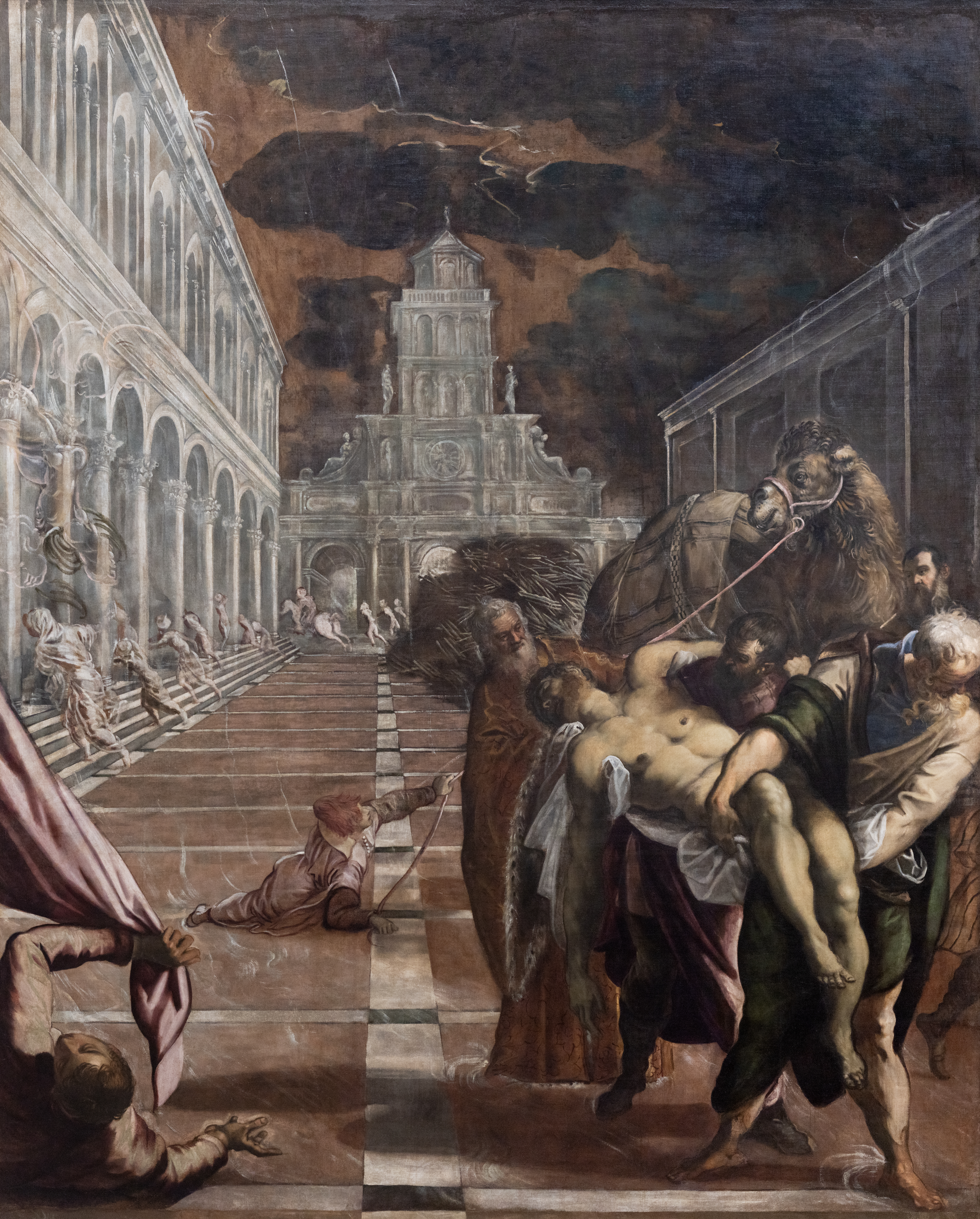
Auffindung des Leichnams des Heiligen Markus

Galt der Künstler während des Mittelalters als Handwerker, der traditionelle Bildmuster umzusetzen hatte und oft sein Werk nicht einmal signierte, so wurde während der Renaissance und mehr noch im Manierismus seine Rolle entschieden aufgewertet: Er hatte originelle Ideen zu liefern und dem Thema neue Seiten abzugewinnen. Oder er setzte es sich zur Aufgabe, eine abstrakte Idee zu veranschaulichen, wobei er umso mehr gefeiert wurde, je kühner, komplexer und schwieriger darzustellen seine Erfindung war und je souveräner er das Problem gelöst hatte. Um diese hohen Erwartungen zu erfüllen, war eine umfassende Bildung unumgänglich – auch wenn es durchaus Gelehrte gab, die zum Teil die Bildprogramme für die Maler ausarbeiteten.
In der – gleichsam manieristisch anmutenden – Diktion Franzsepp Würtenbergers liest sich das so:
„ … Manierist sein heißt: Mut besitzen zum Exzentrischen, den Hochwurf des genialen Geistesexperiments aushalten, der Vorherrschaft des überzüchteten Intellekts sich unterordnen anstatt einem wohlig gepflegten Gemüt, Freude haben am hybriden Gedankenspiel, das Künstliche über das alltäglich Normale und die einengende Konvention stellen, geöffnet sein für die spekulativ-theoretische Seite des Kunstschaffens, erfüllt sein von der Begeisterung zum Ideal und Lust zeigen an einer rücksichtslosen Verbiegung der Materie.“

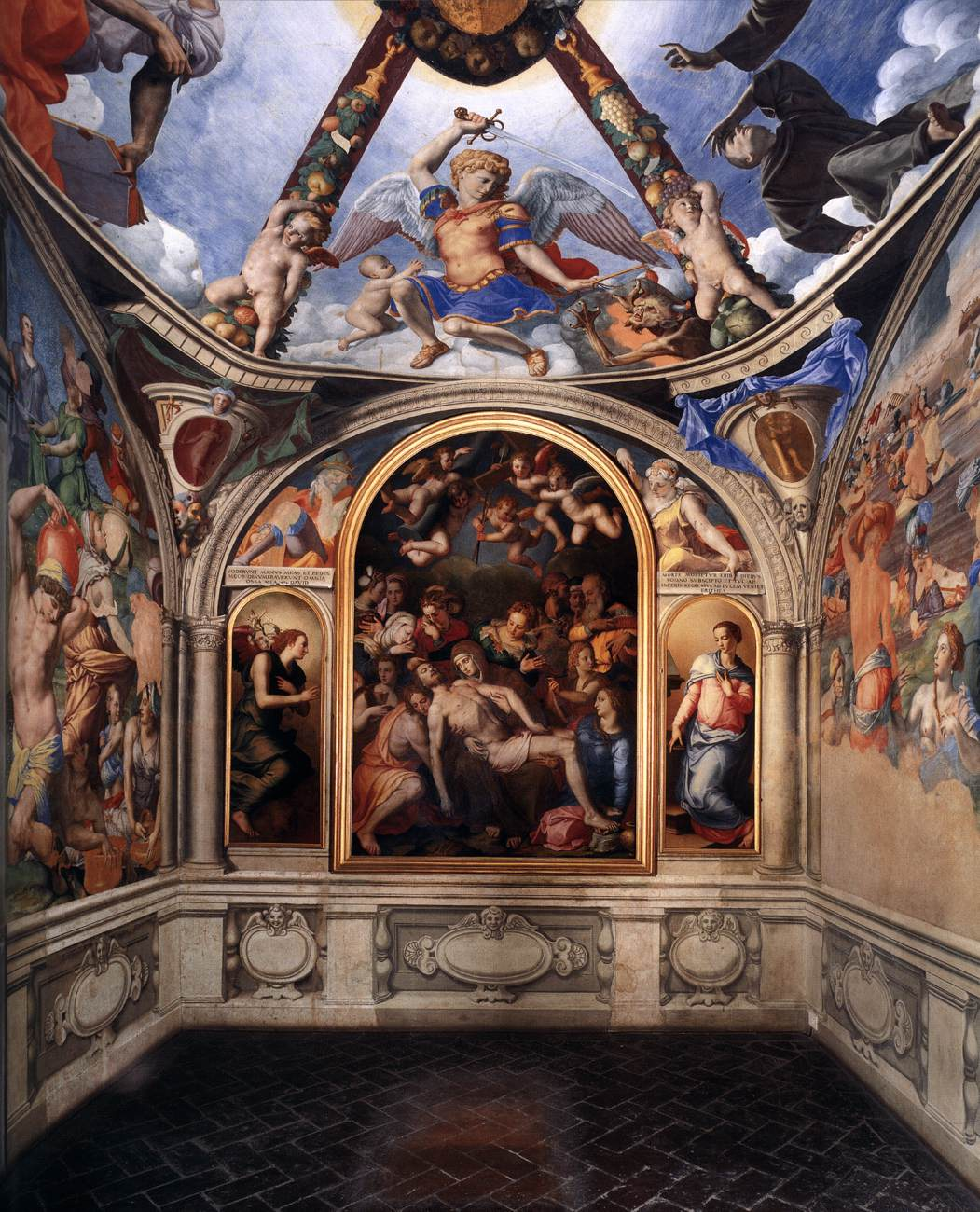
Die von Bronzino zwischen 1540 und 1564 ausgemalte Kapelle der Eleonora di Toledo im Palazzo Vecchio in Florenz

Der Umgang mit den Fürsten, aber auch mit Dichtern, Musikern und Gelehrten aller Art bot tüchtigen Künstlern die Möglichkeit des sozialen Aufstiegs und auch solche aus ärmlichen Verhältnissen konnten zu beträchtlichem Reichtum gelangen. Die Mäzene wiederum, auch sie gebildet und kunstverständig, hielten große Stücke auf ihre Maler, Bildhauer und Architekten und waren ihnen freundschaftlich verbunden. Vasari malte 1570 ein Tondo, das Großherzog Cosimo I. im Kreise seiner Hofkünstler zeigt. Ähnlich feste Beziehungen gab es zwischen Eleonara von Toledo und Agnolo Bronzino in Florenz, den Farnese und Vasari in Rom, den Gonzaga und Giulio Romano in Mantua und den sächsischen Kurfürsten und der Malerfamilie Cranach. Wie manch anderer Künstler zog Bartholomäus Spranger sogar dem Hof Rudolfs II. hinterher und es gefiel dem Kaiser, ihm beim Malen zuzuschauen und dabei private Unterhaltung zu pflegen. Es gab aber auch Künstler, die unabhängig blieben.
Diese Veränderungen des sozialen Stands der Künstler hatte zur Folge, dass die Ausbildung nicht mehr nur in den Werkstätten stattfand, sondern Schulen und Akademien gegründet wurden. Außer der Vermittlung der Techniken wurde dort auch das Gedankengut der Zeit gelehrt und diskutiert, sodass sie Zentren des Austauschs und der künstlerischen Weiterentwicklung waren. Auch wenn die Studenten dort viel kopierten, wurden sie zur individuellen Interpretation ermuntert, was ebenfalls zur Aufwertung des Künstlertums beitrug. Die Accademia dell’Arte e del Disegno in Florenz war die erste ihrer Art, in Rom legte Federico Zuccari den Grundstein für ein solches Institut, das sogar der Papst absegnete. In Bologna waren die Brüder Caracci Initiatoren der Accademia degli Incamminati, um für ihre Kunstauffassung zu werben. Die Akademie in Haarlem, die vor allem auf Karel van Mander zurückgeht, war ein Treffpunkt renommierter Künstler, die sich gemeinsam dem Studium der Antike widmeten.

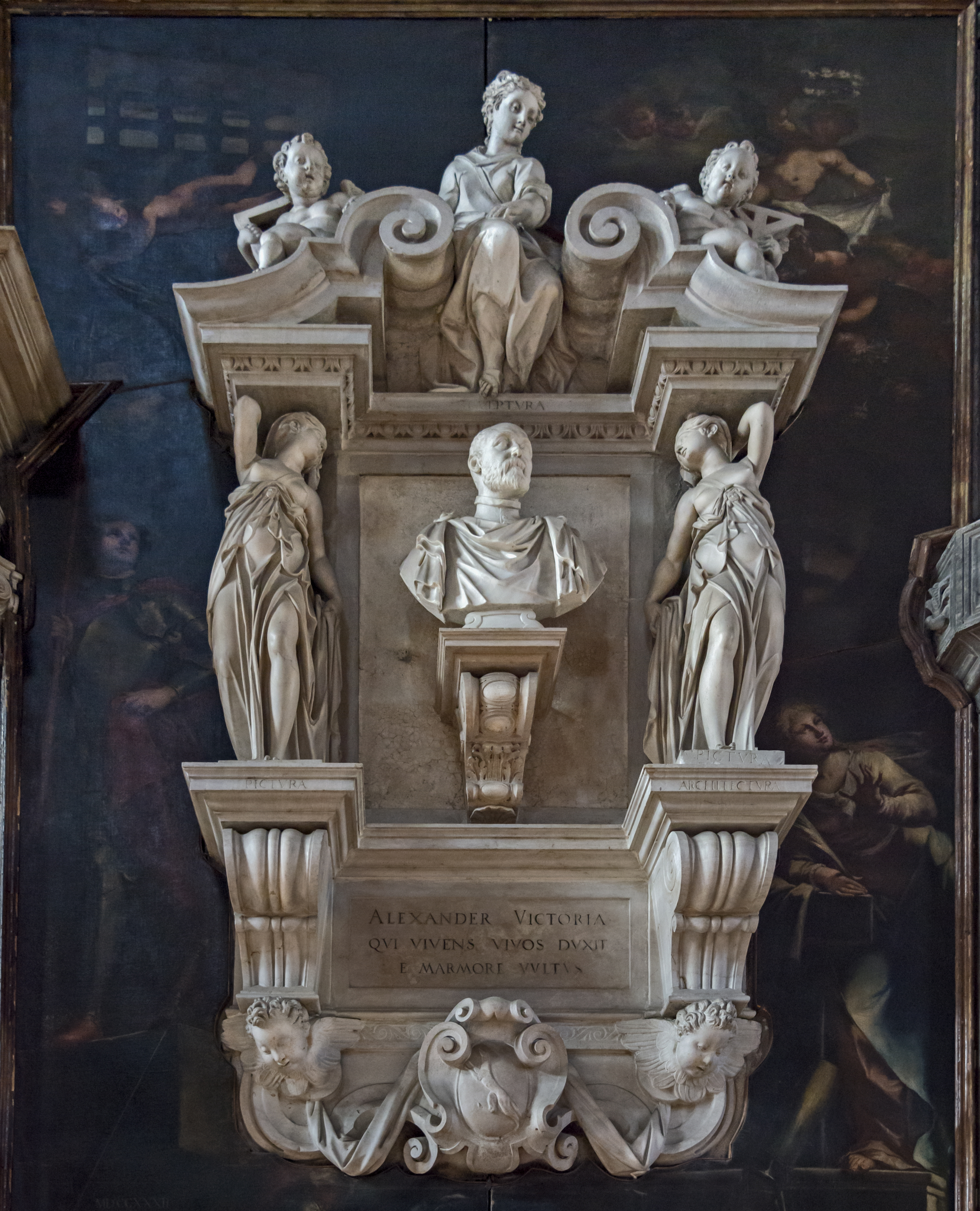
Grabmal Alessandro Vittorias, von ihm selbst entworfen

Dem Beispiel Michelangelos folgend, der Maler, Bildhauer, Architekt und Dichter und Denker war, betätigten sich viele Künstler auf mehreren Gebieten. Es gehörte zum Programm des Manierismus, die verschiedenen Künste zu vereinen, insbesondere die Ausführung der Kunstwerke durch Texte zu unterstützen. Der Maler Tobias Stimmer versuchte sich in Komödien, Vasari malte, entwarf Villen und verfasste eine groß angelegte Sammlung von Biografien zeitgenössischer Künstler, die noch heute eine wichtige Quelle darstellt. Seinem Beispiel folgend beschrieb der flämische Maler Karel van Mander das Leben seiner Kollegen. Der Bildhauer und Kunsthandwerker Benvenuto Cellini verfasste eine auch heute noch lesenswerte Autobiografie.
Obwohl oft abhängig von Mäzenen, führte das gestiegene Selbstbewusstsein die Künstler zu einer geistigen Autonomie, sichtbar an den vielen Kollegen- und Selbstporträts, manchmal sogar im Kreis der Familie. Besonders im fortgeschrittenen Alter und nicht mehr angewiesen auf Verdienst, malten manche zum eigenen Vergnügen und nahmen sich Bildgegenstände vor, die kaum das Interesse von Käufern fanden, wie zum Beispiel Menschen aus dem Volk. Es gab auch solche, die als unangepasst oder schrullig galten, wie der in Einsamkeit lebende Jacopo da Pontormo und Cornelis van Ketel, der hin und wieder einfach mit den Fingern malte. Zu Geld gekommen errichteten sich einige Künstler Wohnbauten, die denen der Adligen in nichts nachstanden. Die Bildprogramme verherrlichen dort in erster Linie die Bildenden Künste und die Genialität des Künstlers. Die beiden Zuccari-Paläste in Florenz und Rom und Vasaris Paläste in Florenz und Arezzo sind Beispiele dafür. Zudem trug so mancher Künstler Sorge, den eigenen Nachruhm zu sichern, indem er sich ein aufwendiges Grabmal schuf, wie Baccio Bandinelli in der Santissima Annunziata in Florenz und Alessandro Vittoria in San Zaccaria in Venedig, oder sich gar eine Grabkapelle ausgestaltete, wie es Bartolommeo Ammanati in der Jesuitenkirche San Giovanni degli Scolapi in Florenz oder Vasari in der Santa Maria Assunta in Arezzo taten.

### Vorstellungen zum Schaffensprozess
Wie aus dem Anspruch hervorgeht, der an die Künstler gestellt wurde, wurde ihrem Tun, dem kreativen Prozess also, eine gewisse Spiritualiät zugesprochen. Federigo Zuccari sieht dies im Wortspiel disegno (Zeichnung) und segno di Dio (Zeichen Gottes) widergespiegelt. Er schreibt dazu in seinem Buch ‚L‘idea de’ Scultori, Pittori e Architetti‘:
„Ich sage also, dass Gott, …, nachdem er in seiner Güte den Menschen nach seinem Bilde geschaffen hatte, … ihm auch die Fähigkeit verleihen wollte, in sich selbst eine innere geistige Vorstellung zu bilden, auf dass er mit ihrer Hilfe alle Geschöpfe erkennen und in sich eine neu Welt zu formen vermöge, und auf dass er, kraft dieser inneren Vorstellung, es Gott nachtuend und mit der Natur wetteifernd, unendlich künstlerische aber der Natur ähnliche Dinge hervorbringe, und vermittels der Malerei und Bildhauerkunst auf Erden neue Paradiese vor Augen stellen könne.“
Dem Begriff idea, der Inspiration des Künstlers, die in weiteren weitschweifigen theoretischen Abhandlungen wie dem siebenbändigen ‚Trattato dell‘arte e architettura‘ von Giovanni Paolo Lomazzo erörtert wurde, entspricht ein weiterer, und zwar das disegno interno, das innere Bild, dem das disegno esterno, das materielle, ausgeführte Bild also, gegenübersteht.

### Stil
Allgemein ist der Manierismus gekennzeichnet durch eine Abkehr von den ausgewogenen, geometrisch kalkulierten Kompositionen der Renaissance. An die Stelle harmonischer Formen von klassischer Einfachheit trat eine gesuchte, gezierte „Manier“, ein kapriziöser und spannungsgeladener Stil mit komplexen Gestaltungsideen. Formal galt es, künstlerische Elemente, die zuvor wenig miteinander zu tun hatten, auf überraschende Weise neu zusammenzusetzen. Ein extremes Beispiel dafür ist Pieter Aertsens ‚Christus bei Maria und Marta‘: Das eigentliche Thema nimmt etwa ein Sechstel der Fläche ein, der wesentlich größere Teil des Bilds zeigt Essen und zeitgenössische Familienszenen. Missverhältnisse und Disharmonien waren also unvermeidlich und gewollt.
Ein weiteres Merkmal ist die durch die zahlreichen Neuheiten im Betrachter erzeugte Unsicherheit, indem nicht nur die hergebrachten Bewertungskriterien versagen, sondern die Bildgegenstände selbst sich mehr oder weniger heftig in Bewegung setzen oder zumindest in einem labilen Gleichgewicht stehen. Adriaen de Vries' Skulpturen sind Meisterwerke in dieser Hinsicht.

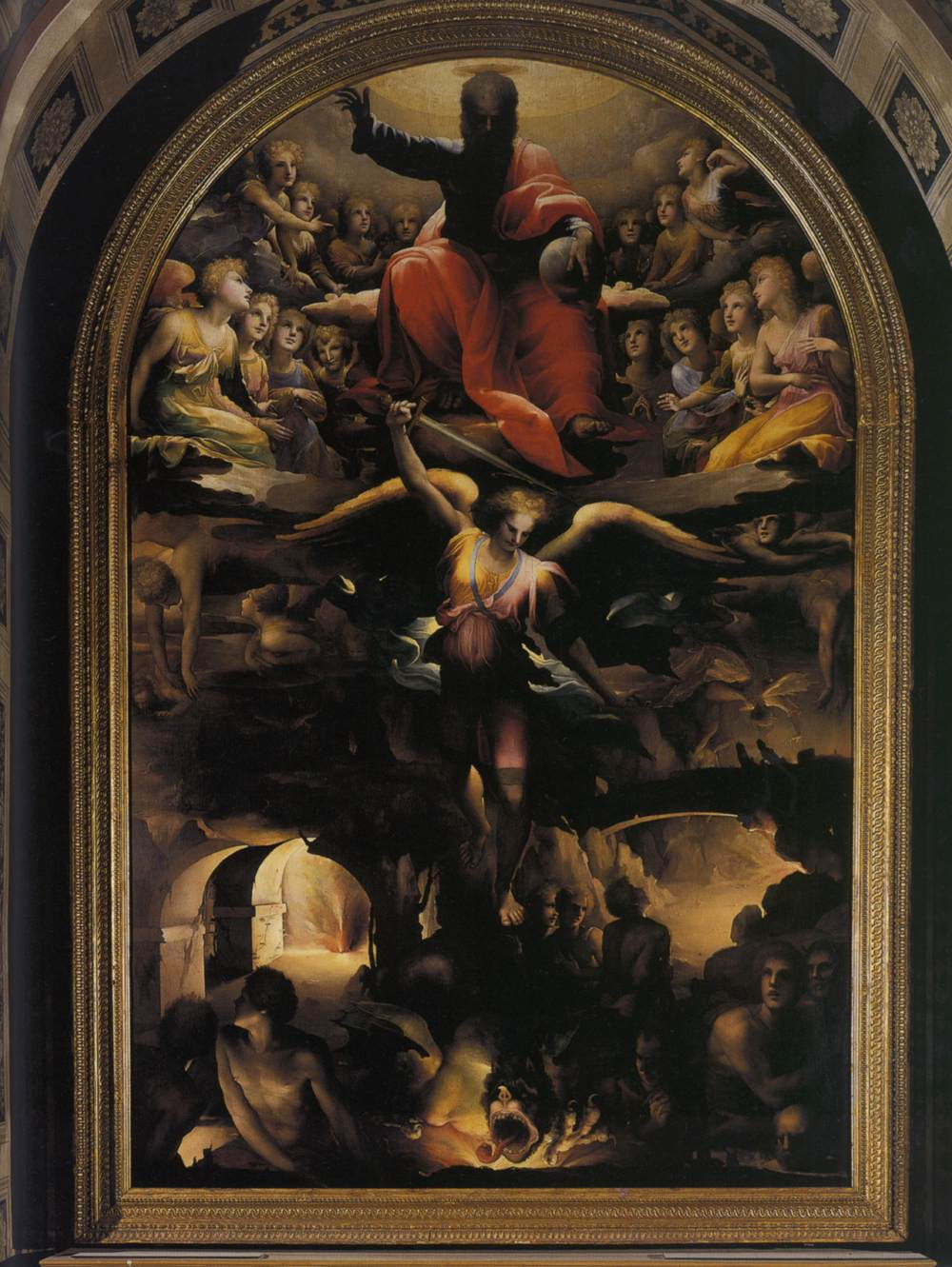
Domenico Beccafumi: Fall der rebellischen Engel. Beispiel für Hell-Dunkel Kontrast, Fülle und mystische Erscheinung.

Daneben ist ein Hang zur Monumentalität und zur Fülle, wenn nicht Überfülle festzustellen. Das gilt für Malerei, Dekoration und Fassadengestaltung gleichermaßen.
Weiteres Stilmerkmal ist der Kontrast, nicht nur von Farben oder, in der Architektur, von Materialien. Es zeigt sich zum Beispiel auch in den vielen Skulpturen, die das Thema Sieger und Besiegter zum Thema haben.
Bei mittelmäßigeren Künstlern kann die Umsetzung der Ideale zu einem unästhetischen oder völlig künstlichen, gewollten und gezierten Eindruck führen, wie bei Baccio Bandinellis Skulptur Herkules und Cacus: Obwohl Michelangelos muskulöse Figuren nachgeahmt sind, fehlt hier jegliche Dynamik, die Kraft beweisen könnte. Bei den guten und großen Künstlern der Epoche zeigen sich dagegen Eleganz oder Wucht; oder sie erreichen besondere Wirkungen im emotionalen Ausdruck bis hin zum Mystischen, gut zu sehen ist dies an Domenico Beccafumis ‚Fall der rebellischen Engel‘ in der Kirche San Niccolò al Carmine in Siena.

### Inhalte
Aus der mittelalterlichen Kunst übernahmen die Manieristen die christlichen Motive, aus der Renaissance die Thematik der antiken Mythologie. Dazu traten die zahlreichen komplexen und oft schwer zu deutenden Allegorien und Embleme, die ein Mittel zur geistigen Ordnung der Welt sein, aber nur von eingeweihten Kennern aristokratischer Kreise verstanden werden sollten. Sie wurden im Laufe der Zeit immer mehr verfeinert und untergliedert, sodass sich eine eigene Literaturgattung, die Ikonologie, etablierte. Abhandlungen und Nachschlagewerke halfen sowohl Künstlern als auch Betrachtern, sich in diesen Systemen zurechtzufinden. Dazu gehören Andrea Alciatis 'Liber Emblematum' von 1564 und Cesare Ripas ‚Iconologia‘ von 1593, die viele Male neu aufgelegt und in Übersetzungen Vorbild für weitere derartige Schriften im nördlichen Europa wurde. Es gab auch umfangreiche Kommentare von Künstlern, die ihre rätselhaften Malereien selbst erklärten, wie die von Jacopo Zucchi, der schriftlich darlegte, welche Götter er im Palazzo Ruspoli in Rom an die Decke gemalt hatte und warum.

## Malerei und Druckgrafik

### Bedeutung der Malerei im 16. Jahrhundert in Italien
Damalige Kunsttheoretiker wie Francisco de Holanda maßen der Malerei universalen Wert bei und hielten sie für den Nachvollzug des Schöpfungswerks Gottes. Etwas bescheidener schrieb Lodovico Dolce, „ohne die Zierde schöner Malereien fehle die Krone des reizenden Schmuckes.“ Daher galten dem Adel der Zeit gemalte Dekorationen und Gemälde als wesentlicher Teil der Lebensgestaltung, ja, trotz ihrer Phantastik und Exzentrik, als Lebensdarstellung.

### Merkmale der manieristischen Malerei

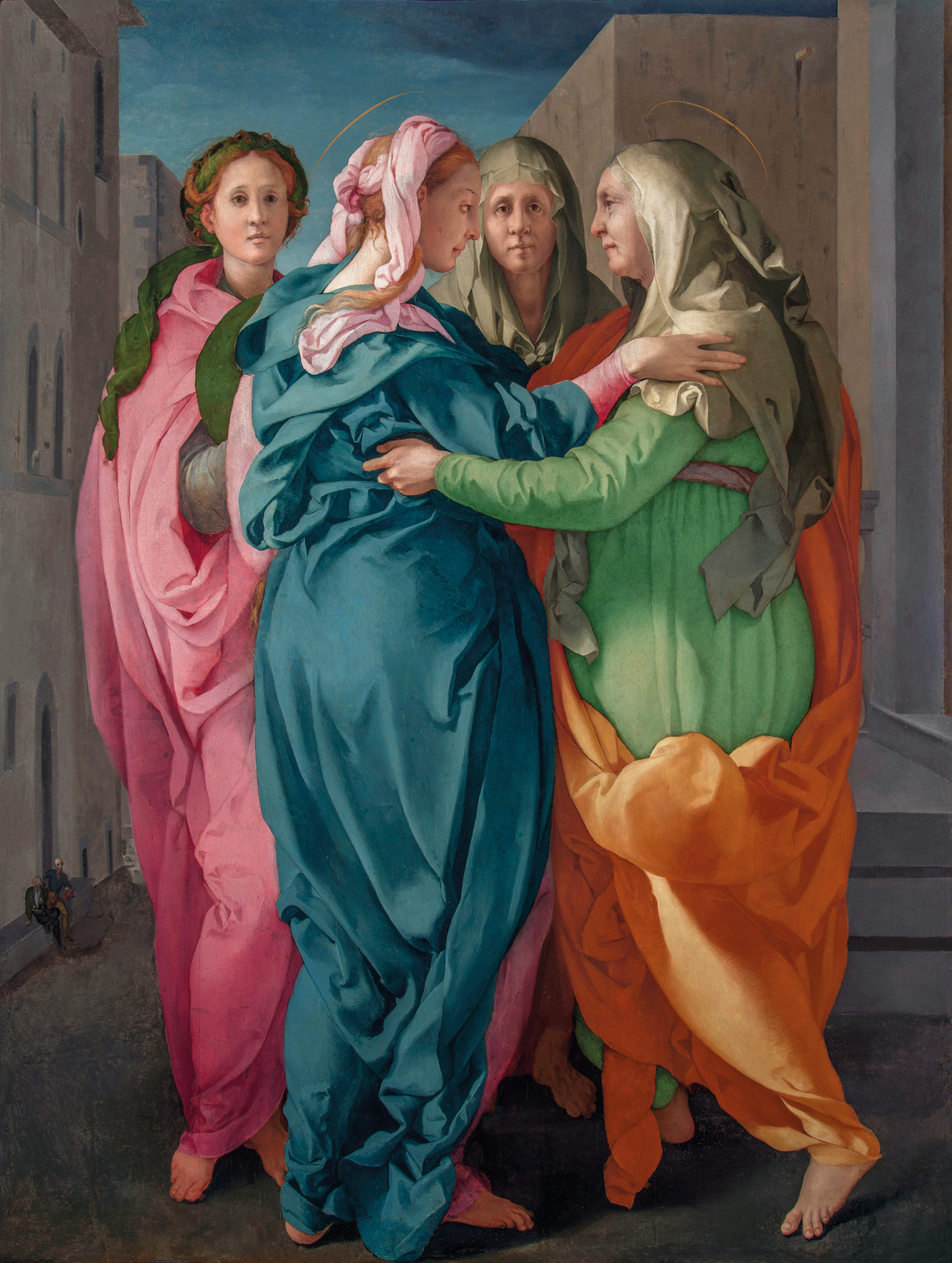
Jacopo Pontormo, Heimsuchung. Das Bild ist von starken Farbkontrasten bestimmt.

Unabdingbar war für jeden Maler die Kenntnis der Gesetze der Zentralperspektive, sie bestimmt den Bildaufbau. Um dennoch die gewünschte Dynamik einzubringen, wurden oft ungewöhnliche Positionen gewählt, aus der die Bildgegenstände gemalt bzw. betrachtet wurden: von unten, von oben, von der Seite, sodass sich überraschende Verkürzungen ergaben. Ein Meisterstück in dieser Hinsicht sind Pellegrino Tibaldis ‚Windgötter‘ im Palazzo Poggi in Bologna. Manchmal ist die Perspektive auch verzerrt oder gezielt missachtet, da die Mathematik als Einschränkung der künstlerischen Freiheit betrachtet wurde. In größerem Kontext kann das Fehlen eines eindeutigen und sicheren Standpunkts (im wörtlichen Sinne) als Ausdruck der Auflösung der hergebrachten Ordnung der Welt gesehen werden.
Die Farben sind im Allgemeinen kräftig, auffällig sind gewagte Farbkombinationen oder grelle, drastische Kontraste, indem die Farbflächen deutlich voneinander abgegrenzt werden. Sehr wirkungsvoll wurde das Spiel von Licht und Schatten eingesetzt, vor allem Tintoretto war ein Meister darin. Erforderlich war dabei ein schwarzer Hintergrund, was von vornherein eine mystische Wirkung ergab. Doch nicht nur dem Schwarz, auch anderen Farben wird erstmals in der Kunstgeschichte ein Ausdruckswert zuerkannt, indem sie das Dargestellte charakterisiert. So unterstreichen die kühlen, gläsernen Farben von Bronzinos Porträt seiner Gönnerin Eleonora von Toledo, deren Distanz und Vornehmheit oder sie erzeugen die Vorstellung von Kälte, wie auf Antoine Carons ‚Triumph des Winters‘.

### Themen der manieristischen Malerei

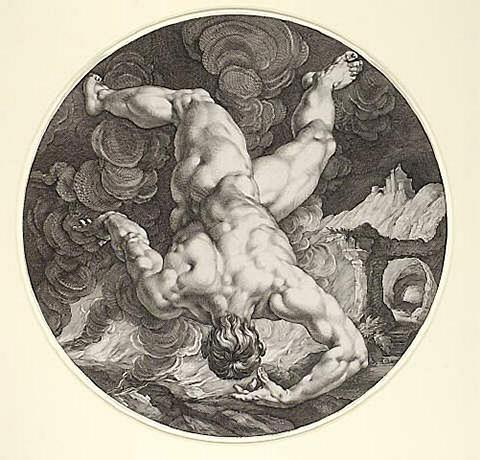
Hendrik Goltzius nach Cornelis van Haarlem: Tantalus. Kupferstich

Gemäß der Bedeutung, die die Manieristen dem Menschen zuerkannten, stand im Mittelpunkt fast immer die Darstellung menschlicher Körper, doch orientierte sie sich nicht mehr wie zuvor an der Natur und an klassischen Skulpturen. Stattdessen waren sie von artistischer Künstlichkeit bestimmt, die zu zwei Extremen führten: entweder folgten die Proportionen, möglicherweise in Rückgriff auf Gotik und Frührenaissance, einem Ideal von Eleganz und Anmut, oft mit überlangen Armen, Beinen und Hälsen und verkleinerten Köpfen. Ein Schlüsselwerk in dieser Hinsicht ist Parmigianinos ‚Madonna mit dem langen Hals‘. Sie ähnelt formal einer Flamme und soll damit auf Spiritualität verweisen. Oder Michelangelos Werke waren Vorbild für übersteigert kräftige, maskuline, wuchtige und heroisch wirkende Gestalten. Doch konnten durchaus auch männliche Figuren zart und weibliche muskulös wirken. Ersteres ist besonders an den Darstellungen der Götter Merkur und Bacchus zu beobachten, für letzteres ist Cornelis van Haarlems 'Kindermord zu Bethlehem' ein Beleg, wo die Mütter mit bloßer Faust ihre Kinder zu retten versuchen. Ein Charakteristikum des Manierismus ist die Figura serpentinata, das heißt eine Darstellung in komplizierter oder physisch fast unmöglicher Verdrehung, die zur Steigerung der Expressivität eingesetzt wird, aber auch zur Betonung der Dreidimensionalität. In Kombination mit gekonnter perspektivischer Darstellung hatten die Künstler damit die Möglichkeit, ihre Virtuosität zu zeigen.

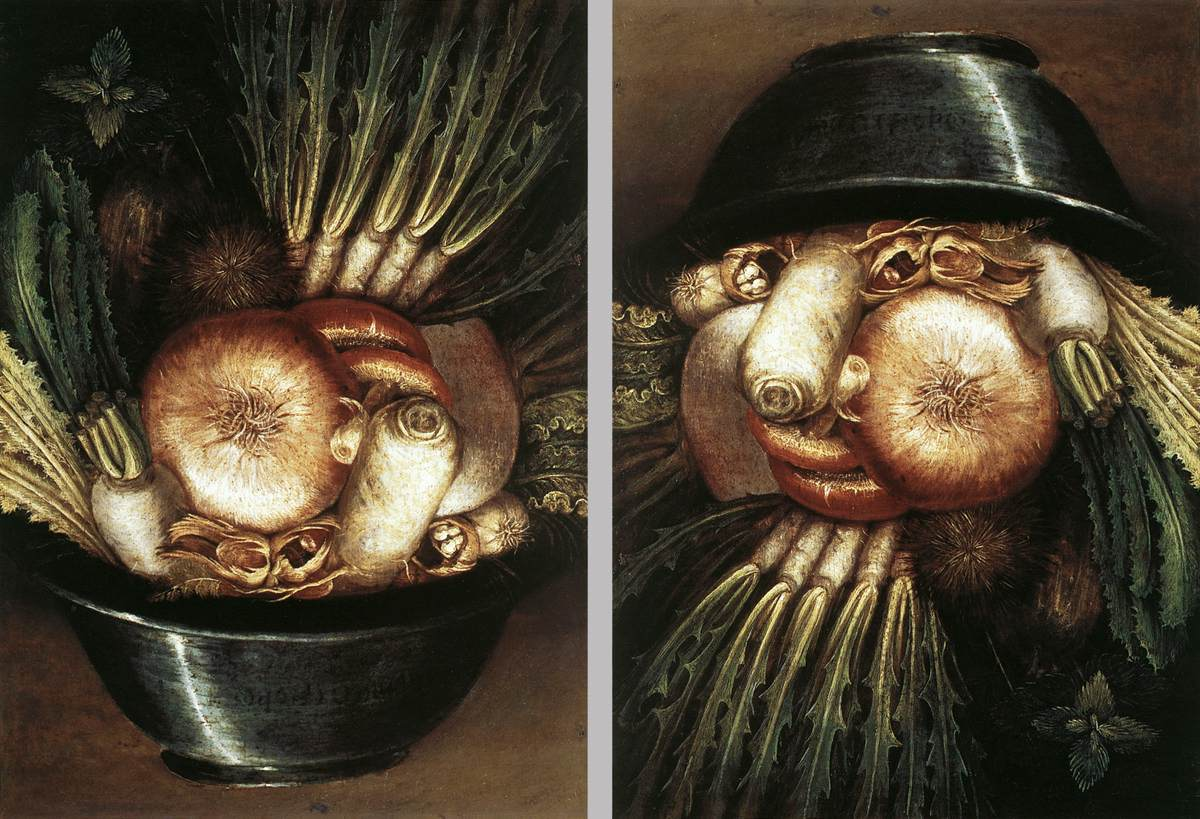
Vexierbild von Giuseppe Arcimboldo: Der Gemüsegärtner, Museo Civico Ala Panzone

Neben der Darstellung von Schönheitsidealen ist auch eine Tendenz zum Hässlichen und Kuriosen zu beobachten, was ebenso übersteigert wirkt. Der Münchner Maler Hans Mielich scheute sich nicht, seinen Mäzen Herzog Wilhelm IV. auf dem Totenbett mit offenbar von einem Schlaganfall verzerrten Gesicht zu zeichnen. Arcimboldo machte aus Köpfen Gemüsehaufen und erreichte damit sogar physische Ähnlichkeit mit lebenden Personen, wie bei seinem Porträt ‚Rudolf II. als Vertumnus‘. Sein Beitrag zu den damals so beliebten Vexierbildern ist der ‚Gemüsegärtner‘, dessen Gesichtszüge sich beim Drehen um 180 Grad als Schüssel mit Rüben und Zwiebeln entpuppen. Auch Anamorphosen gehören zu den Raffinessen der manieristischen Kunst. Sie setzen die Zentralperspektive und damit den fixen Standpunkt des Betrachters außer Kraft.
Außer Einzelfiguren wurden kleinere oder größere Gruppen dargestellt, bis hin zu Szenen mit Hunderten von Personen. Die Kompositionen waren dann reich bewegt und wirken chaotisch.
Im Bereich der Porträtmalerei waren die Ziele des Manierismus nur begrenzt umsetzbar, dennoch wurde ihnen auch hier gefolgt. Die Tendenz ging zur idealen Überhöhung des oder der Dargestellten. Es sollten Maestà und Grandezza herausgearbeitet werden, wie Giovanni Paolo Lomazzo forderte. Die Personen erstarren in Posen, um ihre hohe Gesinnung als beispielgebend zu demonstrieren. Ein berühmtes Beispiel dafür ist das geheimnisvolle Porträt der Gabrielle d’Estrées und ihrer Schwester aus der Schule von Fontainebleau, wo die beiden Frauen trotz der Intimität der Szene unnahbar erscheinen. Oder die Porträtierten sind in eine mythologische Figur verwandelt, wie Diana von Poitiers zur Göttin, zur ‚Diana auf der Jagd‘, mit der Absicht, ihr damit die Eigenschaften der Göttin zuzusprechen.
Das verfeinerte Hofleben brachte es mit sich, dass weiblicher Körper und Erotik einen bevorzugten Platz einnahmen. Bekannte und sehr deutliche Beispiele dafür sind Bronzinos ‚Allegorie der Liebe‘ oder Hans Baldungs Gemälde ‚Adam und Eva‘.
Ein weiterer Bildgegenstand war die Landschaft. Sie diente wie schon in der Renaissance entweder als Füllsel bei Dekorationsmalereien, oder als Hintergrund auf Gemälden. Besonders eindrucksvoll ist die Berglandschaft auf Albrecht Altdorfers Gemälde ‚Alexanderschlacht‘, das in mehrerlei Hinsicht manieristische Züge aufweist. Aber es sind schon Anfänge reiner Landschaftsmalerei zu konstatieren, in der der Mensch eher das Beiwerk ist. Vorbereitet wurde dies von Malern wie Joachim Patinir, der sich zwar mit biblischen oder mythologischen Themen befasste, auf dessen Bildern jedoch gigantische Panoramen das Übergewicht hatten. Teils entstanden fantastische Ideallandschaften, die aus der Vogelperspektive, oder treffender: Flugzeugperspektive, die ganze Welt zu umfassen scheinen, wie die Gebirgslandschaften von Tobias Verhaecht, teils waren sie realistischer, aber immer noch imaginär aufgefasst, dazu gehören die Malereien von Frederick van Valckenborch oder den Brüdern Brill.
Die Anfänge der Genremalerei sind gleichfalls dem Manierismus zuzuordnen, besonders in Flandern und den Niederlanden. Zunächst waren Menschen aus dem Volk lediglich Hintergrund für biblische oder allegorische Themen, dann schlüpften sie in die Rolle von Heiligen, bis ihre Darstellung mitsamt dem Ambiente schließlich zur eigenständigen Kunstgattung wurde.

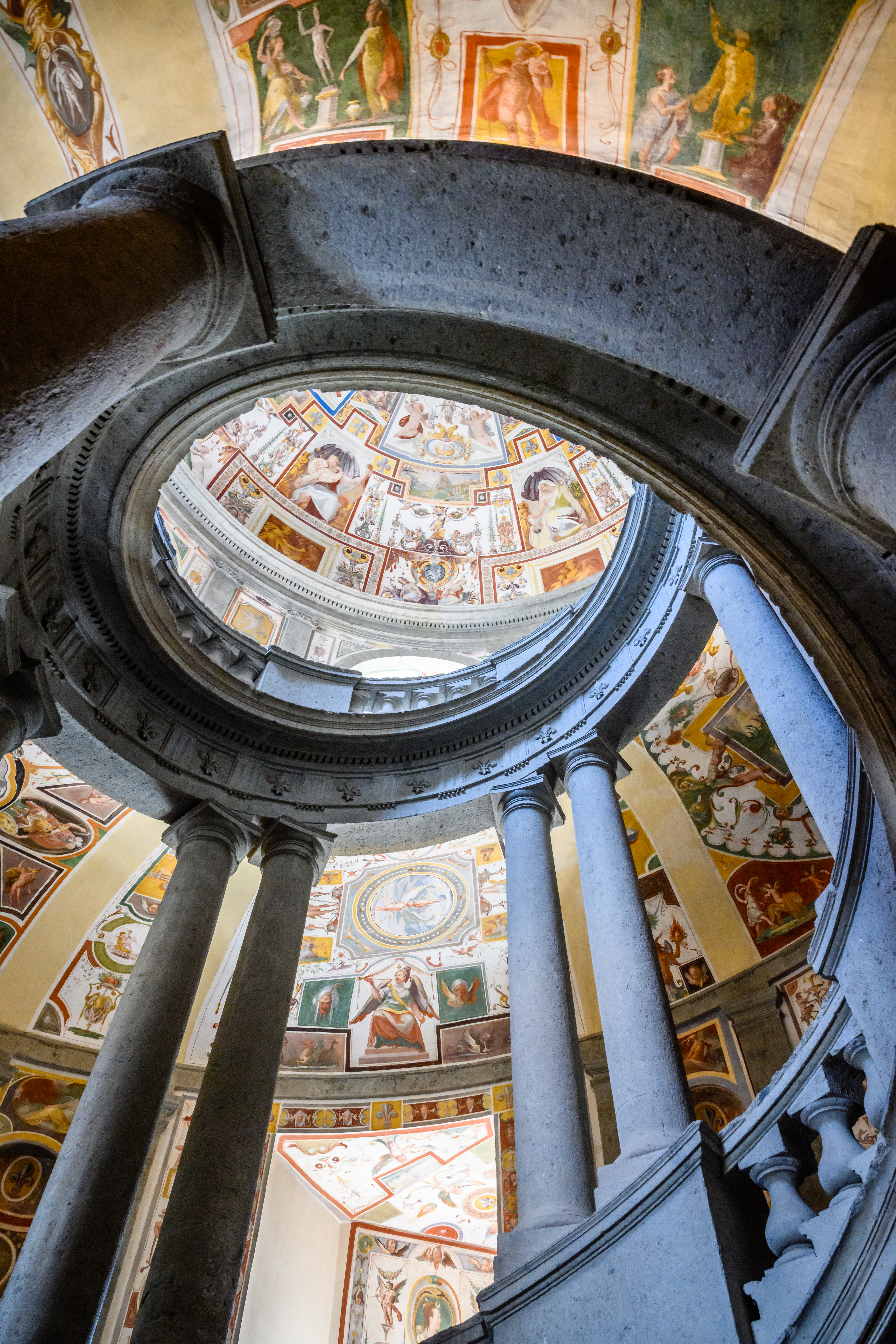
Palazzo Farnese, Caprarola, Königstreppe und Kuppelfresken von Antonio Tempesta

Neben kleineren oder größeren Tafelbildern entstanden in zahllosen Palästen und Villen umfangreiche Freskenzyklen als Dekorationen an Wänden und Decken, deren Teile dem größeren architektonischen Ganzen untergeordnet und/oder mit Stuck und Vergoldungen kombiniert sind und facettenreichen Programmen folgen. Die Freude an Experimenten mit den Körperformen und das Interesse an Missgestaltetem führte überdies in Rückgriff auf die Antike zur Verfeinerung der Groteskenmalerei, die eine nicht unerhebliche Rolle bei der Ausschmückung von Innenräumen spielte, auch in späteren Jahrhunderten. Die bekanntesten Beispiele für manieristische Dekorationen sind neben dem oben erwähnten Palazzo Te die unter Vasari entstandenen historischen Malereien im Palazzo Vecchio in Florenz sowie die Fresken im Palazzo Farnese in Caprarola und in der Villa d’Este in Tivoli, die unter der Leitung der Brüder Zuccari entstanden oder von diesen selbst geschaffen wurden. Weitere Projekte dieser Art waren Vasaris Fresken im Palazzo della Cancelleria in Rom, Bernardo Poccettis Säle im Palazzo Capponi in Florenz sowie die Dekorationen von Hans Vredemann de Vries und seinem Sohn Paul im Prager Hradschin.
In Frankreich stach die Schule von Fontainebleau hervor. Zu ihren Werken dort gehören die Porte dorée, dann die Galerie Franz I., deren Malereien die Tugenden der französischen Könige verherrlichen, der Ballsaal Heinrichs II., die Wand- und Deckendekoration im einstigen Zimmer der Duchesse d’Étampes, sowie diverse Kamine; außerdem kamen einige wenige spätmanieristische Dekorationen unter Heinrich IV. hinzu.
Obwohl durchaus Manierist, hebt sich der in Spanien wirkende Grieche El Greco von seinen Malerkollegen ab. Von traditionell griechischen Ikonen und venezianischen Gemälden beeinflusst, ist sein Werk gekennzeichnet von einem eigenwilligen, ganz und gar künstlichen Stil mit überlangen schlanken Figuren, harten, flächigen Farbwirkungen und einer aufgelösten Pinselführung. In seinen der Bibel entnommenen Motiven finden die mystischen Tendenzen der Zeit einen Höhepunkt.

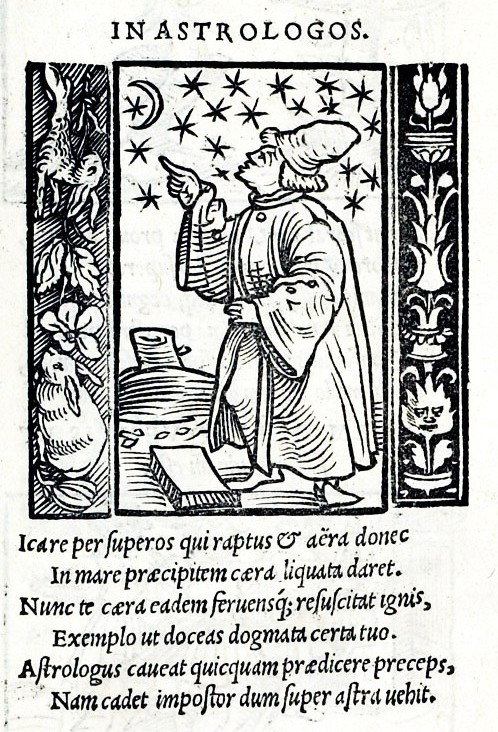
Andrea Alciati, Seite aus dem 'Emblematum Liber', einem der ersten Emblembücher.

Mit der steigenden Nachfrage entwickelte und verfeinerte sich die Druckgrafik. Zum Holzschnitt gesellte sich der Holzstich und Kupferstich und Radierung wurden erfunden. Es entstanden zahlreiche Druckwerkstätten und Verlage, besonders in den Niederlanden. Die Grafiken zirkulierten in ganz Europa und spielten eine wichtige Rolle zur Verbreitung der neuen Kunst und der neuen Ideen. Sie waren sowohl Reproduktionen von Gemälden als auch eigenständige Werke. Einige Künstler beherrschten selbst die entsprechenden Techniken, andere übergaben ihre Zeichnungen und Entwürfe den Werkstätten. Zudem wurden künstlerisch gestaltete, gedruckte Illustrationen immer mehr Bestandteil von Büchern aller Art – von der Bibel bis zu alchemistischen Abhandlungen, von Stadtbiografien bis zu den ersten naturwissenschaftlichen Beschreibungen. Die ersten Emblembücher als Einheit von Bild und Text kamen auf den Markt. Selbst für die Gestaltung von Landkarten galten ästhetische Kriterien und sie wurden mit zahllosen liebevollen Details im Stil der Zeit geschmückt.
Einer der innovativsten Zeichner und Drucker war Hendrick Goltzius, der in seiner Werkstatt viele bekannte Kupferstecher ausbildete. An Deutschen wäre hier Georg Pencz zu nennen, in dessen Werk starker italienischer Einfluss auszumachen ist. Er betätigte sich auch als Maler und war der Erste, der mit seinem ‚Sturz des Phaethon‘ in Deutschland ein großes Deckenfresko im manieristischen Stil schuf. In Frankreich gravierte Étienne Delaune mehr als 400 Stiche, die in ganz Europa von großem Einfluss waren.

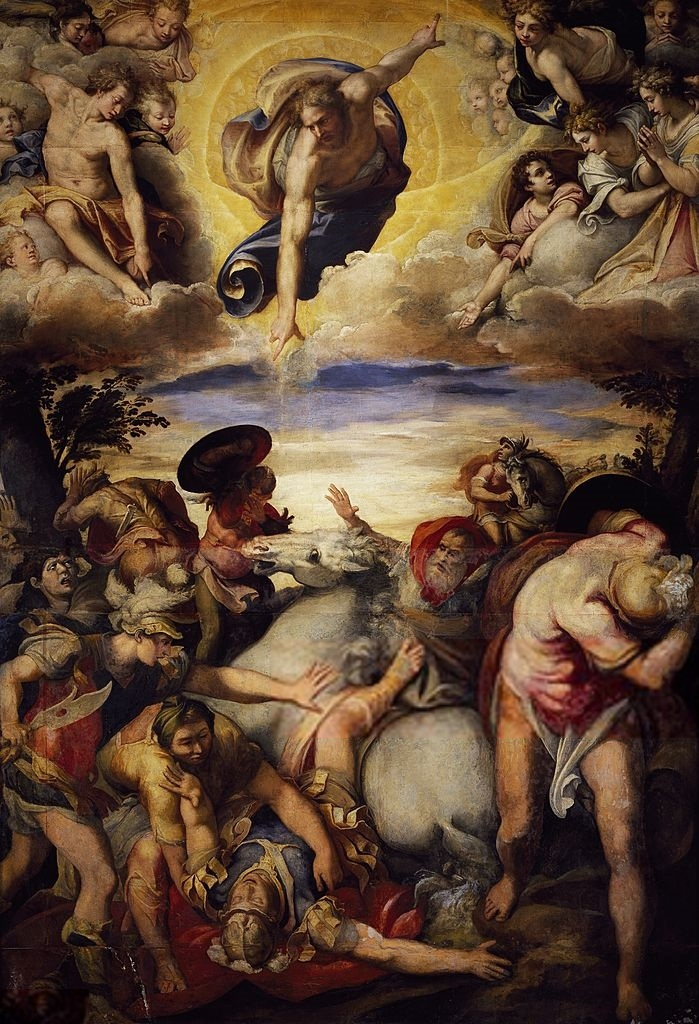
Taddeo Zuccari: Bekehrung des Hl. Paulus, 1564–1566, San Marcello al Corso, Rom
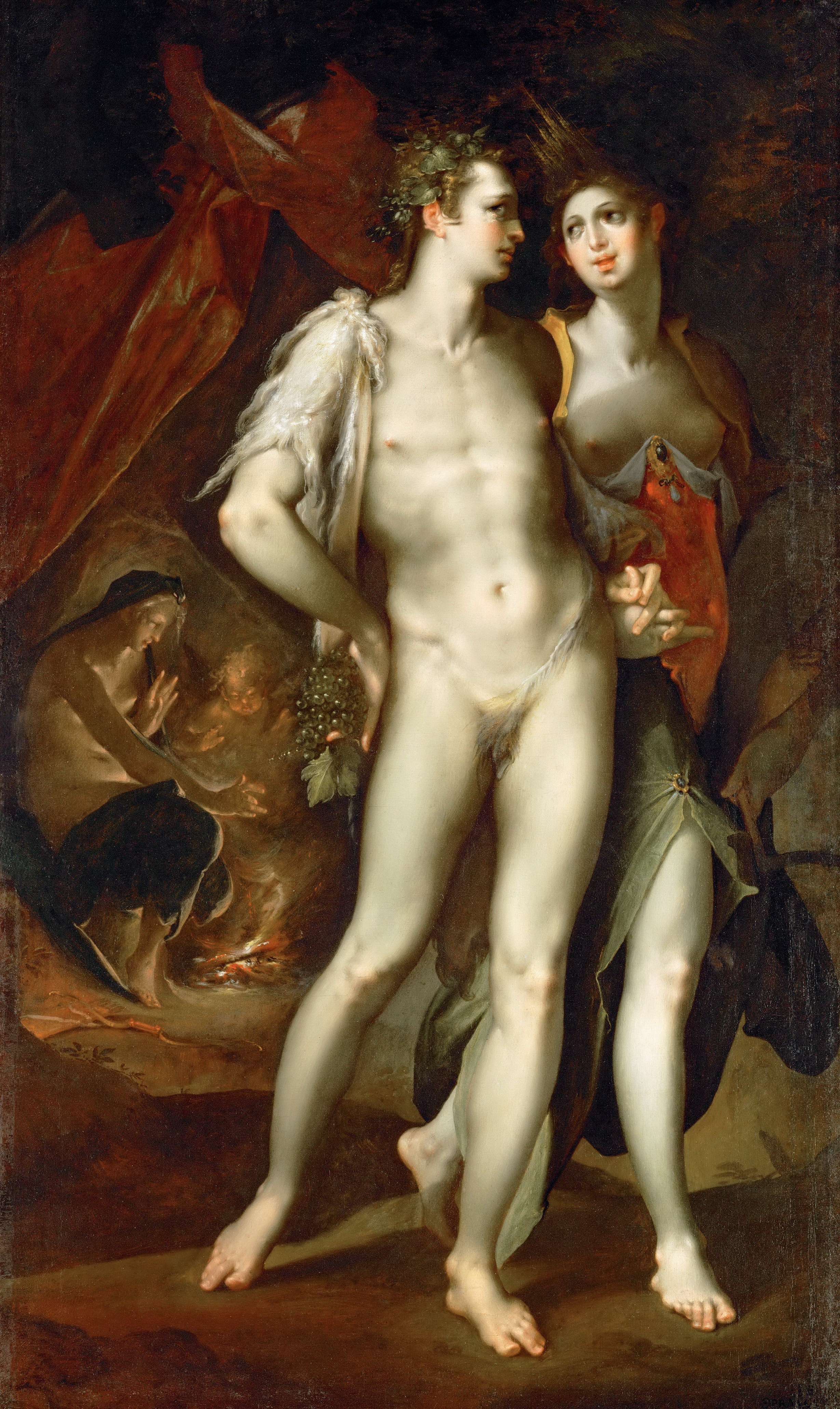
Bartholomäus Spranger: Sine Cerere et Baccho friget Venus ca. 1590, Kunsthistorisches Museum Wien
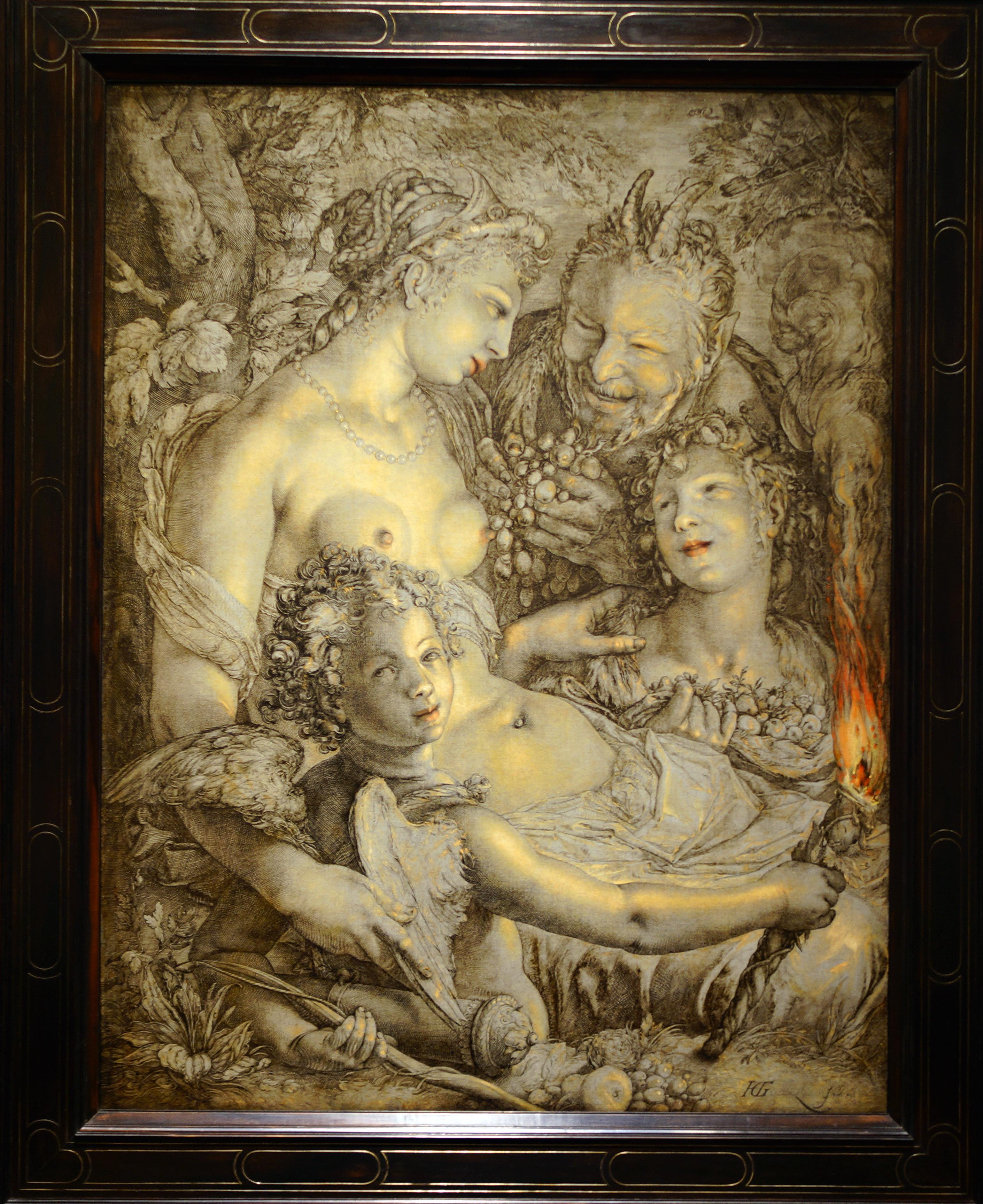
Hendrick Goltzius, Venus, Satyr, Ceres und Amor. Gemälde, dass einen Kupferstich imitiert.
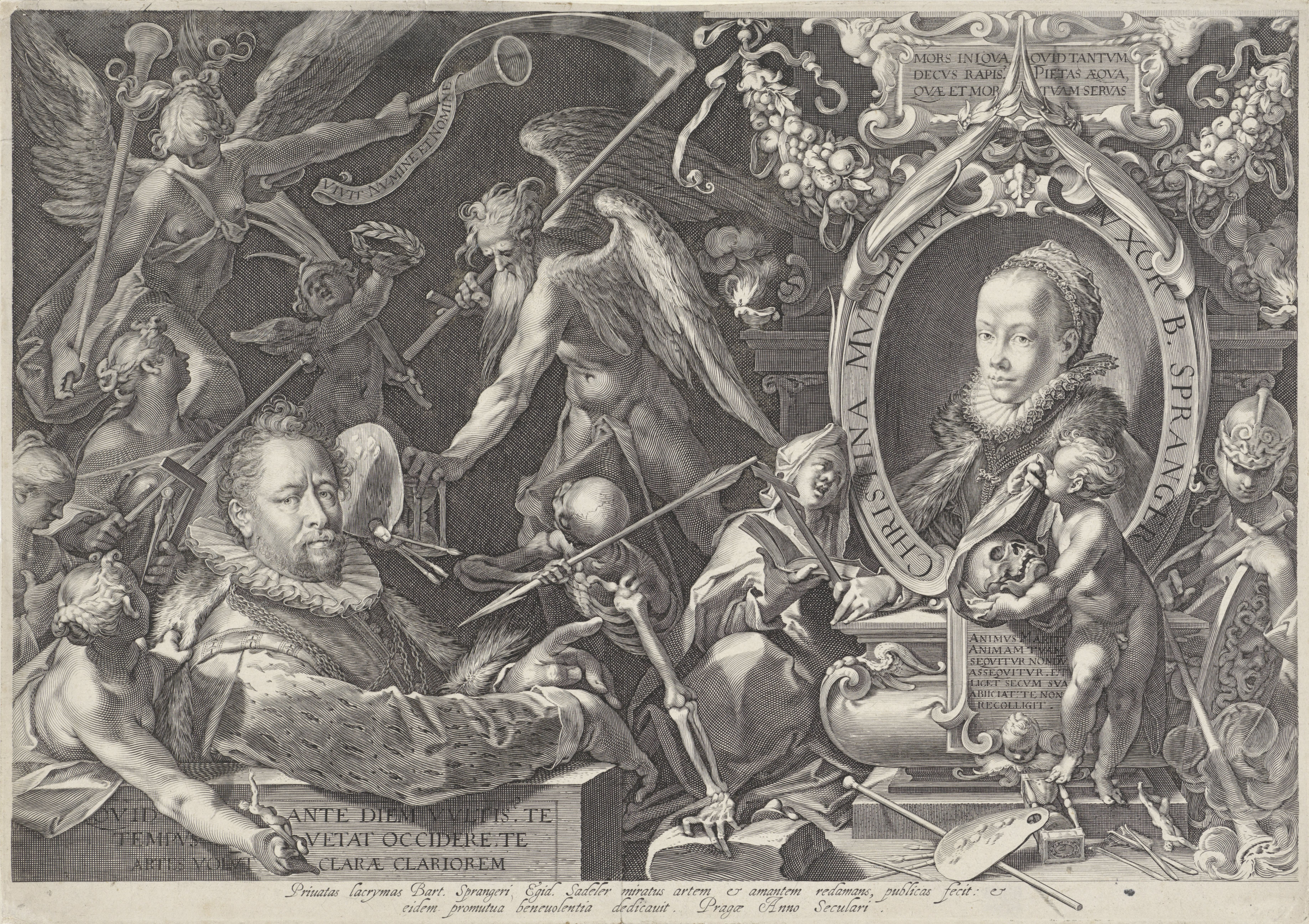
Allegorisches Porträt von Bartholomäus Spranger und seiner Frau
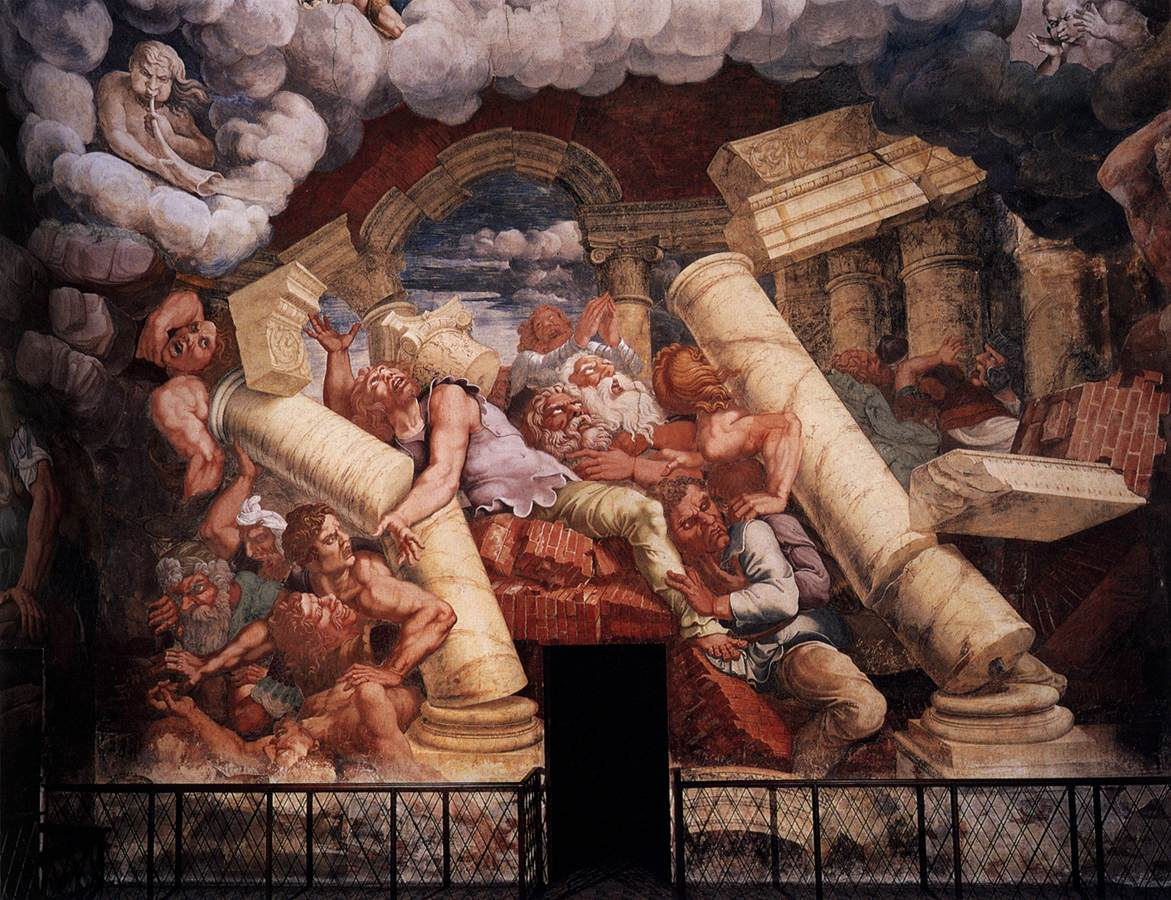
Giulio Romano, Sturz der Giganten, Palazzo Te, Mantua

## Bildhauerei

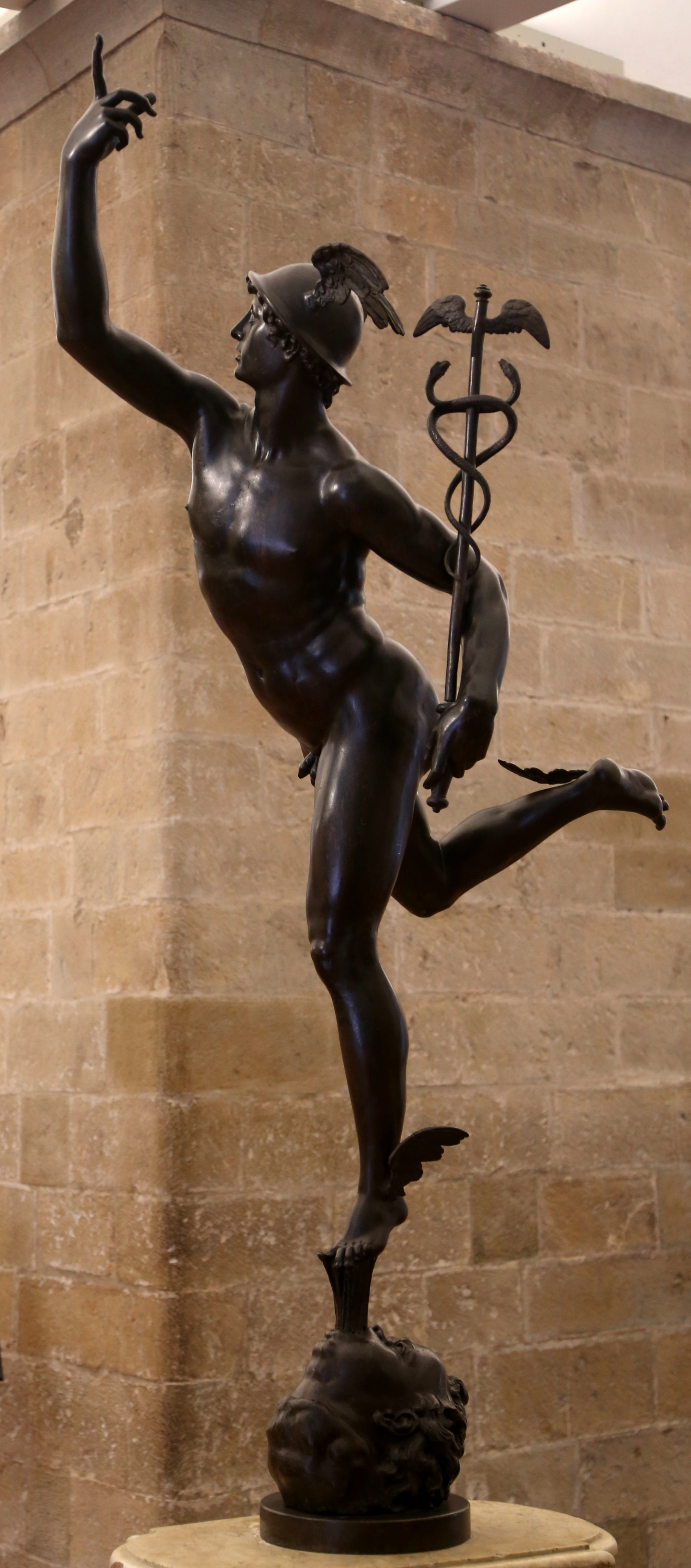
Fliegender Merkur von Giovanni da Bologna, 1580. Museo nazionale del Bargello, Florenz

Die Bildhauerei erreichte im 16. Jahrhundert einen Höhepunkt und trat in einen Wettstreit mit der bis dahin in der Kunsttheorie als edler angesehenen Malerei. Vorzüge der Bildhauerei sah man nun in der Verwendung wertvoller und lang haltbarer Materialien wie Marmor und Bronze und in der direkten Vergleichbarkeit mit den antiken Skulpturen, was mit antiker Malerei nicht möglich war, da nur weniges davon die Zeiten überdauert hatte. Nach Meinung Benvenuto Cellinis, einem der überragenden Bildhauer und Goldschmiede des Manierismus, sei es die Mehransichtigkeit von allen Seiten, durch die sich die Skulptur über die Malerei erhebe. Dies spiegelt sich im Ideal der bereits erwähnten spiraligen figura serpentinata, die bekanntesten Beispiele sind zwei Werke von Giovanni da Bologna: sein ‚Fliegender Merkur‘ und der ‚Raub der Sabinerinnen‘. Deutlich sichtbar ist hier das Bestreben, den Skulpturen Leichtigkeit und Dynamik zu verleihen, teils bewirkt von den grazilen Körpern mit überlangen Gliedmaßen und anmutigen Bewegungen, teils von komplizierten und manchmal bizarren Haltungen massiver Figuren, die sich nicht selten mit einem Körperteil zur einen und mit dem anderen zur entgegengesetzten Seite wenden. Derartiges schuf bereits Michelangelo, unter anderem für die Medici-Kapelle in San Lorenzo in Florenz – obwohl diese Skulpturen mit dem Rücken zur Wand aufgestellt, also nicht von allen Seiten sichtbar sind. Am Neptunbrunnen in Florenz sind beide Typen zu sehen. Es entstand eine Fülle von Statuen, die als Gruppen in Kirchen, in Palästen und Gärten und auf öffentlichen Plätzen aufgestellt wurden, teils einem Programm folgend, teils nur als Sammlung wie das Figurenensemble vor und in der Loggia dei Lanzi in Florenz, das zwar bereits mit einigen Einzelfiguren in der Hochrenaissance begonnen, später jedoch im Stil des Manierismus stark erweitert wurde. Zuvor hatte Francesco Camilliano mit der Fontana Pretoria eine riesige Brunnenanlage entworfen, die heute in Palermo steht. Dies waren die Vorbilder für zahlreiche ähnliche Projekte im übrigen Europa, zu denen die drei Prachtbrunnen in Augsburg zählen. Die Präsenz antiker Gottheiten sollte dabei dem städtischen Leben eine höhere Weihe verleihen.
Wie in der Malerei das Hässliche seinen Platz hat, gibt es auch Skulpturen, die die Vorstellungen von Schönheit ignorieren und mehr auf authentischen Eindruck oder Expressivität setzen. Beispiele dafür sind Valerio Ciolis Darstellung des Hofzwergs Cosimos. I., Nano Morgante, im Boboli-Garten und die riesige Allegorie des Apennin im Park der Villa Demidoff in Pratolino von Giovanni da Bologna. Oder es wurde trotz der Hochachtung vor dem Menschen als Krone der Schöpfung die menschliche Figur zum Bestandteil von Architektur herabgewürdigt. Augenfällig ist dies an den Karyatiden der Musiktribüne in der Salle des Gardes von Jean Goujon, die überdies zum Torso verstümmelt sind. Ein menschliches Gesicht mit offenem Mund kann zur Bezeichnung eines Eingangs dienen, wie am Wohnhaus Federico Zuccaris in Rom und an manchen Grotten in Landschaftsgärten zu sehen ist. In den Grotten des Boboli-Gartens scheinen die Figuren mit Tropfstein überzogen zu sein und werden so gewissermaßen der Erde einverleibt.
Für die plastische Porträtkunst gilt das bereits zur Porträtmalerei Gesagte. Beispiele sind Guglielmo della Portas Grabmal Papst Pauls III. im Petersdom, oder das von Leone Leoni geschaffene Grabmal für Gian Giacomo de’ Medici im Mailänder Dom. Ebenfalls von Leoni stammen zwei Bronzestandbilder mit dem Titel ‚Karl V. triumphiert über die Raserei‘, die eine davon in einer außergewöhnlichen Version: der Kaiser als Akt, einem griechischen Gott ähnlich; sie ist ein Beispiel für allegorische Überhöhung des Porträtierten.
Bedeutende Kunstwerke, wie zum Beispiel Giovanni da Bolognas ‚Fliegender Merkur‘, wurden von den Werkstätten der Künstler oft für mehrere Auftraggeber reproduziert und sowohl im großen als auch im Miniformat (für die private Kunstkammer) und in verschiedenen Materialien angefertigt.

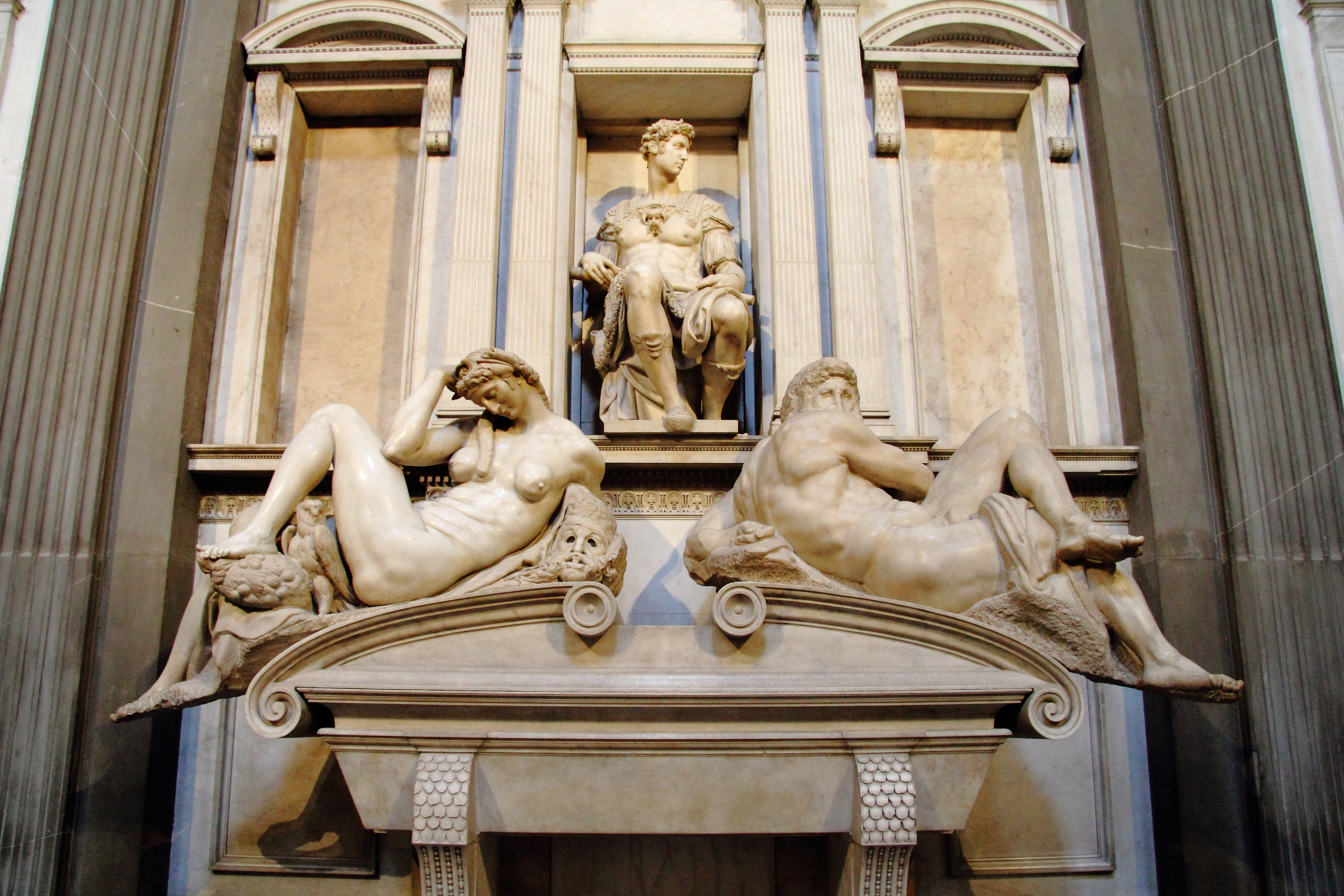
Michelangelo: Grabmal des Giuliano II. de’ Medici, 1520–1534. Neue Sakristei, San Lorenzo, Florenz
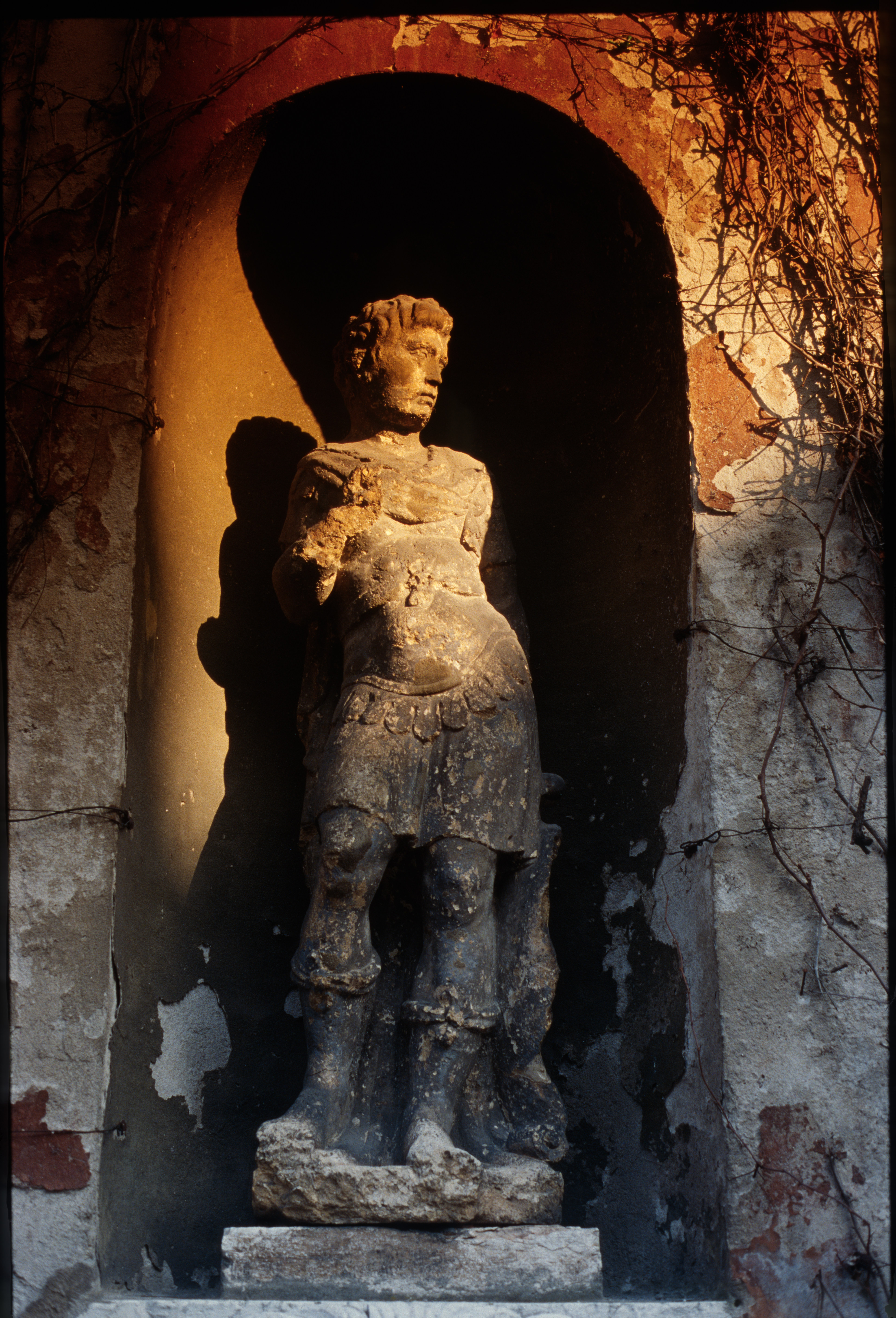
Apollon, Palazzo Giusti, Verona; Manieristischer Stil mit dem üblichen akzentuierten Kontrapost
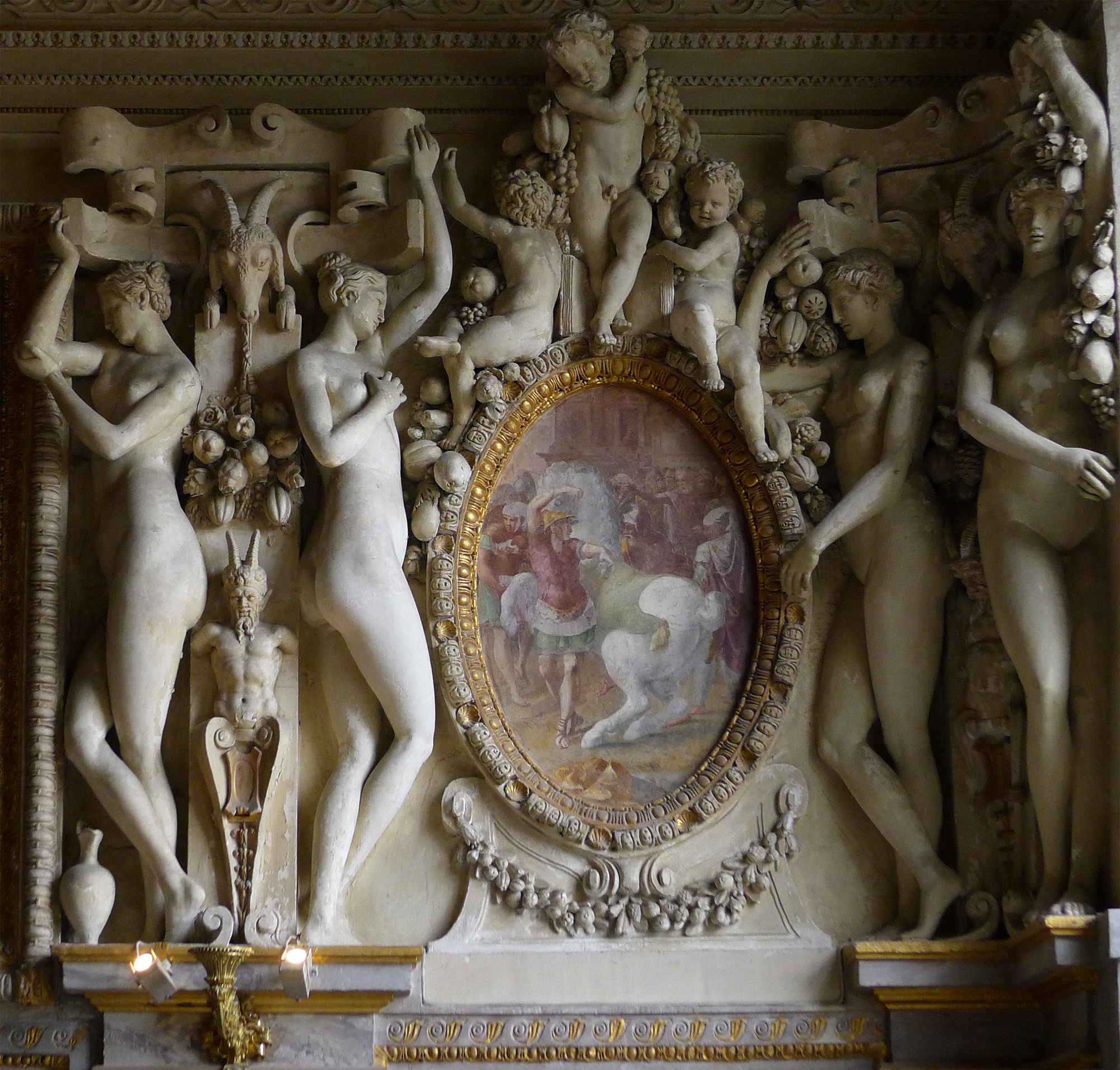
Stuckfiguren im ehemaligen Zimmer der Duchesse d’Etampes (heute: Königstreppe). Schloss Fontainebleau
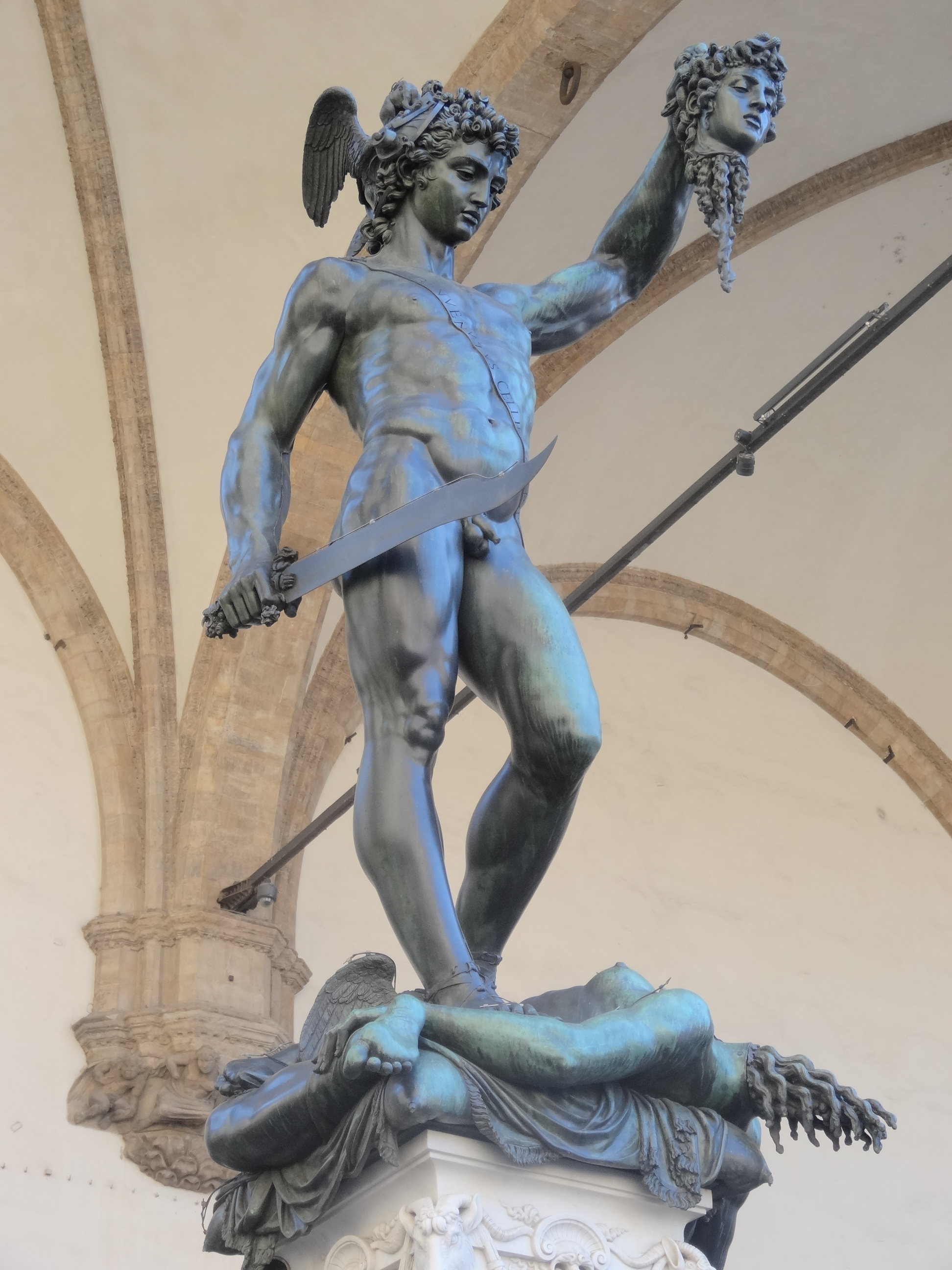
Benvenuto Cellini: Perseus, 1545–1554. Loggia dei Lanzi, Florenz
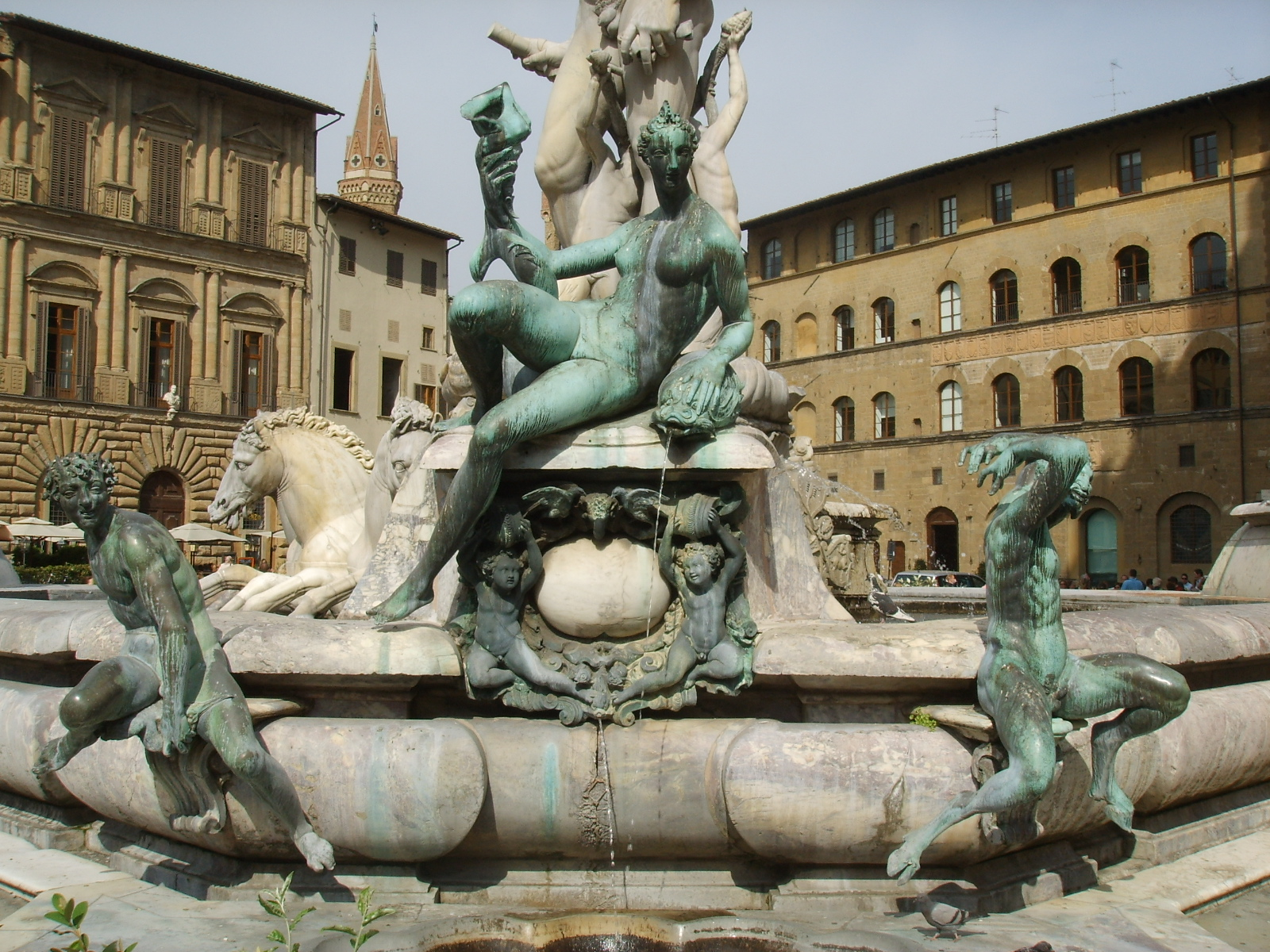
Giovanni da Bologna und Ammannati: Nymphen und Satyrn am Neptunbrunnen in Florenz (nach 1560)
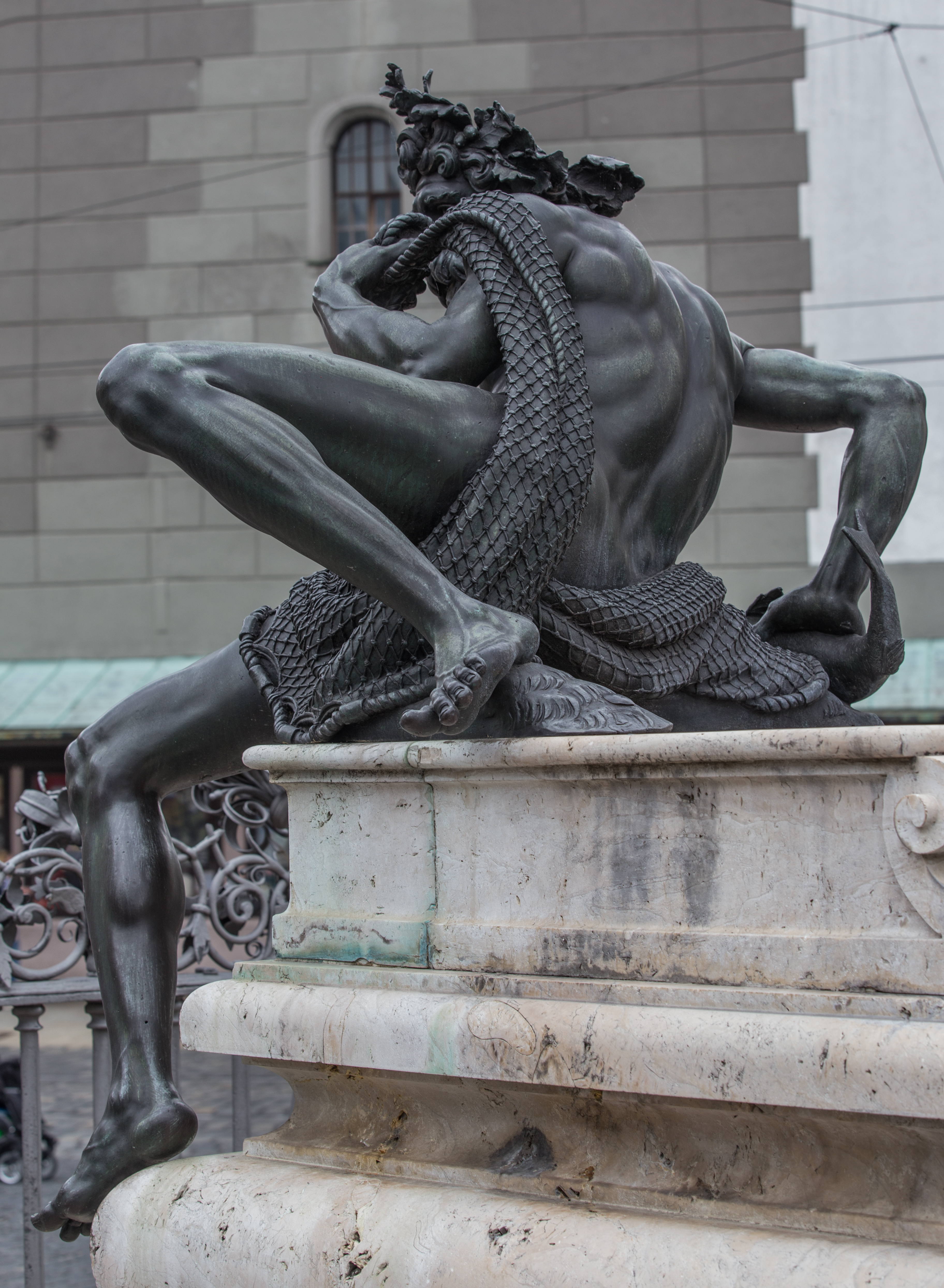
Flussgott am Augustusbrunnen in Augsburg, ab 1588 nach Entwürfen von Hubert Gerhard geschaffen
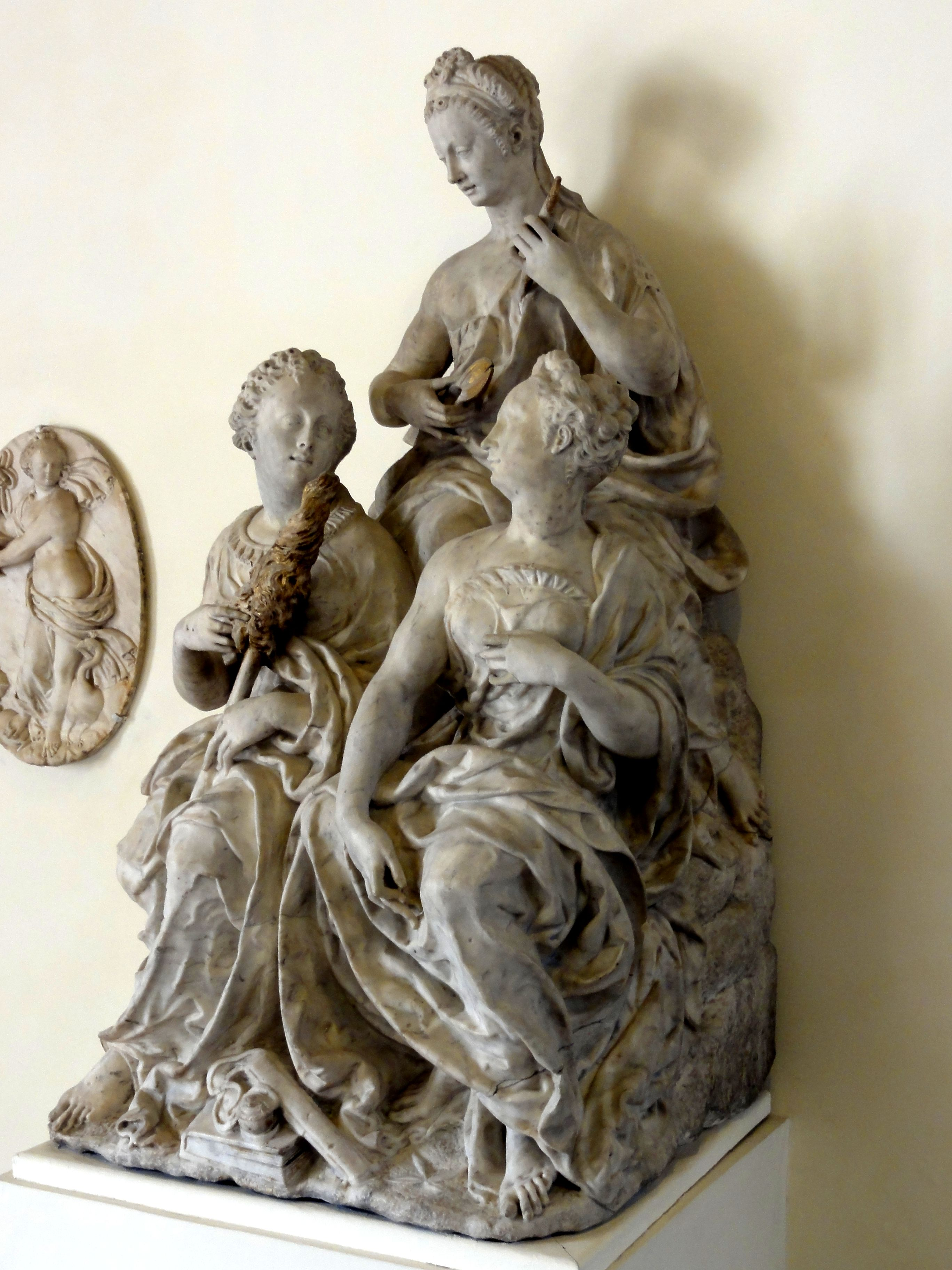
Germain Pilon: Die drei Parzen, 1586. Schloss Écouen
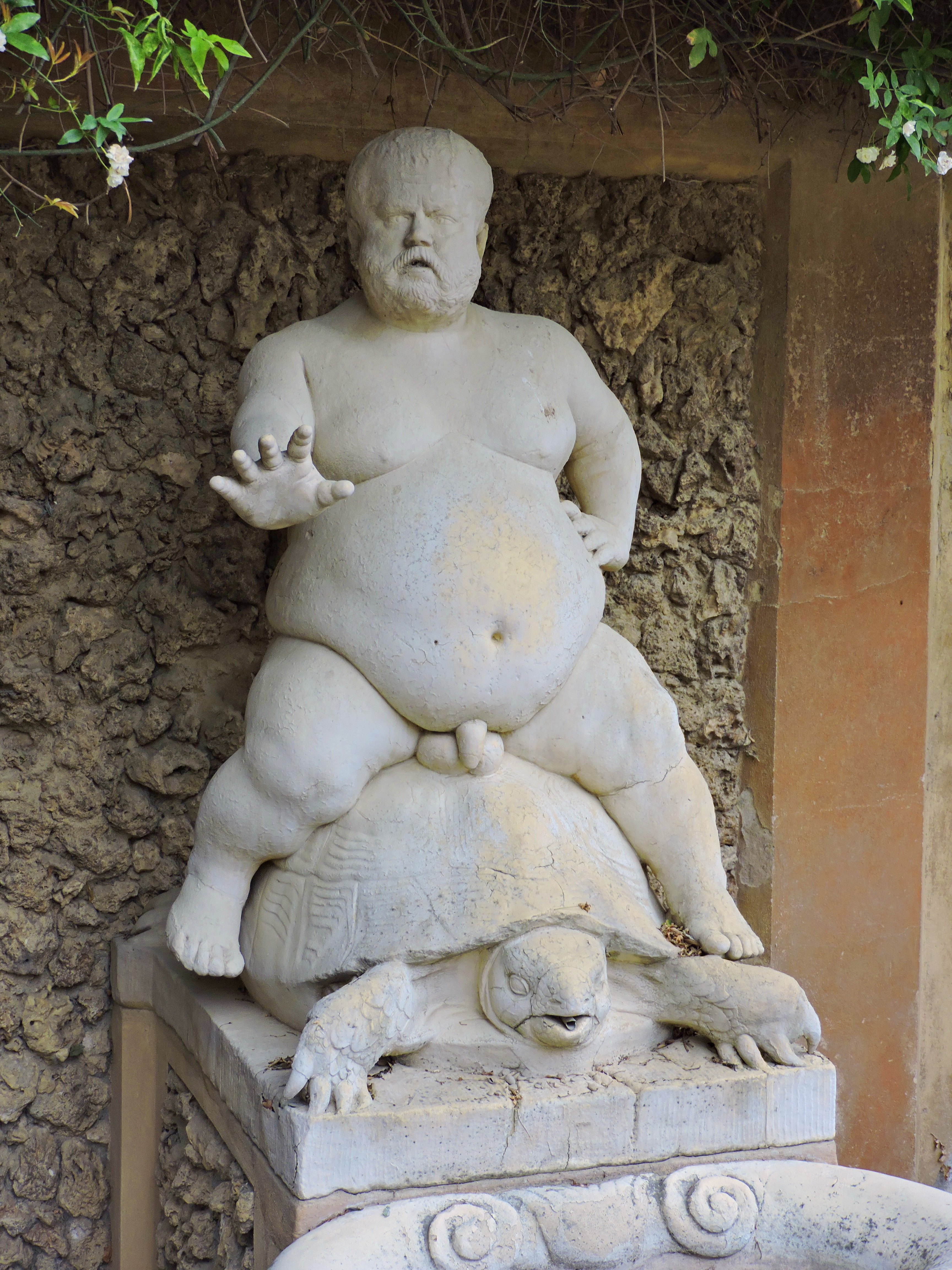
Valerio Cioli, der Zwerg Morgante als Bacchus, Boboli-Garten, Florenz
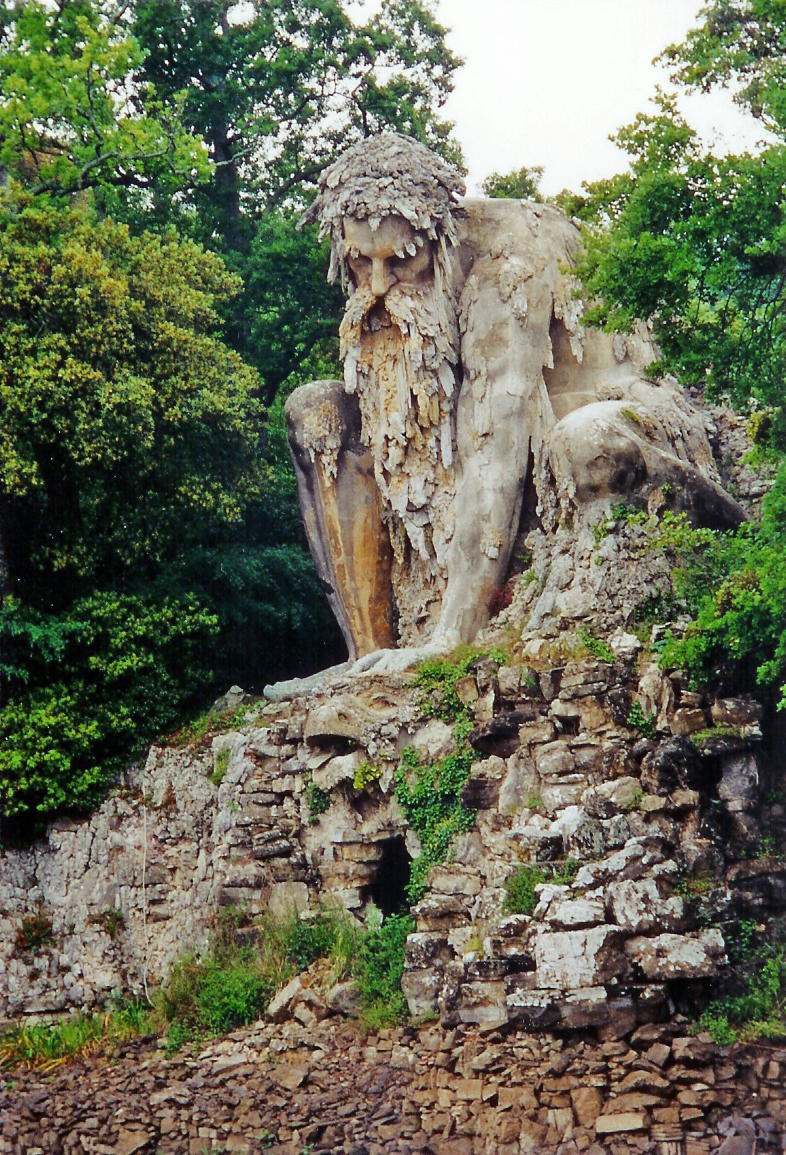
Giovanni da Bologna, Apennin, Park der Villa Demidoff, Pratolino
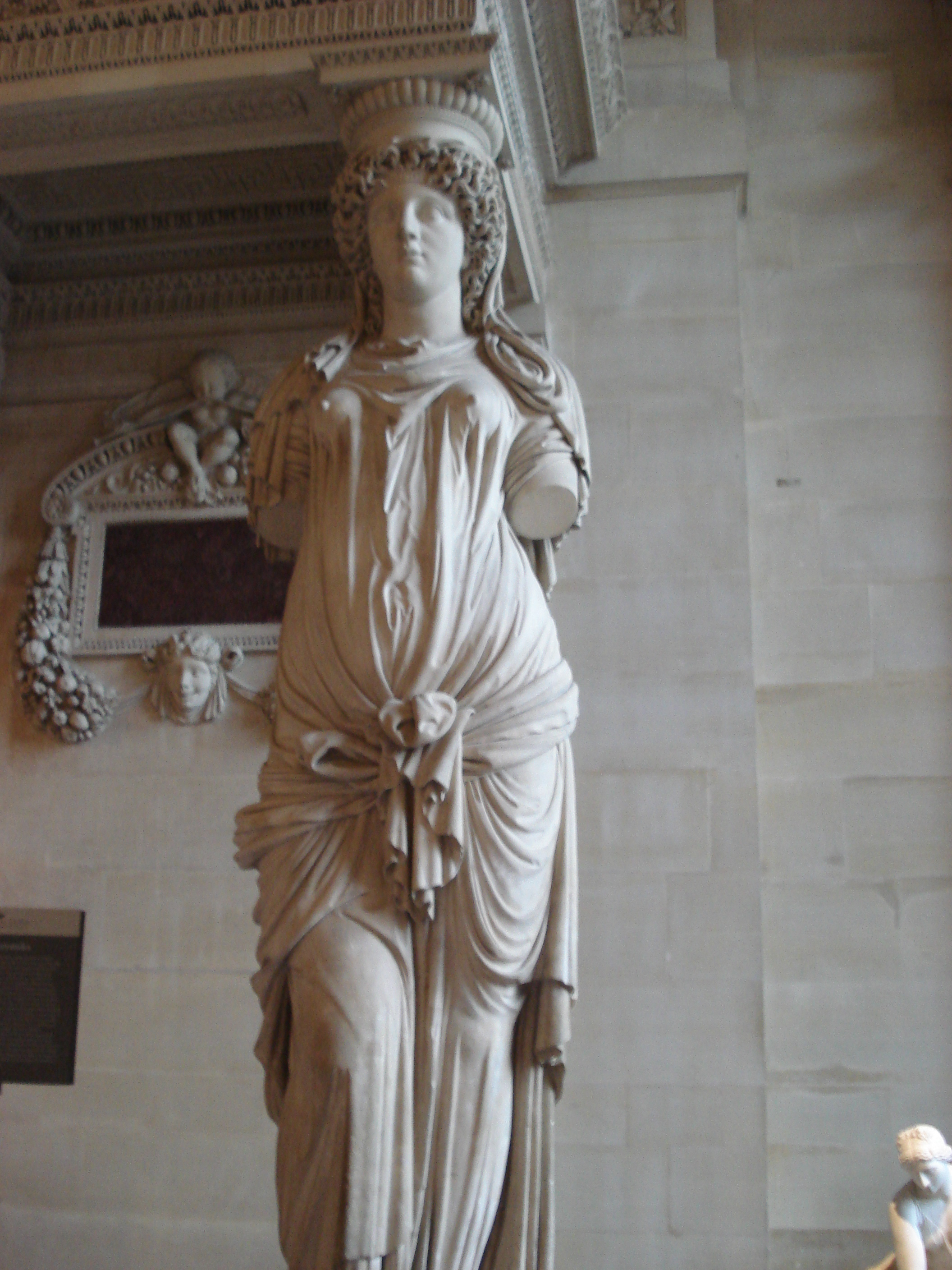
Jean Goujon, Karyatide, Musiktribüne der Salle des Gardes, Louvre
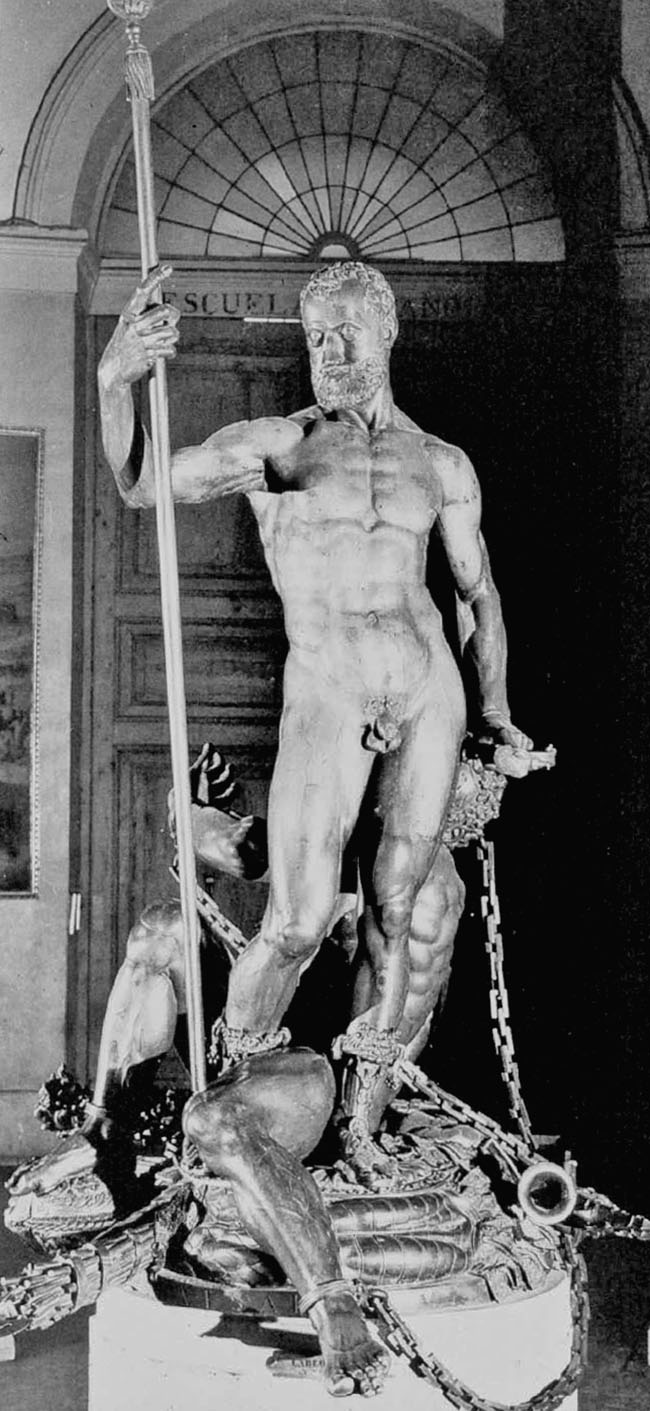
Leone Leoni, Kaiser Karl V. triumphiert über die Raserei, als Aktfigur, Prado, Madrid
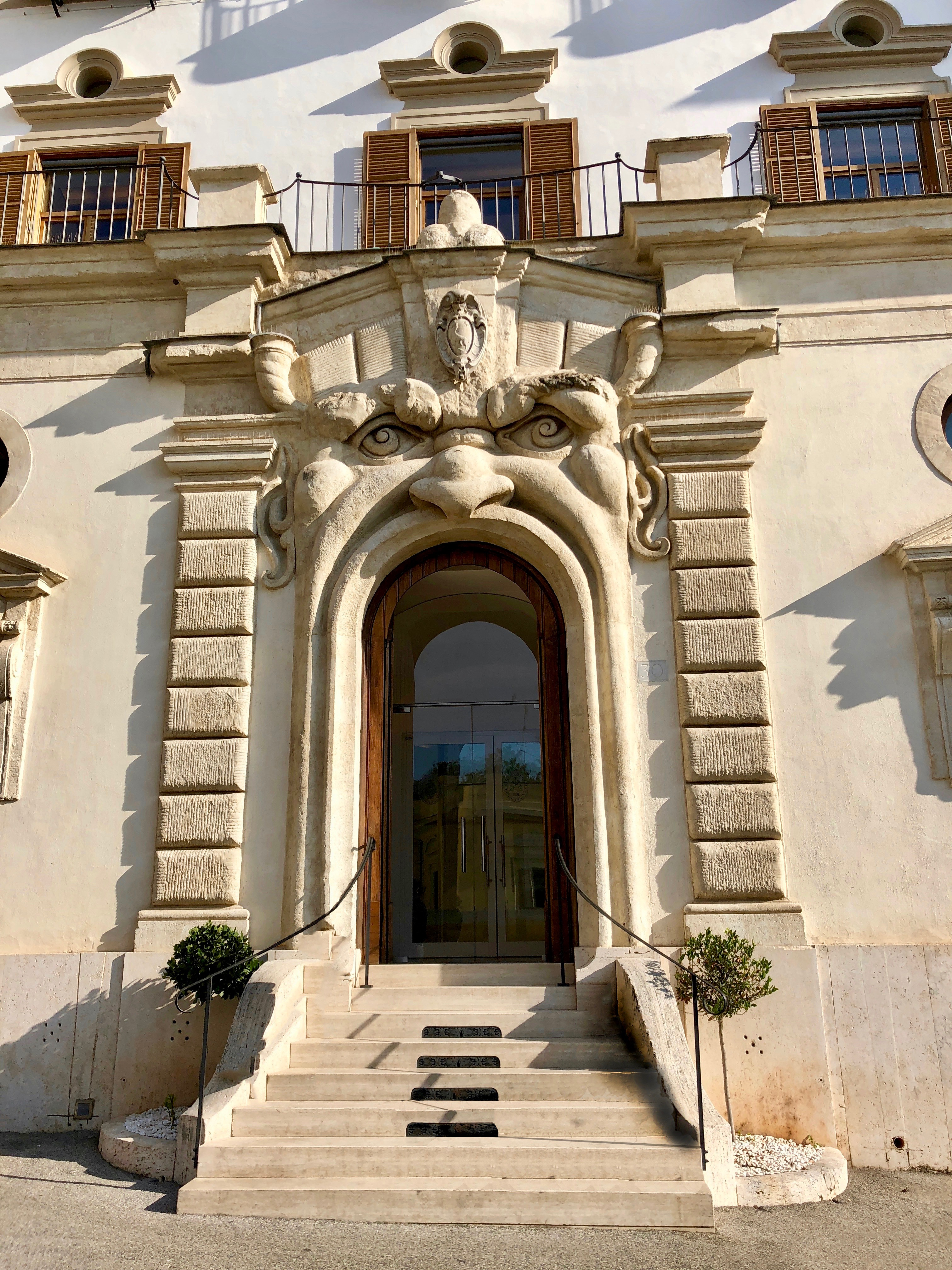
Eingang zum Palazzetto Zuccari, Rom

## Steinschneide- und Goldschmiedekunst

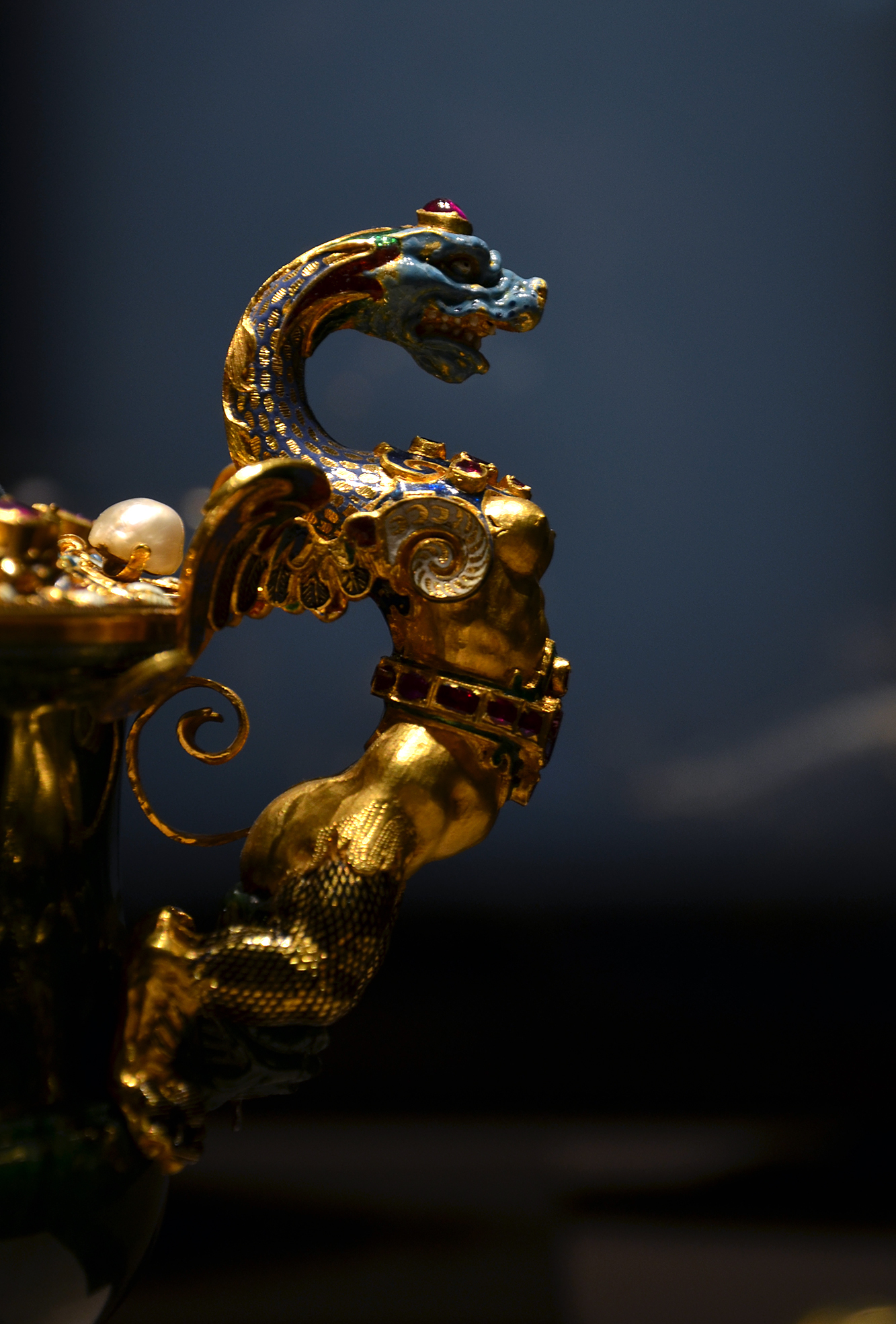
Griff in Form eines Fabelwesens an einem Prunkgefäß von Gasparo Miseroni, ca. 1570 Mailand. KHM Wien

In der manieristischen Epoche führte die Liebe zum Wunderlichen und zum Luxus zu einer Hochblüte der Goldschmiede- und Steinschneidekunst, die, nicht selten im Verein, herausragende Kunstwerke hervorbrachten. Sie waren nicht mehr für den Gebrauch bestimmt, sondern wurden in den eigens dafür eingerichteten schmuckvollen Kunst- und Wunderkammern gesammelt, die oft selbst ein raffiniertes Kunstwerk waren. Es entstanden reich ornamentierte Fantasie-Kreationen mit elegant gewundenen Menschenfigürchen, skurrilen Tieren oder mythischen Figuren wie Drachen oder andere Fabelwesen. Sehr beliebt waren mit Email überzogene Fassungen, nicht selten mit winzigen Grotesken und anderem ziselierten Zierrat, wobei die typisch manieristischen Ornamentformen wie Roll-, Beschlag- oder Knorpelwerk Verwendung fanden. Um den Wert technischer Errungenschaften wie der in Mode stehenden Automaten zu unterstreichen, wurden sie in prunkvoller Fassung hergestellt, das größte Beispiel ist die reich dekorierte astronomische Uhr im Straßburger Münster. Auch kunsthandwerkliche Objekte konnten philosophisch überhöht sein, z. B. durch Versuche zur Weltdeutung nach der Signaturenlehre.
Zu den berühmtesten Steinschneidern gehören Annibale Fontana, die Werkstätten der Saracchi und der Brüder Ottavio, Alessandro und Giovanni Ambrogio Miseroni, alle aus Mailand. Die Saracchi waren vor allem für ihre Gefäße und anderen Objekte aus Bergkristall mit virtuosen Gravuren von teils biblischen, teils mythologischen Szenen bekannt. Für die Medici in Florenz arbeiteten mehrere Werkstätten, darunter Bernardo Buontalenti und der Flame Giovanni Biliverti. In Deutschland gab es exzellente Kunsthandwerker besonders in Augsburg und Nürnberg, darunter Wenzel Jamnitzer und Christoph Jamnitzer, Nikolaus Schmidt sowie die Familie Lencker. Direkt für den Hof der Wittelsbacher in München wirkten Hans Reimer, der für seinen Saphirpokal bekannt ist, und Hans Scheich. Der bereits als Kupferstecher erwähnte Étienne Delaune war Frankreichs berühmtester Goldschmied, er dekorierte auch Medaillen, Waffen und Rüstungen. Viele Werke sind allerdings nur anonym überliefert.

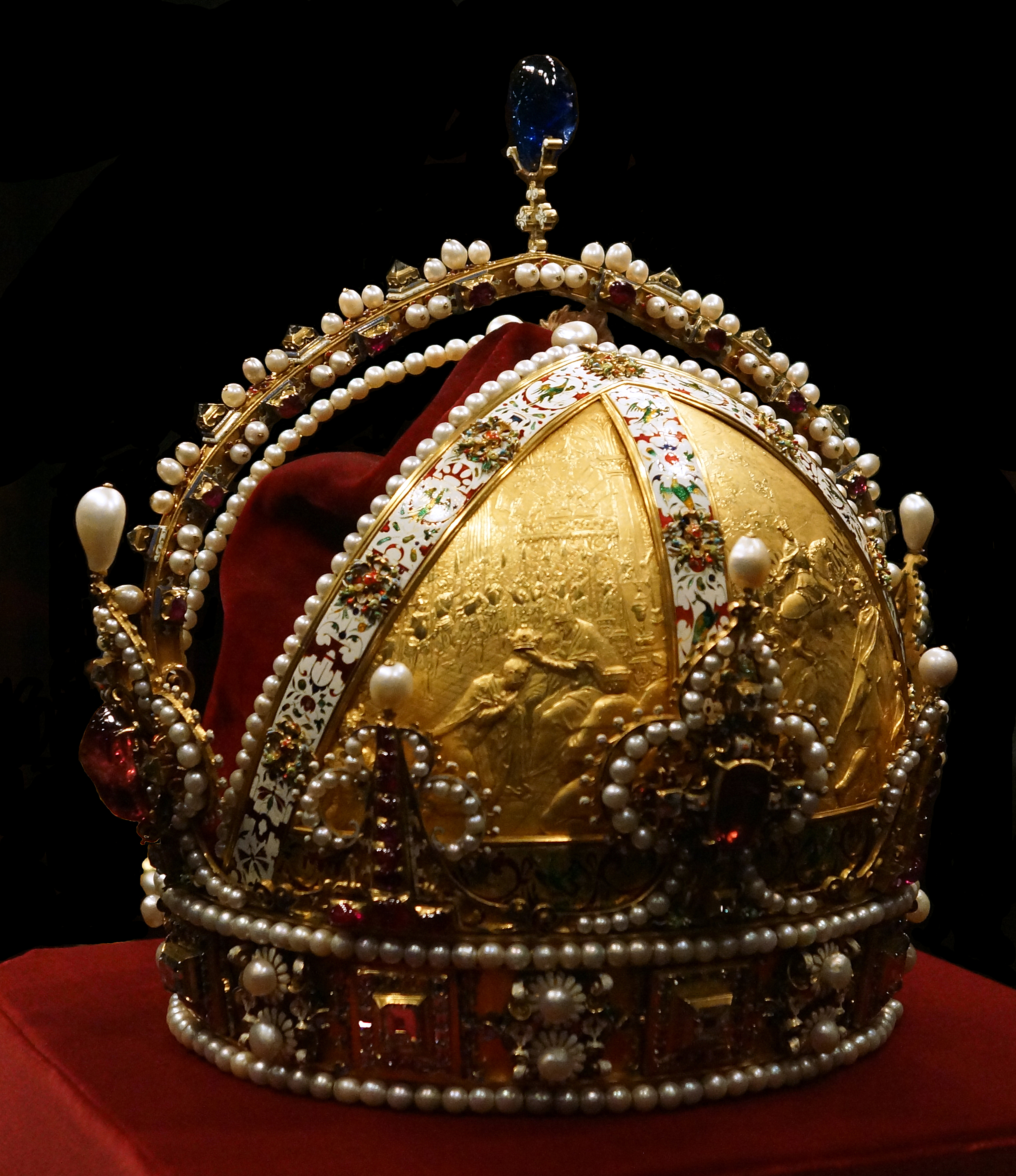
Krone Rudolphs II. (Gold, Email, Perlen, Diamanten, Rubine, Saphir, Spinelle), Jan Vermeyen, 1602. Schatzkammer der Wiener Hofburg.

Fast alle Fürsten sammelten kunsthandwerkliche Objekte, doch übertroffen wurden sie von Kaiser Rudolf II., der eine leidenschaftliche Vorliebe für Gold, Edelsteine und Wunderdinge wie Bezoare, Muscheln, Elfenbein oder das mystische Horn vom Einhorn an den Tag legte – erst heute wissen wir, dass es sich beim letzteren um den Zahn eines Narwals handelte. Für Rudolf und seine Zeitgenossen hatten Edelsteine nicht nur einen materiellen, sondern auch einen numinosen Wert, er wollte mit seinen Schätzen und Preziosen 
„… einen gewissen Abglanz des Schimmers der Göttlichkeit immerdar vor Augen … haben“.
Er rief zahlreiche Künstler wie Jan Vermeyen, Adriaen de Vries, Paulus van Vianen und die oben genannten Brüder Miseroni an seinen Hof in Prag, die für ihn zusammen mit anderen Künstlern aus den genannten Materialien besondere Luxusgüter schufen. Andere Künstler, die in Prag wirkten, waren Nikolaus Pfaff und Anton Schweinberger.
Zu den berühmtesten Objekten zählen Benvenuto Cellinis für Franz I. angefertigte Saliera, ein Salz- und Pfeffergefäß, und die von Vermeyen und anderen Künstlern für Rudolf II. kreierte Krone, die 200 Jahre später zur Krone der österreichischen Kaiser avancierte. Sie ist ein elegantes Virtuosenstück und nicht nur mit Edelsteinen und Perlen besetzt, sondern auch verziert mit goldenen Reliefs, die Szene aus dem Leben des Kaisers zeigen, und winzigen Grotesken aus Email, in denen der kaiserliche Adler erscheint.

Preziosen des Manierismus
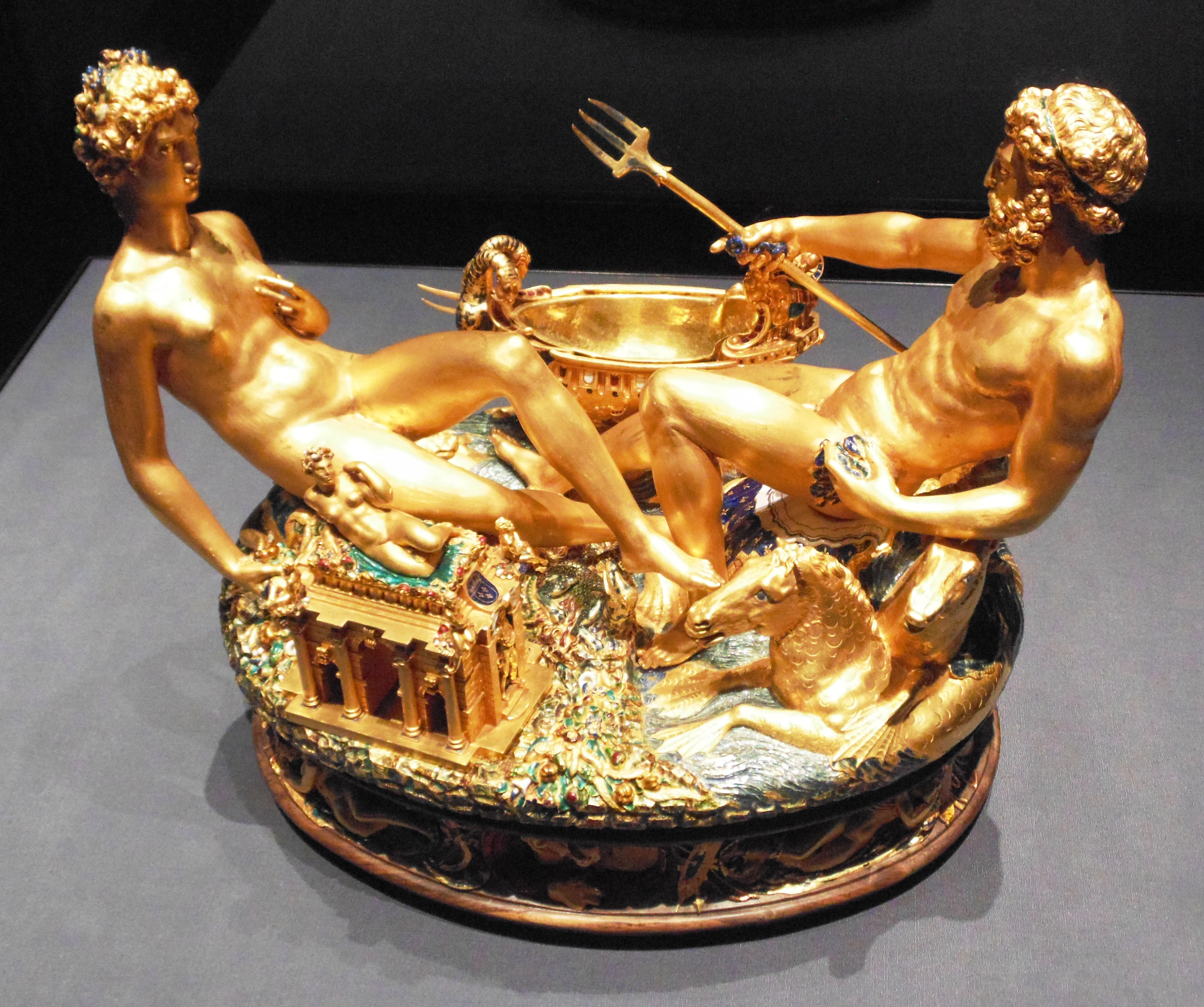
Saliera von Benvenuto Cellini, 1540–1544, Kunsthistorisches Museum, Wien
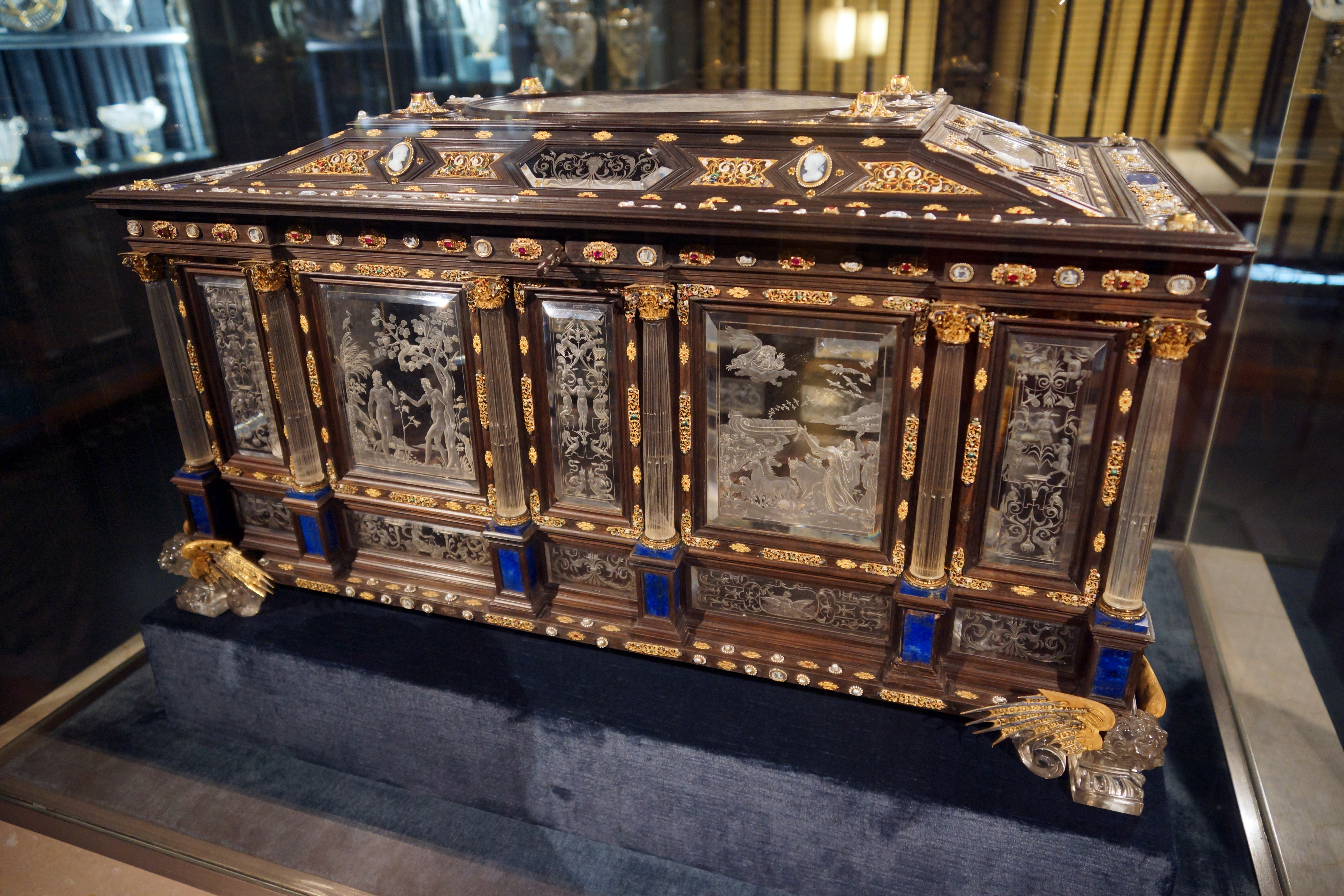
Kristallschrein Herzog Albrecht V. Bergkristall, Ebenholz (?), Lapislazuli, Gold, Email, Perlen, Rubine und anderes, Augsburg um 1570; Schatzkammer der Münchner Residenz.
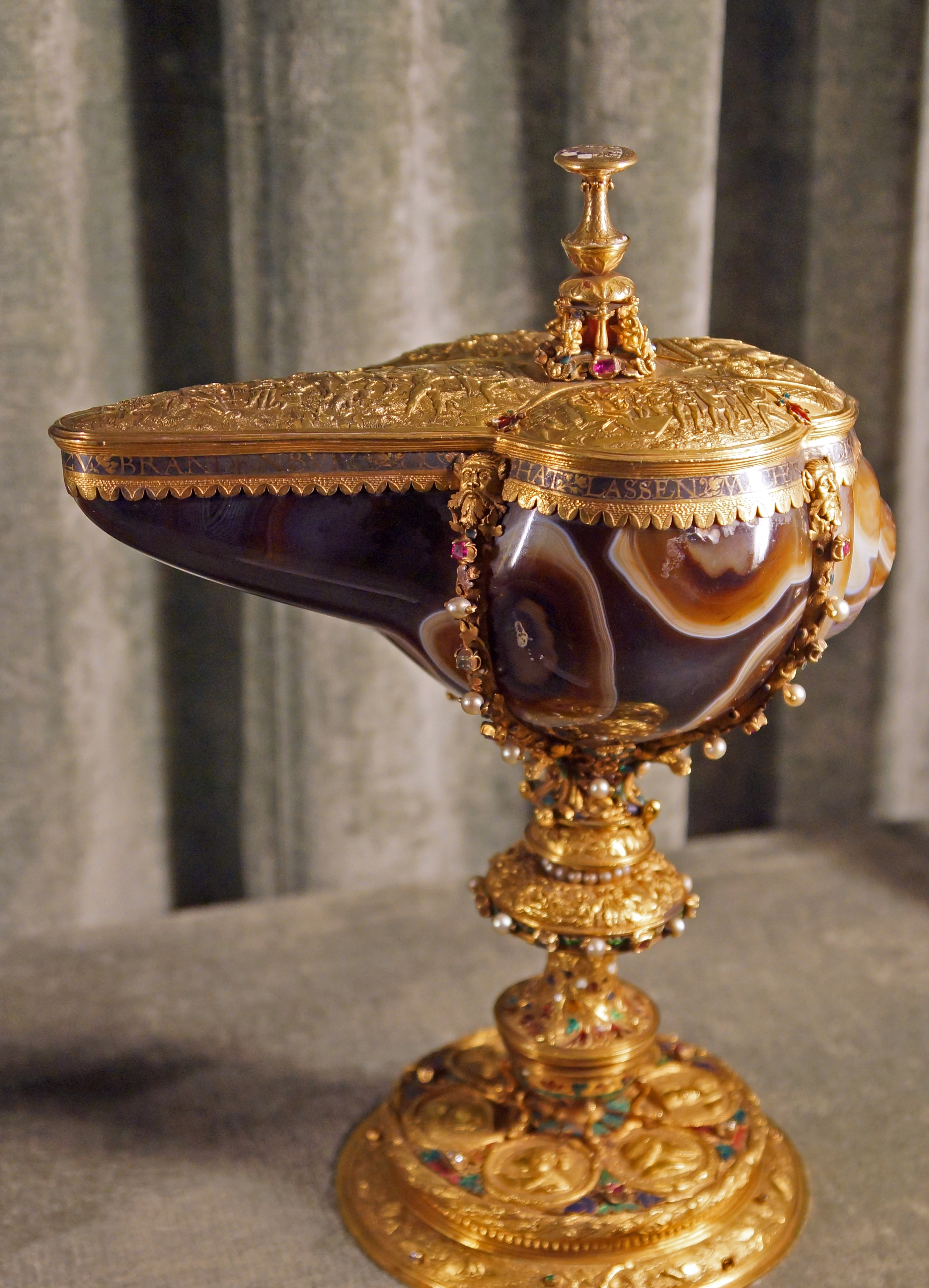
Achatschale,  Gold, Email, Edelsteine,  Perlen, Melchior Baier d. Ä., Nürnberg 1536;  München Residenz.
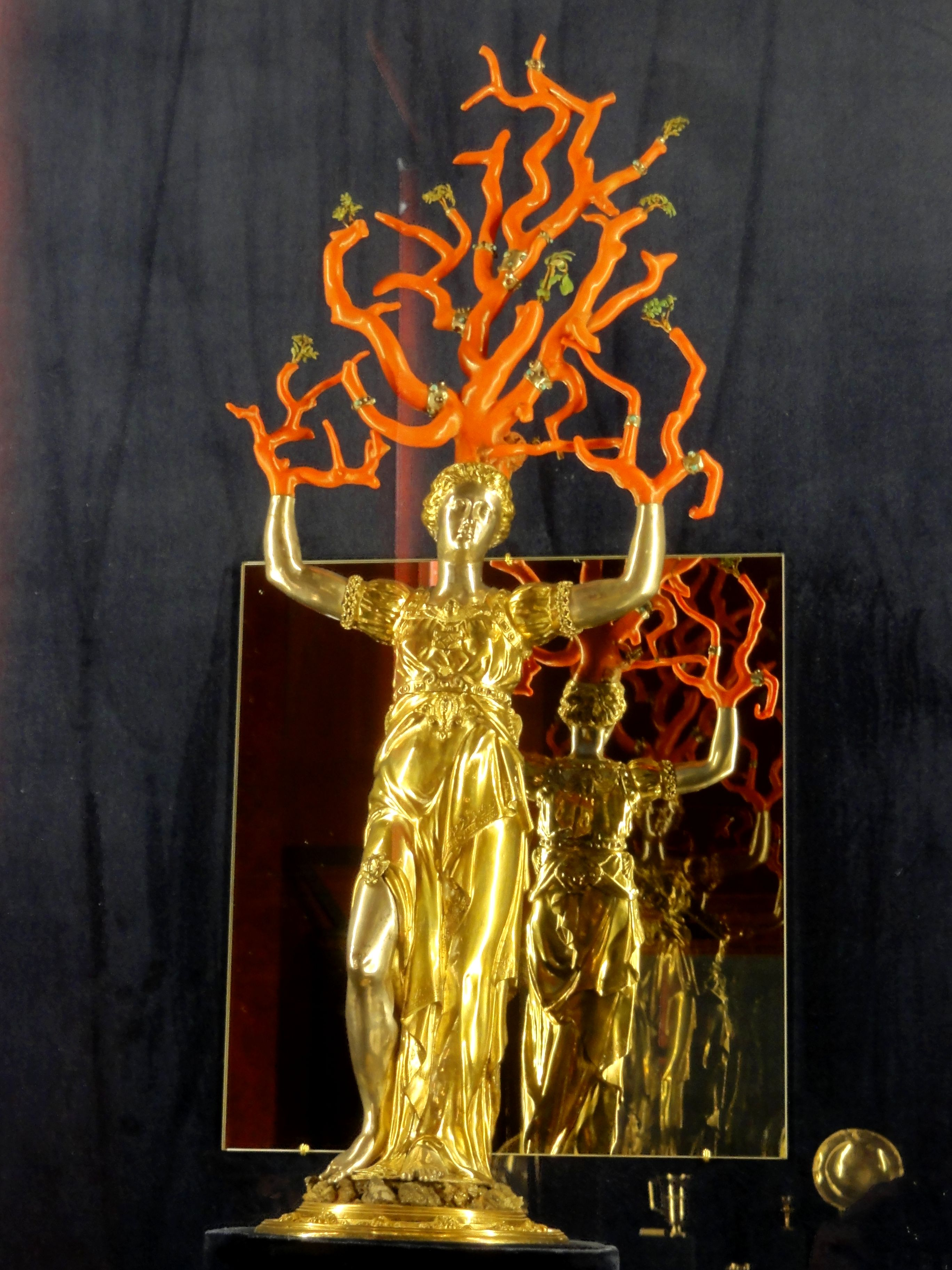
Goldene Statuette der Daphne mit Korallenzweig,Wenzel Jamnitzer, Nürnberg um 1570; Schloss Écouen
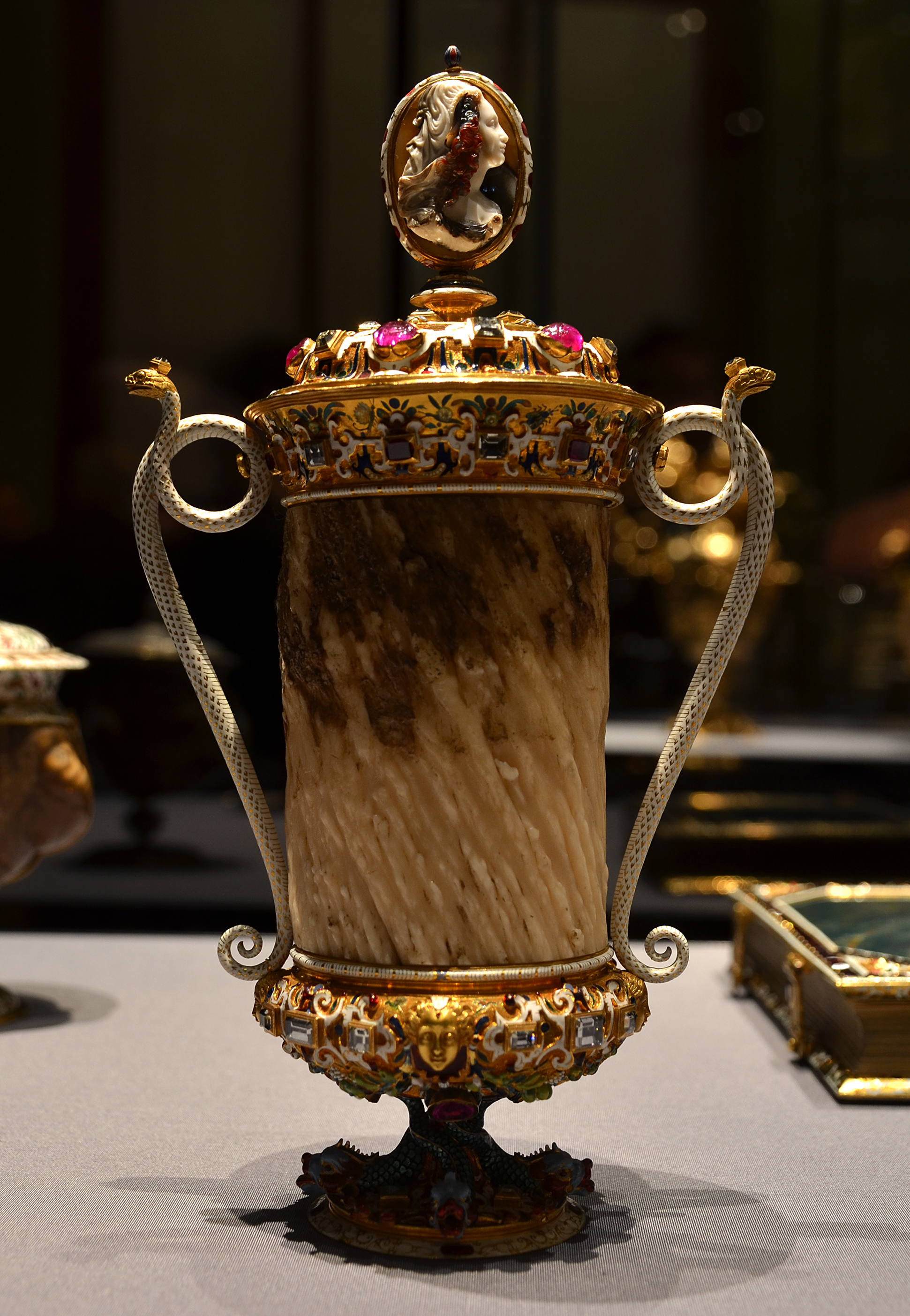
Einhornbecher Rudolphs II. Narwalhorn, Gold, Edelsteine, Email, Jan Vermeyen & Werkstatt, Prag, um 1600
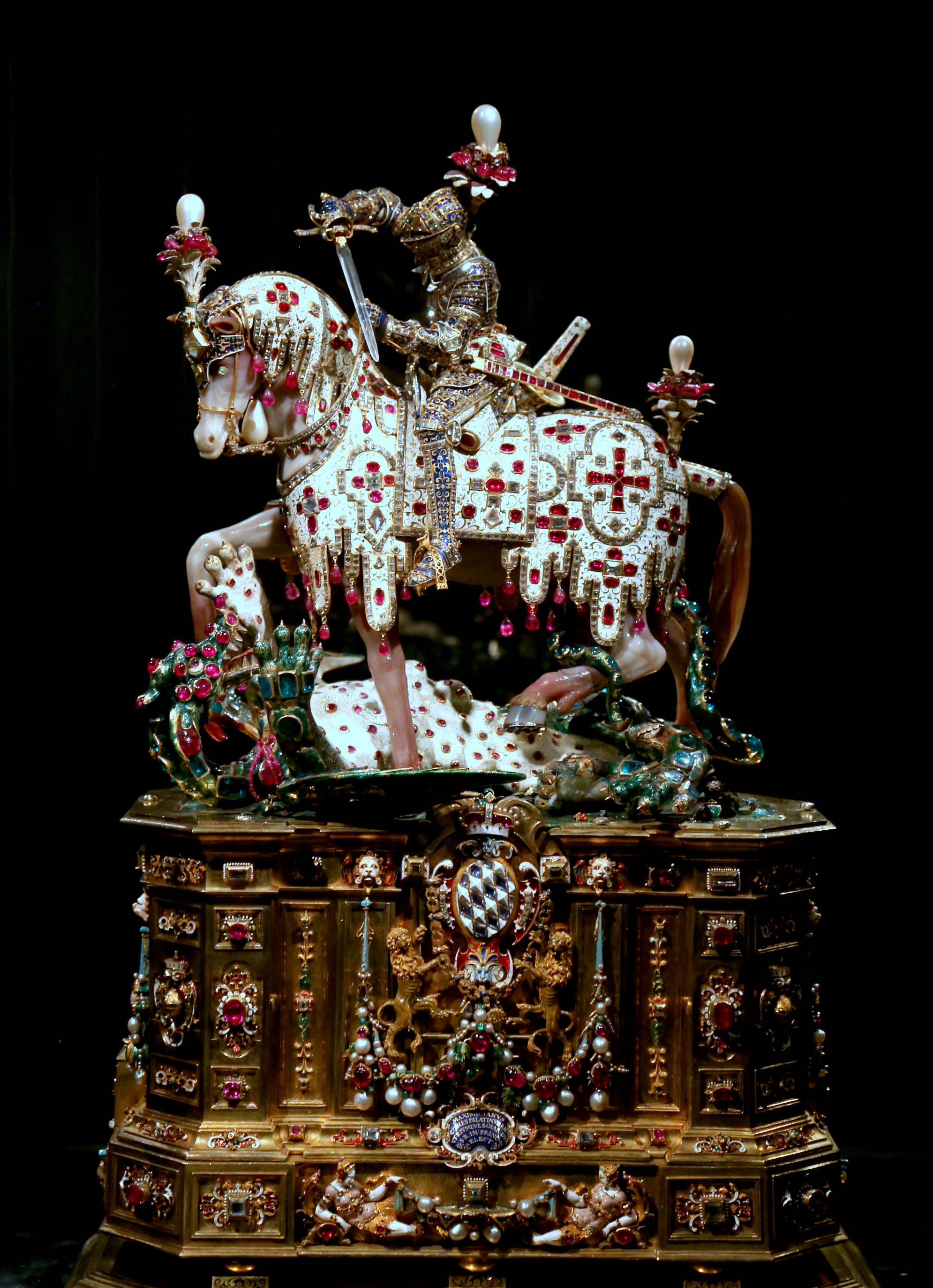
Der heilige Georg mit dem Drachen Gold, Silber, Edelsteine, Perlen u. a.; Friedrich Sustris u. Hans Scheich (zugeschrieben),  München, Residenz.

## Architektur

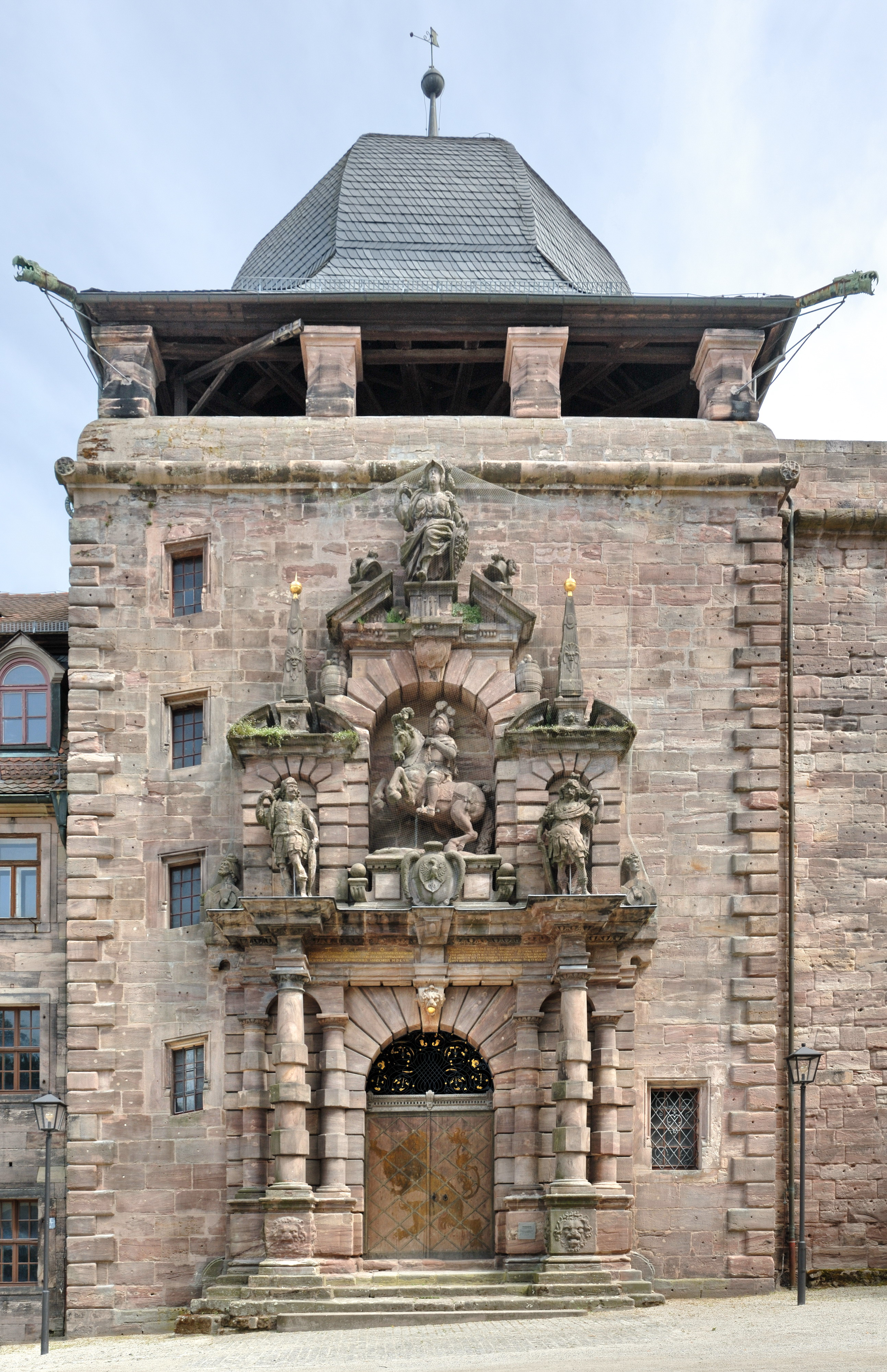
Plassenburg, Christiansportal (1607) mit gebrochenen Giebeln und Obelisken, Bayern

### Merkmale
In der Architektur ist eine eindeutige Unterscheidung von Manierismus und Renaissance nicht immer einfach, zumal beide Stile im 16. Jahrhundert nebeneinander bestanden. Hinzu kommt, dass durch die notwendige Statik und die Zweckgebundenheit der Bauten der Fantasie der Manieristen Grenzen gesetzt waren und sie deswegen weniger innovativ sein konnten. Es fällt auf, dass viele manieristische Bauten oder deren Elemente von Malern oder Bildhauern entworfen wurden, während die reinen Architekten im Allgemeinen den Prinzipien der Renaissance treu blieben, wie der bekannteste von ihnen, Giacomo Barozzi da Vignola.
Grundsätzlich ist manieristische Architektur durch die Auflösung der klassischen Ordnungssysteme der Renaissance charakterisiert. Sie wurden im Großen und Ganzen zwar beibehalten, aber ganz geplant mit Widersprüchen versehen. Vormals wichtige Bau- oder Fassadenteile blieben dekorativ unbetont, während nebensächliche aufgewertet werden. Praktischer Nutzen war nicht immer das Kriterium: Säulen wurden unnötigerweise bossiert oder, anderes Beispiel, die muschelförmigen seitlichen Rampen von Bernardo Buontalentis Treppe, die heute in Santo Stefano al Ponte in Florenz verbaut ist, sind praktisch unbegehbar. Dazu kommt oft ein Nebeneinandersetzen von gegensätzlichen, ja, einander störenden Elementen, was sich in Grundriss, Fassaden und Raumfolge zeigt.
Die Grundrisse sind manchmal symbolträchtige geometrische Figuren, auch wenn dabei die sinnvolle Anordnung und die Ausgewogenheit der Dimensionen der Innenräume leiden, wie dies bei Schloss Stern der Fall ist, möglicherweise gibt es für diese Form esoterische Gründe; dafür sprechen auch die im Inneren erhaltenen Stuckaturen. Der Escorial hat einen Rost als Grundrissform, Marterwerkzeug des heiligen Lorenz, des Patrons des Klosters. Dem zwiespältigen manieristischen Denken kam besonders das Oval mit seiner Spannung zwischen Längs- und Querrichtung zupass.

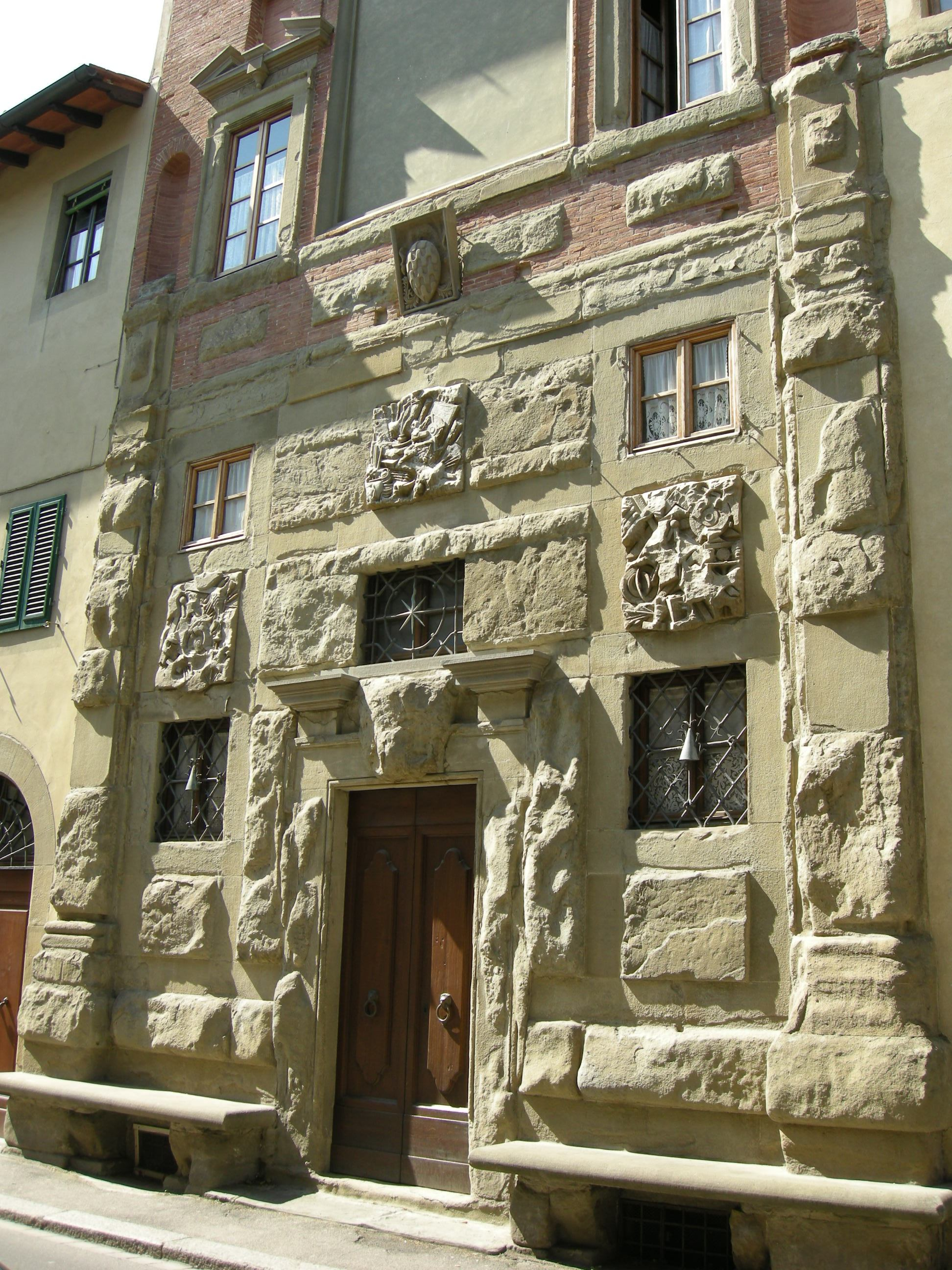
Federico Zuccaris Wohnhaus in Florenz

Am auffälligsten sind manieristische Fassaden. Die traditionellen und sinnvoll aus der Statik abgeleiteten Verbindungen der Wandelemente wurden aufgelöst und zeigen eher malerische und verspielte Elemente. Insgesamt ist eine Vorliebe für Ornamentik, Reliefs und Skulpturenschmuck zu beobachten, sodass die Fassaden mitunter überladen wirken. So wurden vielfach über die gesamte Front verteilt und selbst innerhalb der Giebel Götterfiguren, Fabelwesen oder Köpfe von Putten angebracht. Dekorationsformen wie das Knorpelwerk sind charakteristisch für den Manierismus in den deutschsprachigen Ländern. Ein typisches und oft an manieristischen Bauwerken vorzufindendes Stilmerkmal ist der Gesprengte Giebel, aber auch die Anbringung von Obelisken innerhalb dieser Giebel oder auf deren Ecken, wie an der Schlosskirche Droyßig zu sehen. Auch Rustizierung wurde oft angewendet, um die Konventionen zu brechen, wie beim mitten in der Stadt Florenz gelegenen, trutzigen Palazzo Pitti, wo Abwehr eigentlich nicht notwendig ist. Bewusst wurden Gegensätze konstruiert: Rauhe und glatte Steinquader wechseln sich ab, wie am Palazzo Te in Mantua und dem Florentiner Palazzo Zuccari. An der Grotte des Pins von Primaticcio sind nicht einmal die Karyatiden behauen. Selbst karg wirkende Bauten erweisen sich als exzentrisch: der von Baldassare Peruzzis entworfene Palazzo Massimo alle Colonne reduziert in den beiden oberen Geschossen den Dekor um die Fenster auf ein Minimum, die so eher Luken gleichen, während die Säulen im Erdgeschoss zwar überaus elegant, doch schon optisch viel zu zart wirken, als dass sie wirklich das massige Gebäude tragen könnten. Doch hat das Gebäude dadurch und durch weitere Kontraste eine „pointierte Originalität, eine Finesse, die für den … intellektuellen Kenner ungemein reizvoll ist.“ schreibt Nikolaus Pevsner darüber. An der kühlen und klassisch erscheinenden Fassade des Wohnhauses, das Giulio Romano für sich selbst entworfen hat, ist der unterste Fries in Striche zerschnipselt, der Torbogen seltsam gedrückt und die Fensterumrahmungen sind horizontal und vertikal einheitlich, was aber unüblich war. Der zeitlich erste manieristische Bau, die Vorhalle zur Biblioteca Laurenziana von Michelangelo, die zunächst schlicht und strukturiert anmutet, obwohl sie mit ihrer Enge Unbehagen verursacht, ist in mehrerlei Hinsicht alogisch und unorganisch: Säulen, die vom Konzept her frei im Raum stehen und ein Dach tragen sollen, sind hier in die Wand eingelassen bzw. wirken wie aus ihr hervorgemeißelt und dienen, eingeengt wie sie sind, als Elemente der Flächengliederung, während für die Statik die Wände selbst zuständig sind. Die Treppe, die eigentlich nach oben führen sollte, ergießt sich gewissermaßen nach unten in den Raum. Die „fensterlosen“ Fenster sind umrahmt, wie das normalerweise am Außenbau der Fall ist. Hier zeigt sich eine weitere Eigenheit der manieristischen Architektur: Die Elemente von Innen- und Außenräumen können beliebig vertauscht werden.

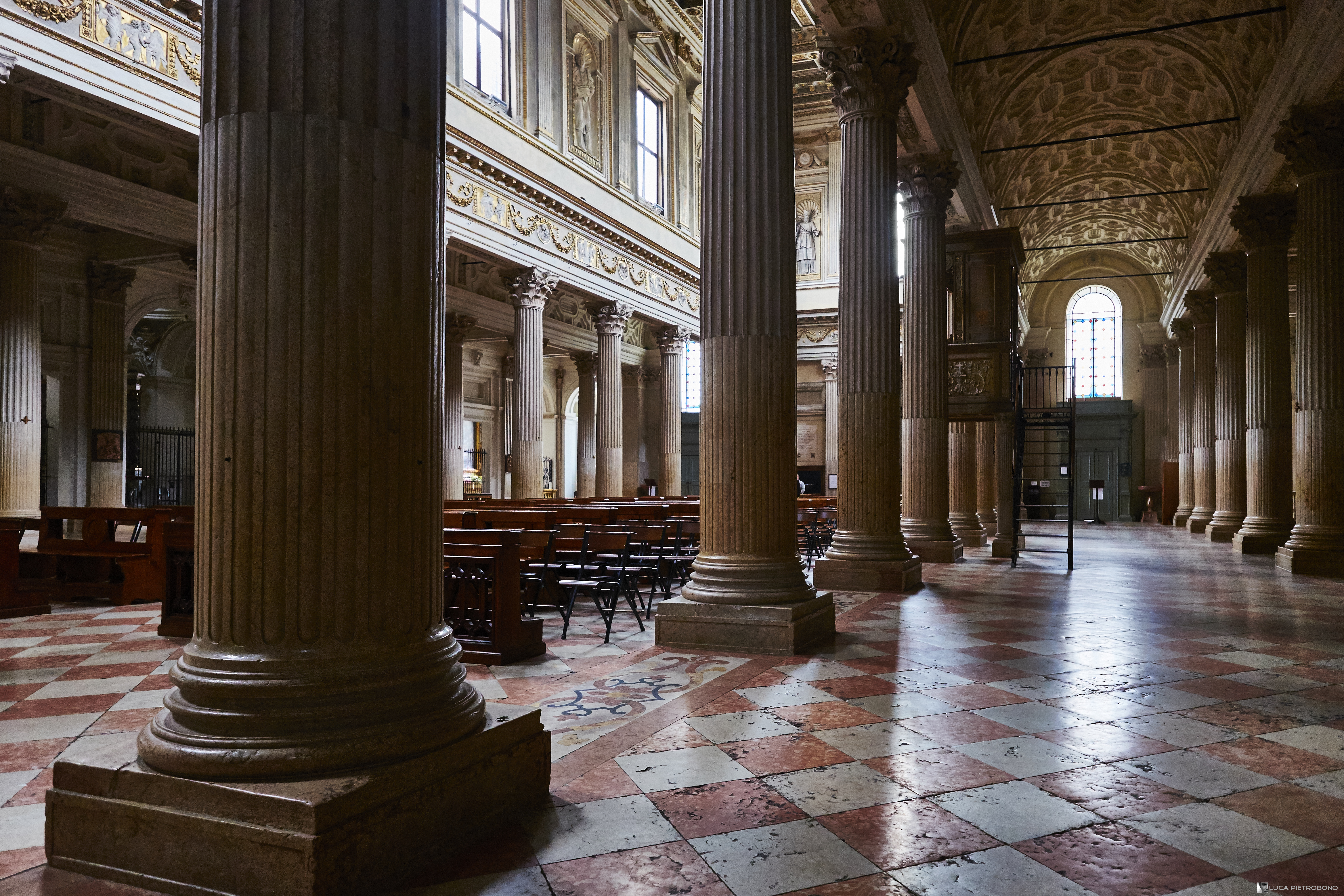
Dom von Mantua, von Giulio Romano umgestaltet. Blick vom rechten Seitenschiff ins Mittelschiff

Die Abfolge der Innenräume wird ebenso frei gehandhabt. Sehr oft werden labyrinthhaft verschlungene, einander widersprechende Raumfiguren in kühner Kombination angestrebt, was an der Villa Giulia in Rom oder am Palazzo Farnese von Caprarola erkennbar ist. Spannung statt Harmonie soll der Wechsel von hohen, hellen und niederen, düsteren Raumteilen erzeugen, wie bei der von Vasari umgebauten Kirche SS. Flora und Lucilla in Arezzo. Ebenso machte es Vignola mit seiner Kirche Il Gesù: während die Fenster über den Seitenkapellen das Hauptschiff gleichmäßig beleuchten, ist das letzte von ihnen kleiner, sodass der Gläubige erst durch eine dunklere Zone schreiten muss, bevor er durch die Helle der Kuppel überwältigt wird. Ein Paradebeispiel in dieser Hinsicht ist der Palazzo Te mit seinem abrupten Wechsel von ganz unterschiedlich gebildeten Räumen, was den Besucher beim Durchschreiten eher beklommen macht, anstatt ihn zu erfreuen. Gleiches lässt sich im Escorial beobachten. Oder es ist Ziel, dem Betrachter neuartige Raumansichten zu vermitteln, wie es ebenfalls Giulio Romano am Dom von Mantua vorführt, wo die Querblicke von den Seitenschiffen viel packender sind als der Blick das Hauptschiff entlang.
Hinter all den Entwürfen stand eine Reihe von theoretischen Traktaten, die aus dem Studium der Überreste der antiken Architektur und der Schriften Vitruvs erwuchsen. Sie waren mit vielen Kupferstichen illustriert und fungierten als Vorlagen- und Musterbücher. Manchmal ergingen sich die Autoren in unrealisierbaren Fantasieentwürfen. Im Mittelpunkt der Überlegungen standen die als Sinnbild des Menschen gedeuteten Säulenarten, die jeweils bestimmten Zwecken zugeordnet wurden. Daran schlossen sich tiefsinnige oder sogar religiöse Gedankengänge an wie bei Wendel Dietterlins phantasiereicher ‚Architectura‘.

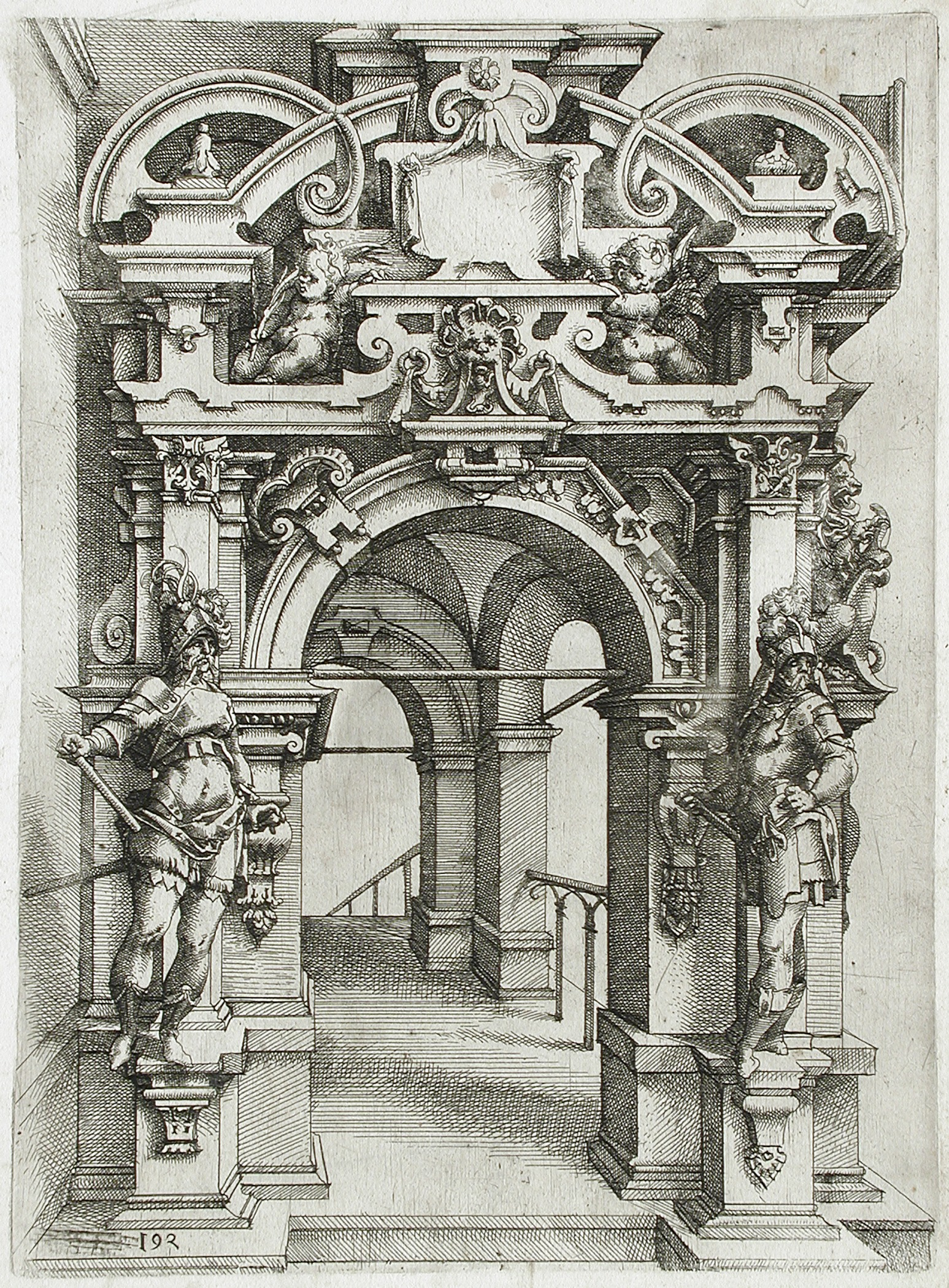
Wendel Dietterlin: Architekturfantasie

Einer der ersten derartigen Autoren war Sebastiano Serlio, der über mehrere Jahre hinweg die mehrbändigen und vielgelesenen ‚I sette libri dell‘architettura‘ verfasste. Gleichfalls großen Erfolg hatte der schon mehrfach genannte Architekt Giacomo Barozzi da Vignola mit seiner Veröffentlichung der ‚Regole delle Cinque Ordini d‘architettura‘, die, in andere Sprachen übersetzt, für Jahrhunderte die Fibel der Architekten darstellte. Ihnen folgte, allerdings im 17. Jahrhundert, die umfangreichere Schrift ‚Idea dell‘architettura universale‘ von Vincenzo Scamozzi. Die Kenntnis dieser Regelwerke hatte jedoch, wie schon gesagt, nicht selten zur Folge, dass die praktische Ausführung von ihnen entschieden abwich, da sich die Architekten profilieren wollten. Theoretiker außerhalb Italiens waren Philibert Delorme, Cornelis Floris II. und Hans Vredemann de Vries, ihre Ideen fanden über diese Architekturtraktate weite Verbreitung im nördlichen Europa und prägten auch noch den Frühbarock, besonders in Deutschland und England.
Vor allem die Obelisken wurden während des Historismus im 19. Jahrhundert wiederentdeckt und bevorzugt an Neorenaissance-Bauwerken angewendet, solche Bauwerke sind dann in ihrer Stilrichtung als Neumanierismus zu bezeichnen. Der bekannteste Vertreter war Charles Garnier.

### Bedeutende manieristische Bauwerke

#### Italien

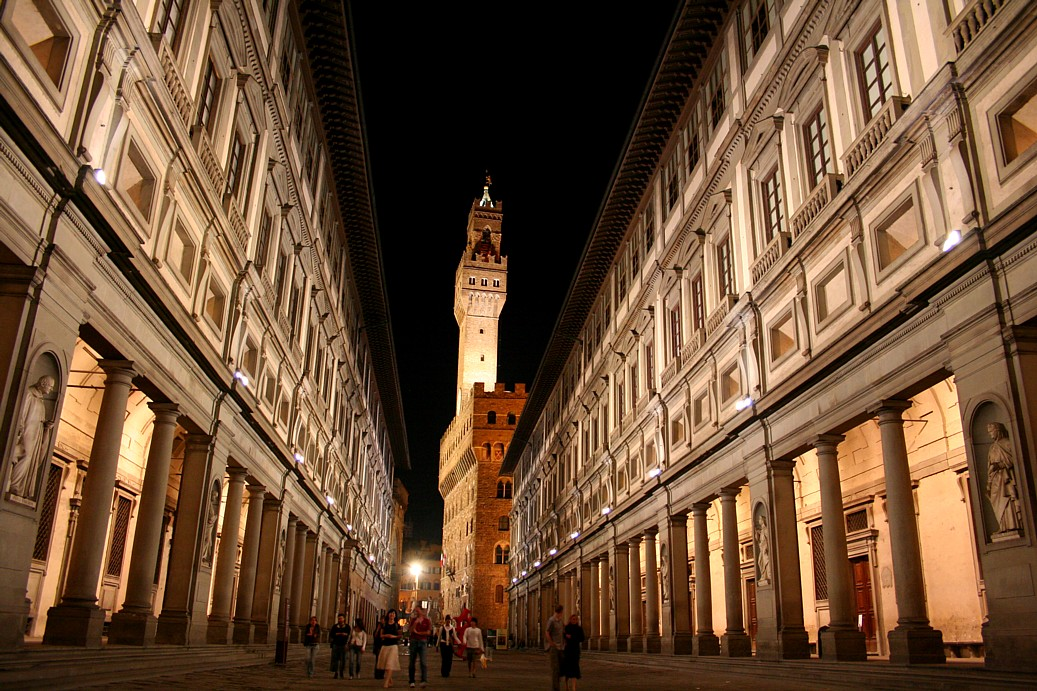
Uffizien in Florenz, Architekt Giorgio Vasari

Zentren des Manierismus in Italien waren neben Rom und Florenz vor allem oberitalienische Städte wie Mantua, Vicenza und Venedig. Manieristische Bauwerke sind selten Monumentalbauten, stattdessen wurden bevorzugt repräsentative Herrschaftssitze, also Stadtpaläste und Villen auf dem Lande errichtet.
Außer den schon besprochenen Gebäuden sind aussagekräftige Beispiele der fünfeckige Palazzo Farnese in Caprarola, die Villa Giulia in Rom, beides von Jacopo Barozzi da Vignola, und das von Pirro Ligorio erbaute Casino Pius’ IV. in den Gärten des Vatikans. Die ursprünglich als Verwaltungsgebäude entstandenen, von Vasari errichteten Uffizien mit ihrem langen und engen Innenhof gelten ebenfalls als Musterbeispiel der maniera, da das Konzept 'Hof' hier durch die schluchtartige Gestaltung konterkariert ist.
In manchen Fällen wurden Renaissancebauten in manieristischem Stil fertiggestellt, zum Beispiel die Kirche Santa Maria presso San Celso in Mailand mit ihrem überreichen Reliefschmuck an der Fassade.
Eine Sonderstellung nimmt die von Vignola entworfene Jesuitenkirche Il Gesù in Rom ein: Obwohl manieristisch, wurde sie zum Vorbild der Kirchenbauten der Jesuiten in den folgenden Jahrhunderten und der Barockkirchen im Allgemeinen.

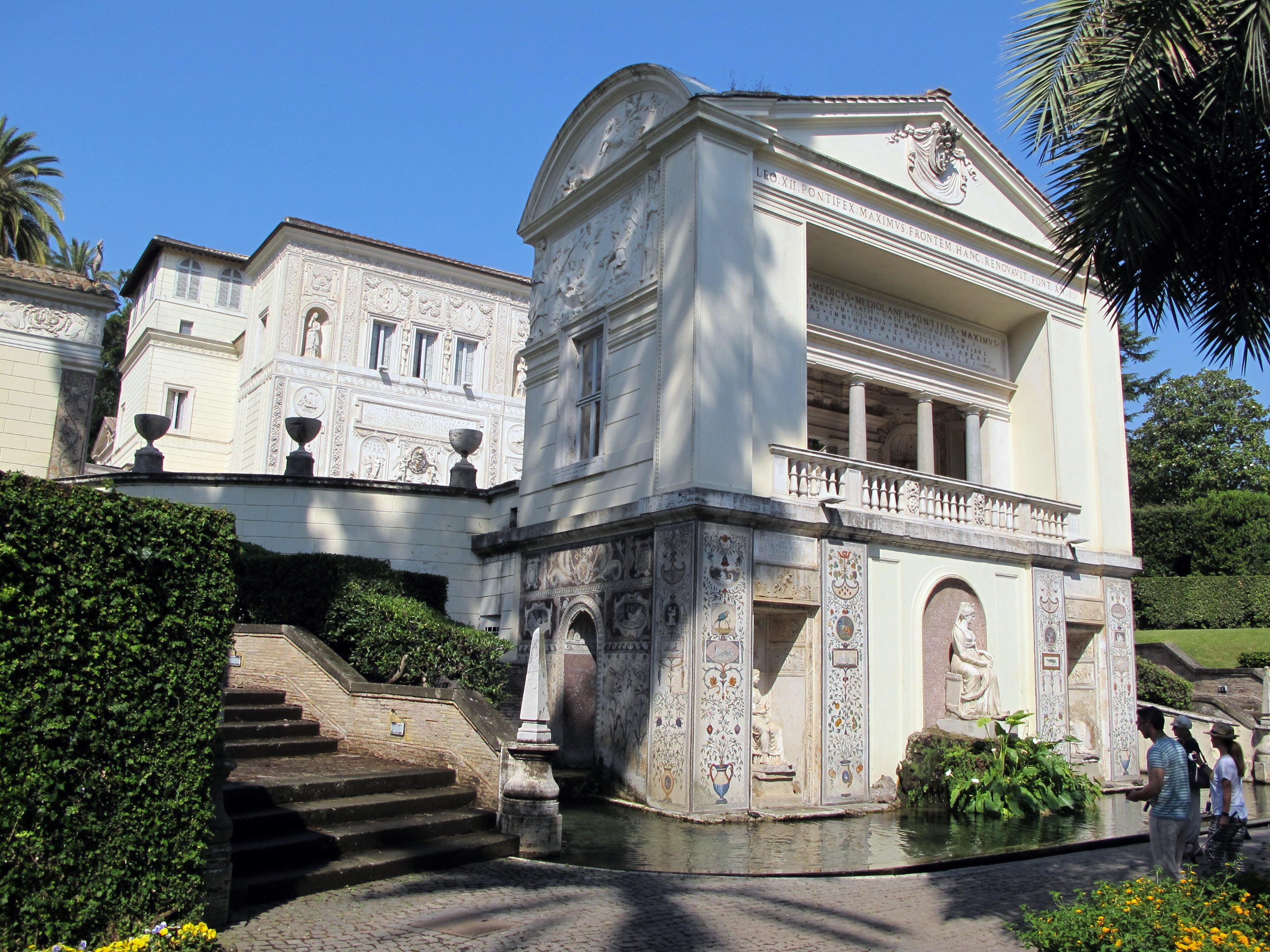
Casino von Pius IV. in den Vatikanischen Gärten
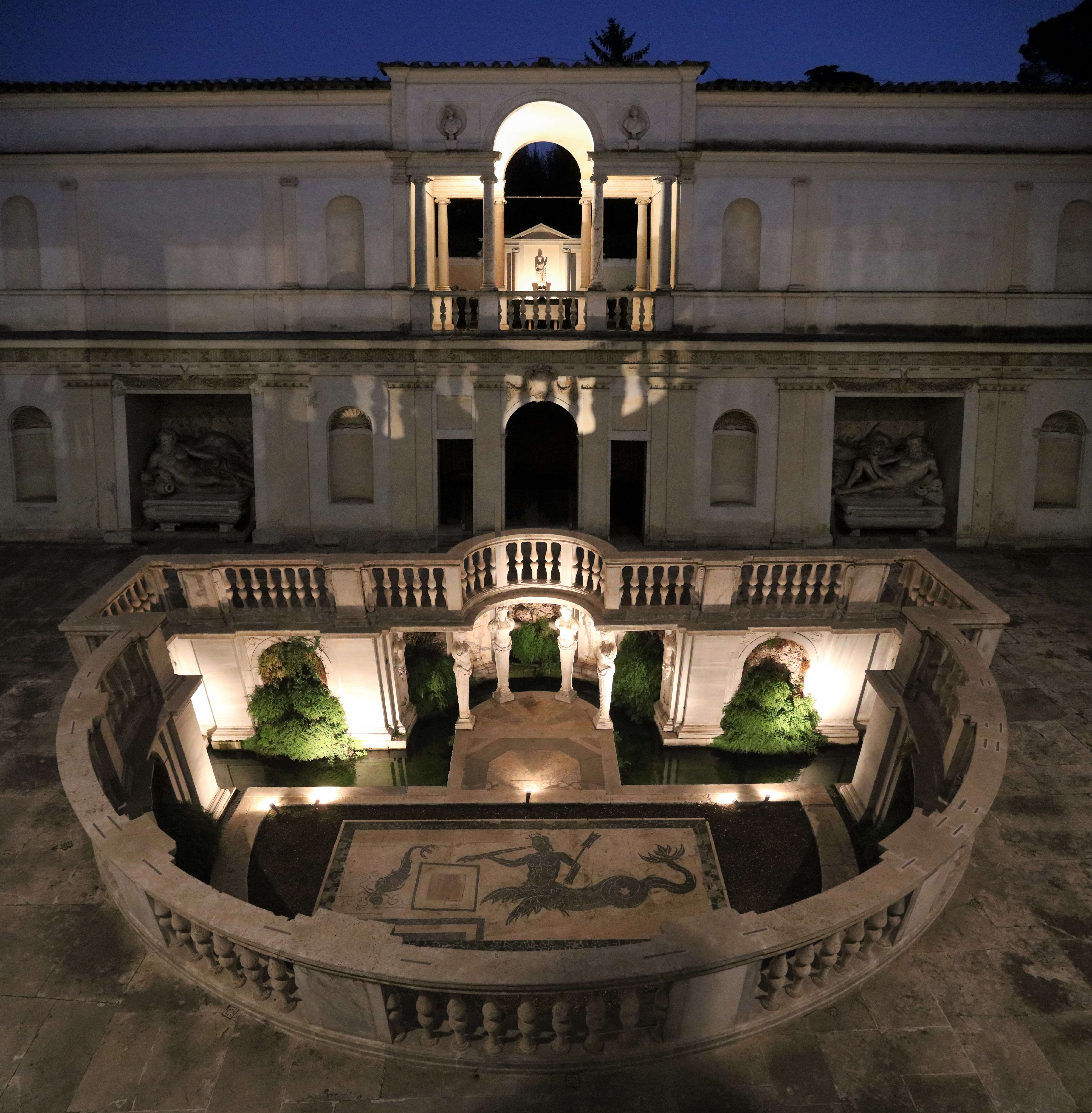
Nymphäum der Villa Giulia in Rom
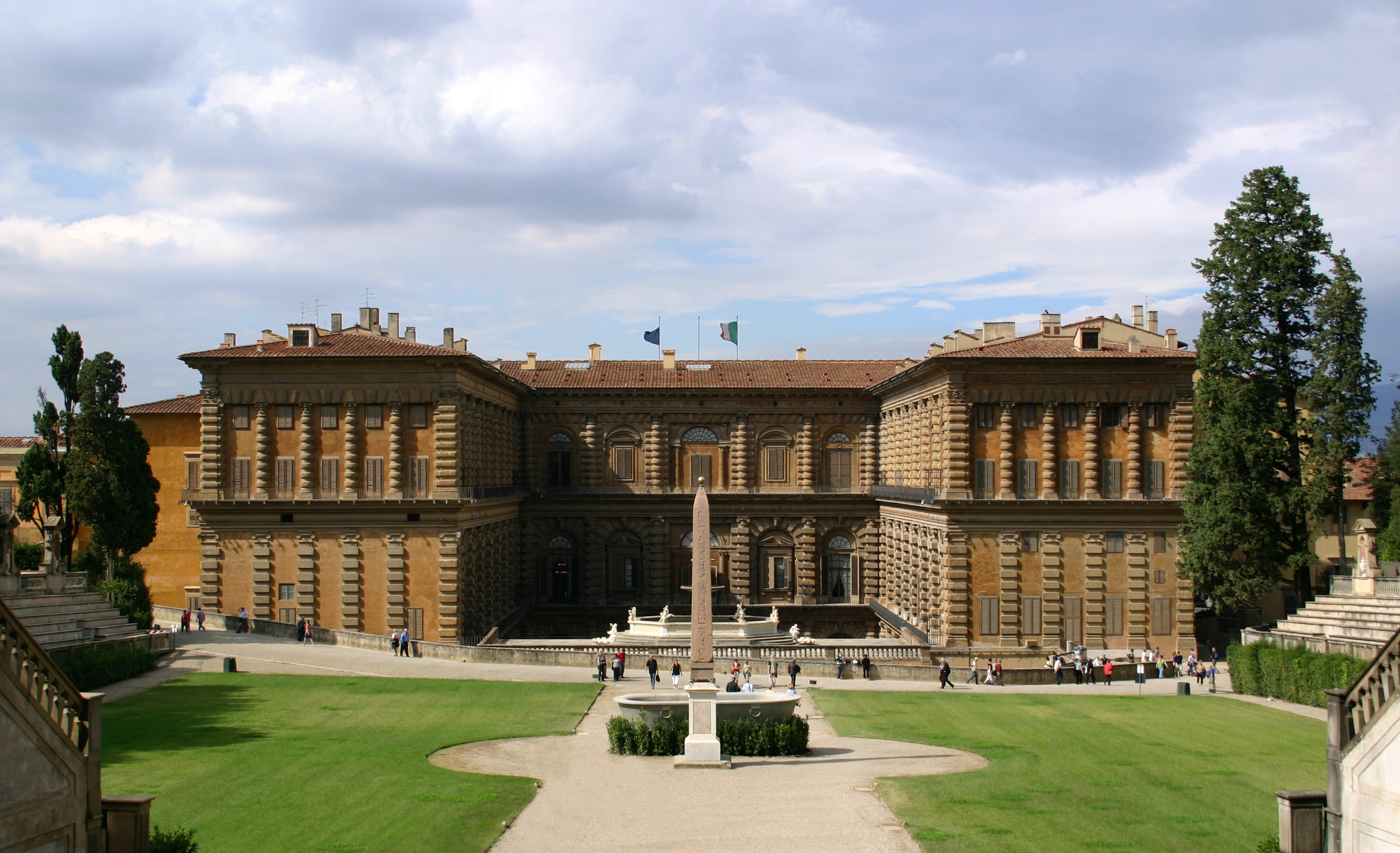
Gartenfassade des Palazzo Pitti in Florenz
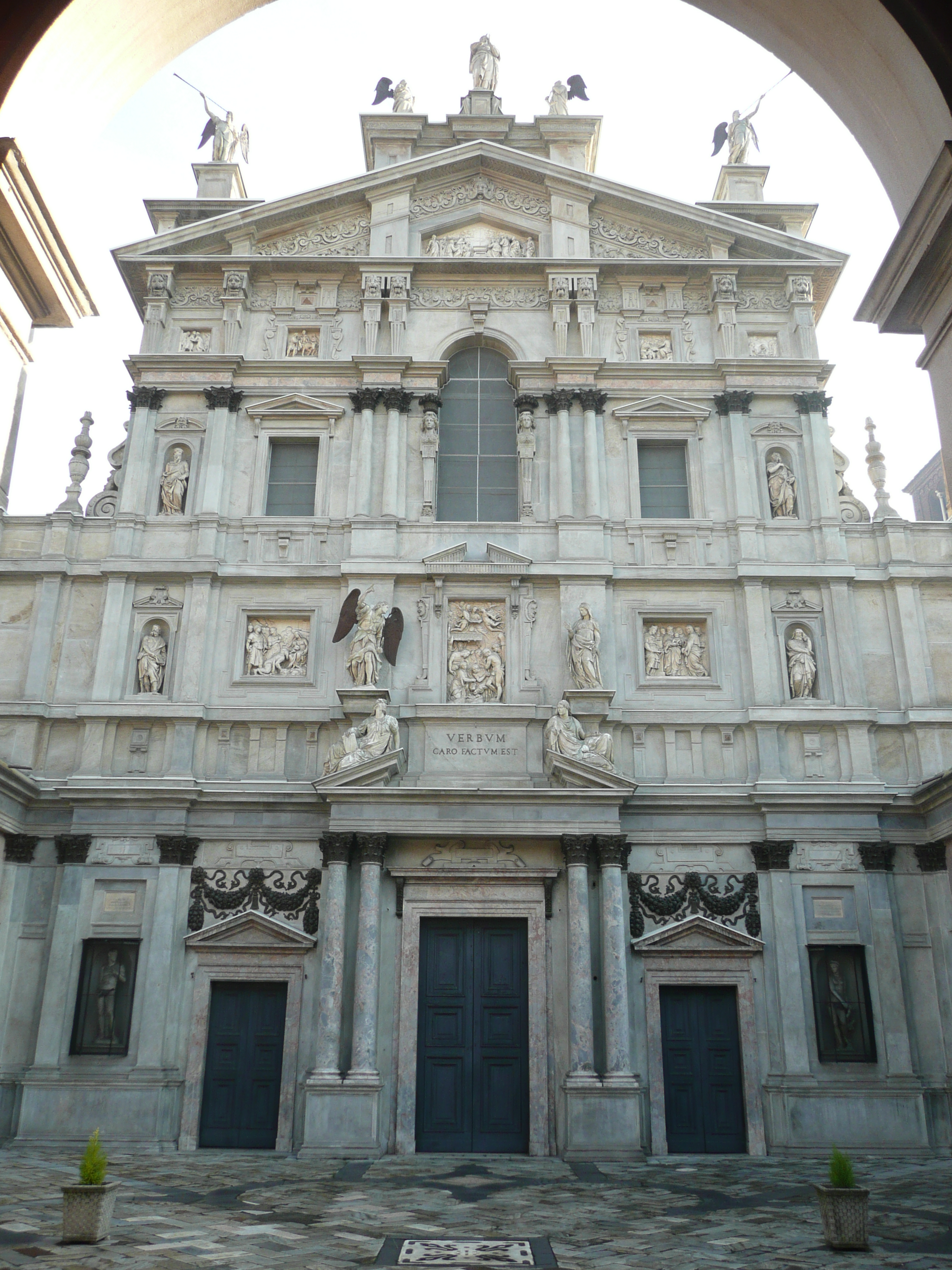
Fassade der Kirche Santa Maria presso San Celso in Mailand (ab 1565)
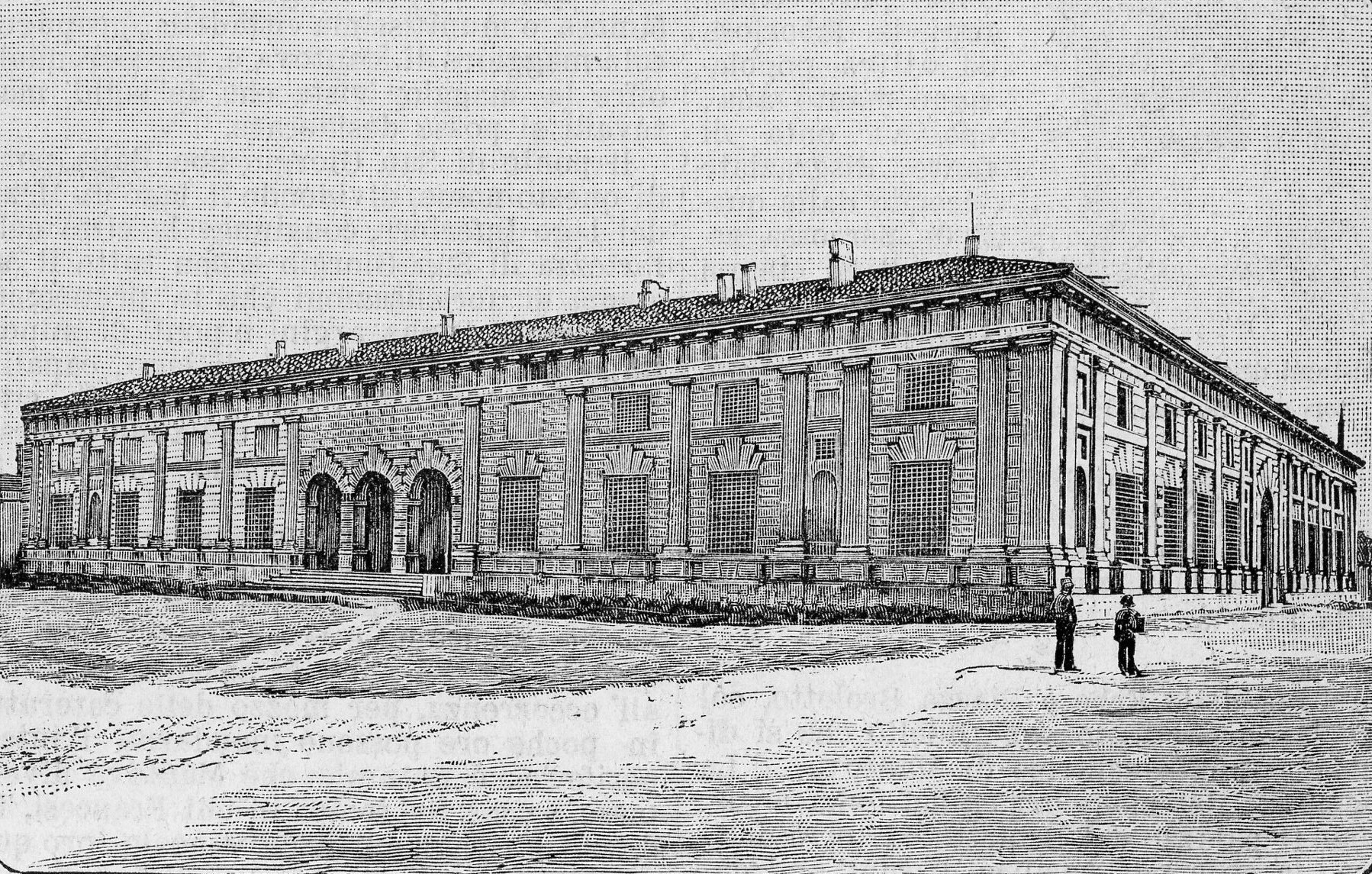
Palazzo Te, Mantua, Seitenfassade, Holzstich von 1890

#### Außerhalb Italiens

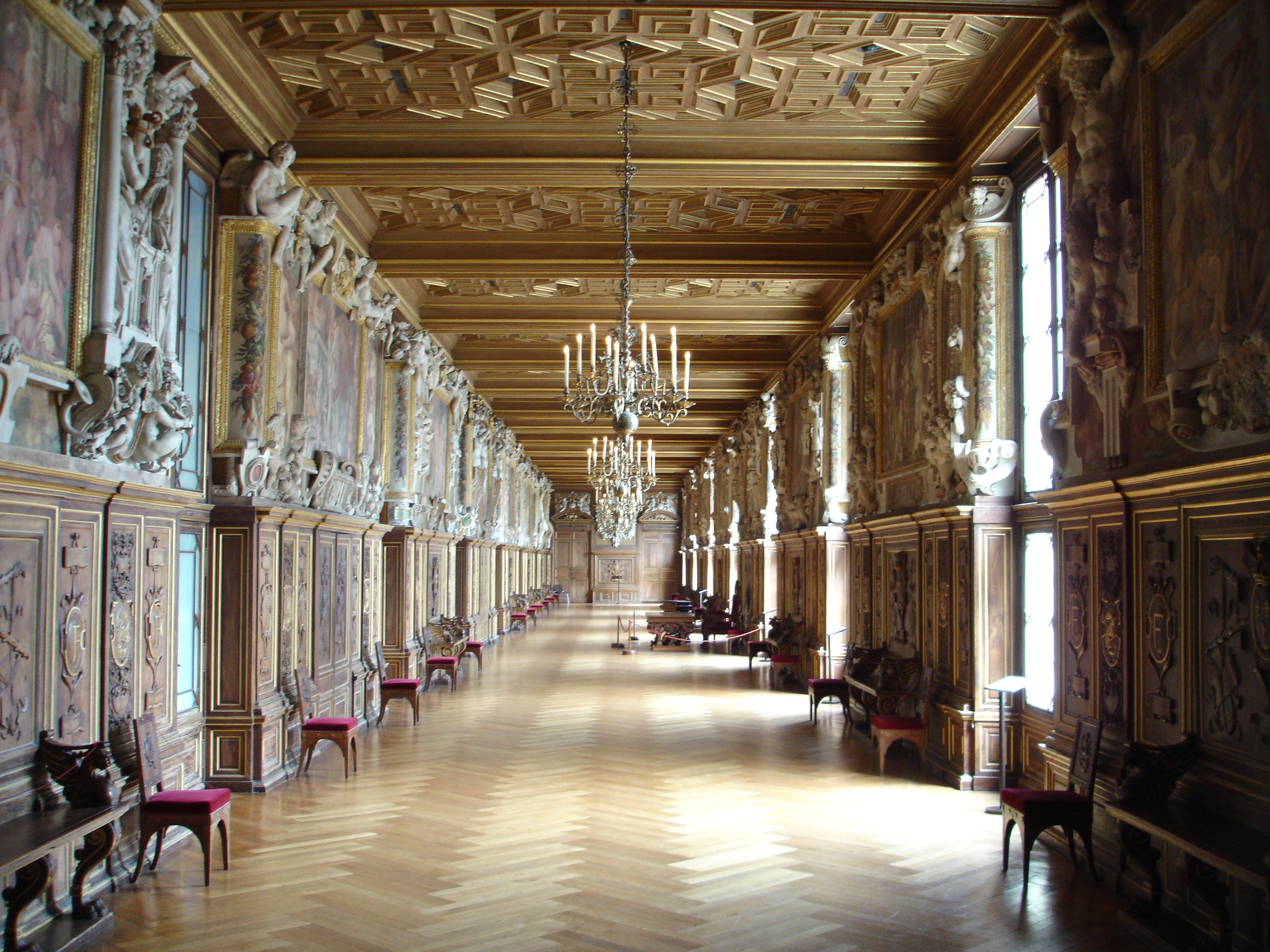
Galerie François I. in Schloss Fontainebleau (1533–1540)

In Frankreich ist Schloss Fontainebleau weniger im Außenbau als in der Innendekoration manieristisch geprägt. Zu den bedeutenden Bauwerken des französischen Manierismus gehören vor allem Teile des Louvre: die von Pierre Lescot begonnene Cour carrée und die unter Heinrich IV. erbaute Grande Galerie am Ufer der Seine. Erhalten ist das von Philibert de l’Orme für Diana von Poitiers errichtete Schloss Anet, während ein weiteres seiner Werke, das für Caterina de’ Medici erbaute Palais des Tuileries, im 19. Jahrhundert abbrannte. Auch andere bedeutende Bauten sind nicht oder nur teilweise erhalten, darunter die große Schlossanlage mit manieristischem Park und Grotten von Saint-Germain-en-Laye, von denen nur noch das sogenannte Alte Schloss steht, das für Franz. I auf älteren Fundamenten neu errichtet wurde; das später erbaute und im 18. Jahrhundert abgerissene Neue Schloss von Saint-Germain-en-Laye war ebenfalls ein Werk von Delorme und ist später von Francesco Primaticcio, Louis Métezeau und Baptiste Androuet du Cerceau vollendet worden. In Burgund betätigte sich Hugues Sambin, dessen Fassaden mit wuchernden Dekorationen bedeckt sind.

Während der Manierismus in Italien als eigene Stilrichtung der Architektur fast allerorten vorzufinden ist, wurde er nördlich der Alpen nur vereinzelt an Bauwerken umgesetzt. In den Niederlanden und in Flandern ergab sich als eigene Mischung aus gotischen Lokaltraditionen und dem extravaganten italienischen Manierismus ein skurril-ausschweifender Dekorationsstil, beispielsweise durch reichverzierte Giebel. Es entstanden bedeutende Bauten wie die Alte Zivilkanzlei in Brügge, der Grote Markt in Antwerpen mit dem Rathaus von Cornelis Floris II., das Oude Stadthuis in Den Haag oder die Vleeshal (Fleischhalle) von Haarlem, das Lieven de Key erbaute. 

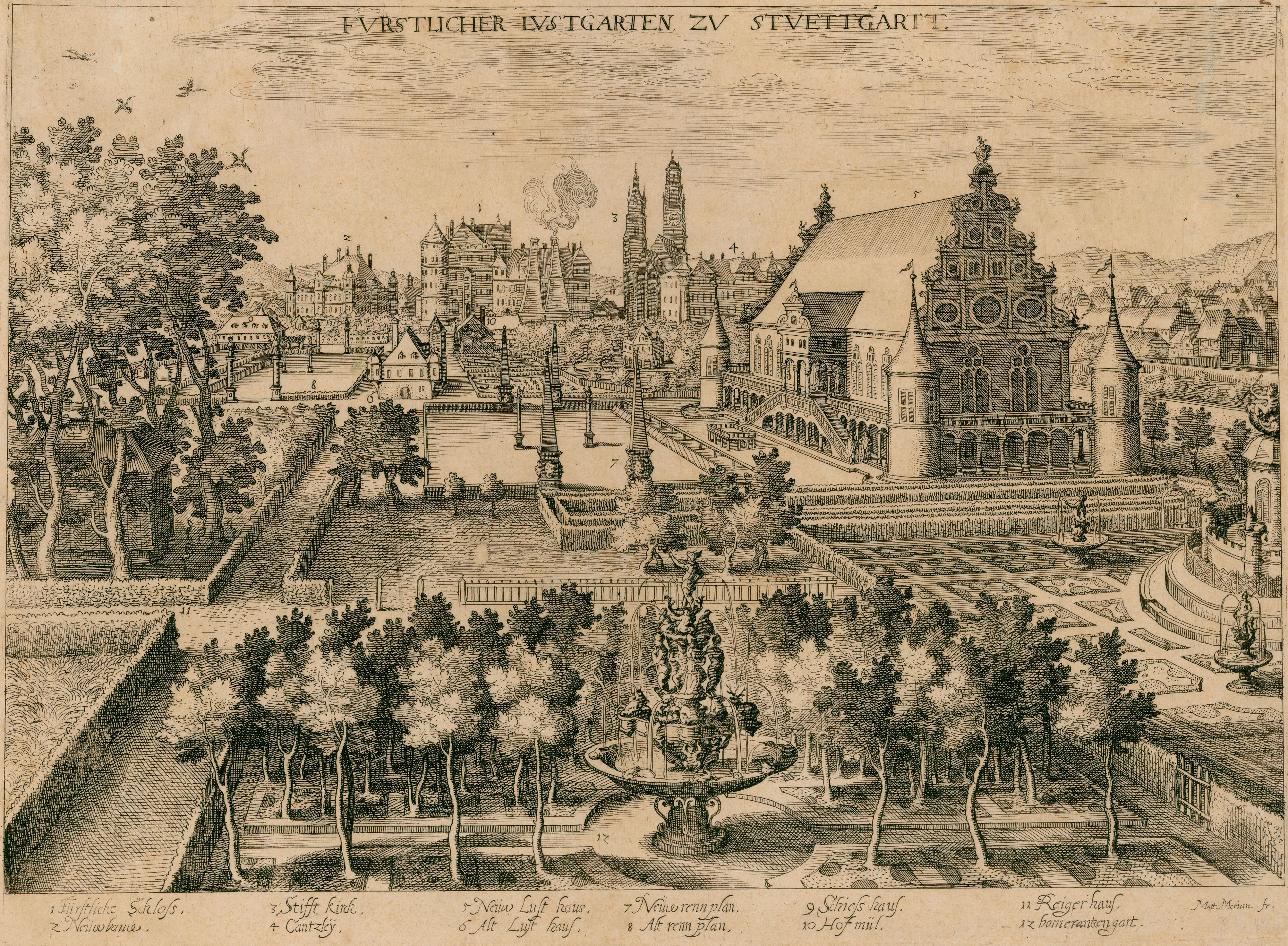
Das 1584 bis 1593 erbaute Neue Lusthaus Stuttgart im Jahre 1616

In Deutschland gelang die Verschmelzung von Gotik, Renaissance und Manierismus nicht immer. Hier sind das wohl früheste Beispiel für den neuen italienischen Stil Teile der Fassade und die Innendekoration der Residenz in Landshut, die nach dem Vorbild des Palazzo Te gestaltet wurden. Es entstanden außerdem eigene Stilrichtungen wie die sogenannte Weserrenaissance, die ihre Formen weniger direkt aus Italien, sondern eher über die Niederlande nach Stichvorlagen deutscher und niederländischer Zeichner bezog. Bedeutendstes Zentrum des Manierismus in Deutschland ist München, wo in den 1580er Jahren unter anderen Friedrich Sustris wirkte, der beispielsweise den Grottenhof der Münchner Residenz baute. Eines der ersten Museen der Welt, das nach Entwürfen von Simon Zwitzel und Jacopo Strada entstandene Antiquarium dieser Residenz gilt oft als „Renaissancesaal“, ist aber in Wahrheit ein eindeutiges und bedeutendes Beispiel für einen manieristischen Innenraum, trotz der darin ausgestellten Antiken. Der Ottheinrichsbau des Heidelberger Schlosses ist nicht nur von den Formen, sondern auch vom Figurenprogramm her ein wichtiges Bauwerk des deutschen Manierismus, insofern er das manieristische Weltbild mit den Tugenden Ottheinrichs als gutem Kurfürsten verbindet. Ein sehr spätes Beispiel ist die Schloßkirche Droyßig in Sachsen-Anhalt, mit deren Bau erst 1622 begonnen wurde und die, innen unvollendet, Investitionsruine blieb. Ein ungewöhnliches architektonisches Zeugnis des Manierismus in Norddeutschland stellt die Innenausstattung der Dorfkirche in Osterwohle (Altmark) dar, die ein bislang unbekannter Künstler anfertigte. Ein manieristisches Juwel ist das Grabmal des Fürsten Ernst von Schaumburg-Lippe in der St.-Martini-Kirche Stadthagen, von Adriaen de Vries entworfen.
Als bedeutendster Schlossbau des Manierismus in Österreich gilt das als Ruine erhaltene, stilreine und sehr ausgedehnte Ensemble von Schloss Neugebäude bei Wien. Ein bedeutendes Beispiel manieristischer Architektur ist auch das Mausoleum Ehrenhausen.
In Prag, der Hochburg des europäischen Manierismus zur Zeit Kaiser Rudolfs II., wirkten als Architekten unter anderen Paolo della Stella und Bonifaz Wohlmut. Sie erbauten das sogenannte Belvedere der Königin Anna (1538–1565) in den Gärten des Prager Hradschin, das eine hochelegante Renaissance-Loggia mit einer völlig ungewöhnlichen geschwungenen Dachlösung kombiniert, die beinahe orientalisch oder als Vorgriff auf den Barock anmutet. Das für Erzherzog Ferdinand II. und nach seinen Ideen errichtete Schloss Stern bei Prag hat ganz schlichte Fassaden, kann aber allein aufgrund seines außergewöhnlichen Grundrisses als sechszackiger Stern dem Manierismus zugeordnet werden.

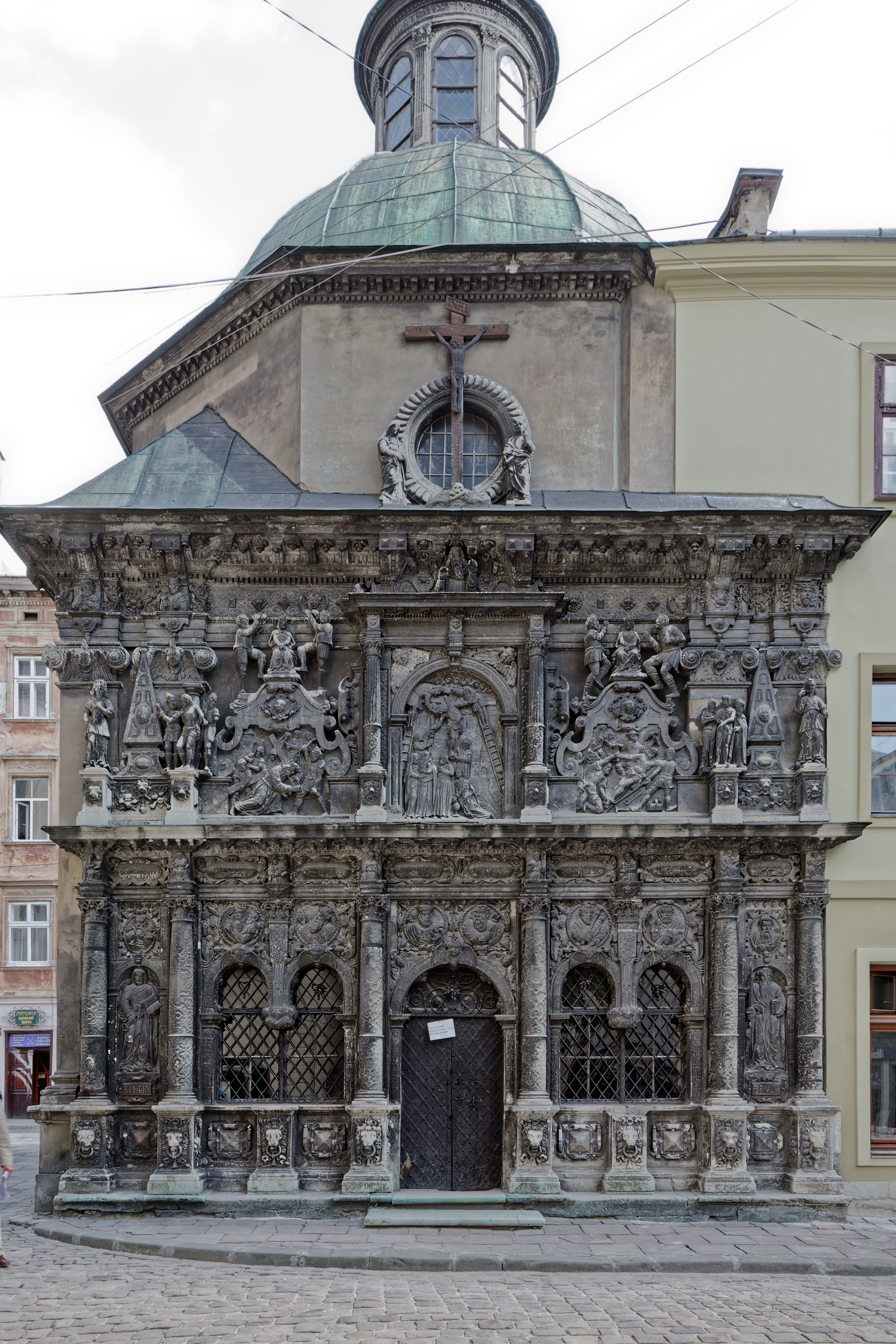
Boim-Kapelle Lemberg

Im Gebiet des heutigen Tschechien existieren eine ganze Reihe von interessanten Schlossbauten des Manierismus bzw. der Spätrenaissance, darunter Nelahozeves mit seinen bedeutenden Gemälden, Litomyšl, Frýdlant v Čechách, Častolovice und teilweise auch Český Krumlov. Ihre Fassaden sind oft in Sgraffitotechnik dekoriert. Eines der bemerkenswertesten Beispiele für manieristische Architektur in Böhmen ist das 1591–1596 errichtete Rondell (oder Lusthaus) in Jindřichův Hradec. In Schloss Bučovice sind spektakuläre manieristische Innendekorationen erhalten.
Das Zentrum des baltischen Manierismus ist Danzig. Hier sind insbesondere die Bürgerhäuser am Langen Markt, der Artushof Danzig und das Rathaus hervorzuheben. In Osteuropa sticht die heute ukrainische Stadt Lemberg hervor, die vor allem durch die Bürgerhäuser am Marktplatz und die Boim-Kapelle vom Manierismus gekennzeichnet ist.
In Spanien ist der Escorial ein manieristisch inspiriertes Gesamtkunstwerk, eine kühne Schöpfung, die Klosterleben, fürstliche Hofhaltung und Repräsentation sowie Pflege der Wissenschaften in einem monumentalen Komplex vereint, obwohl seine Fassaden bewusst schlicht gehalten sind.

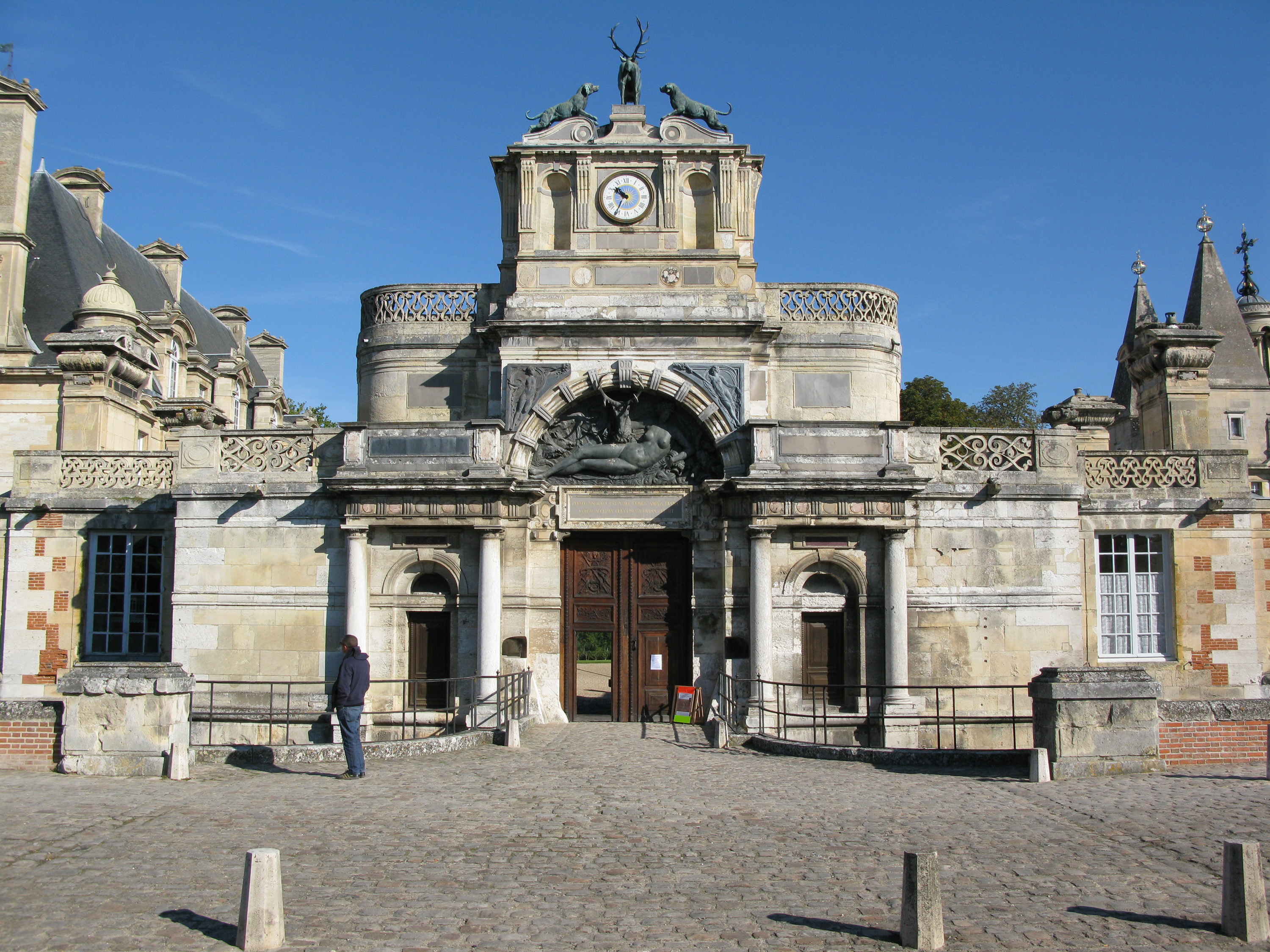
Eingangsportal von Schloss Anet (Philibert de l’Orme)
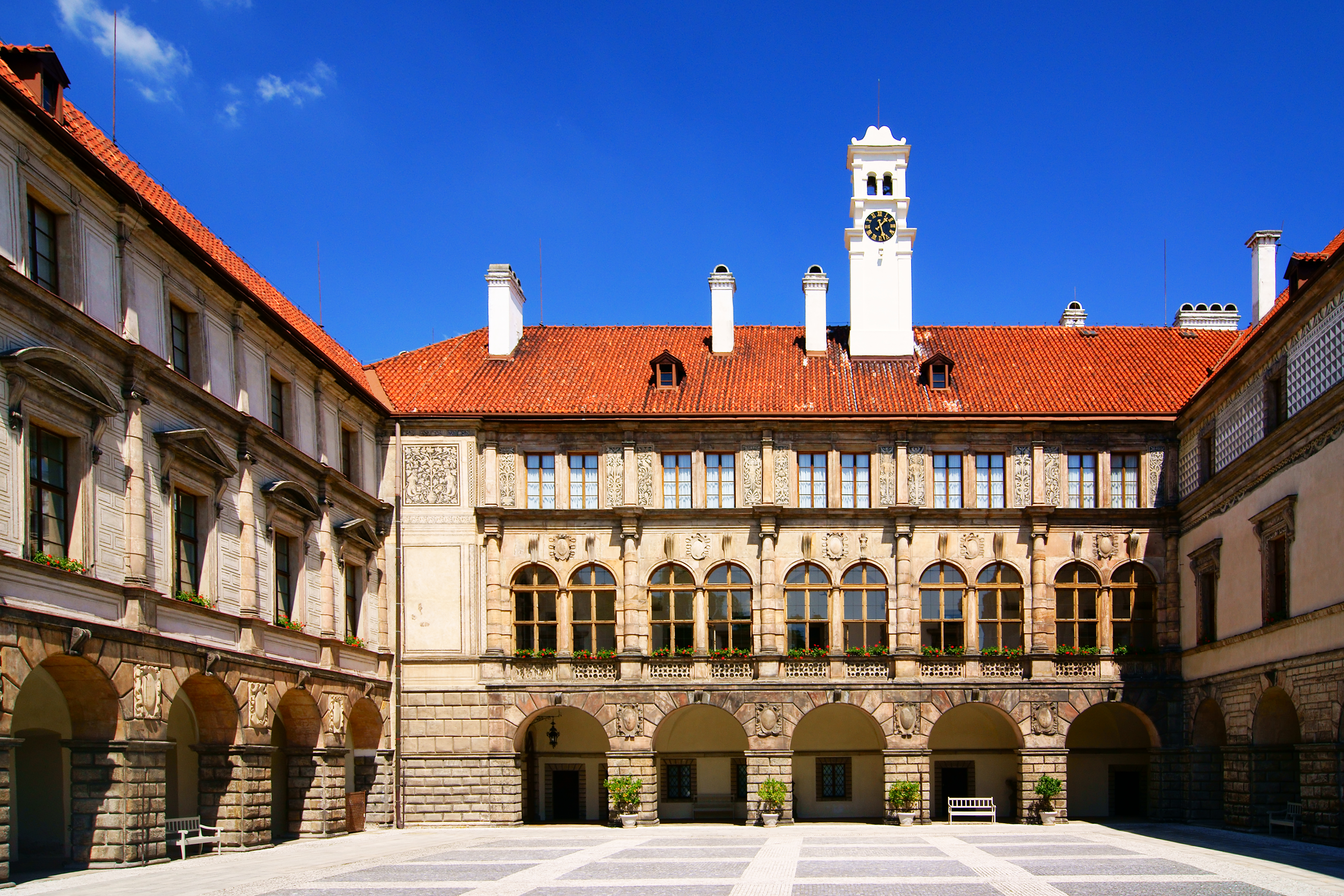
Innenhof von Schloss Nelahozeves mit Sgraffito-Dekorationen
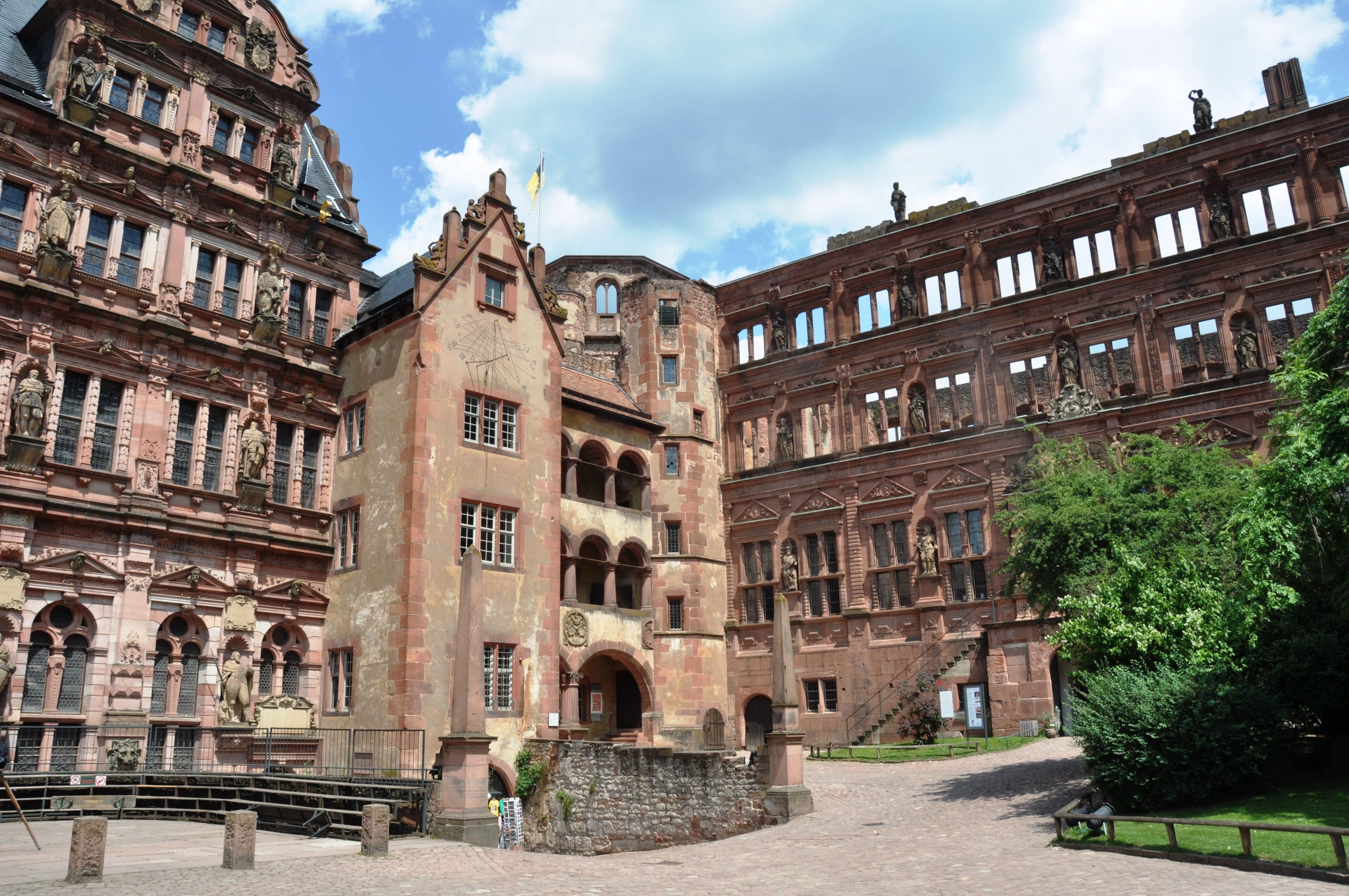
Manieristische Fassaden am Heidelberger Schloss
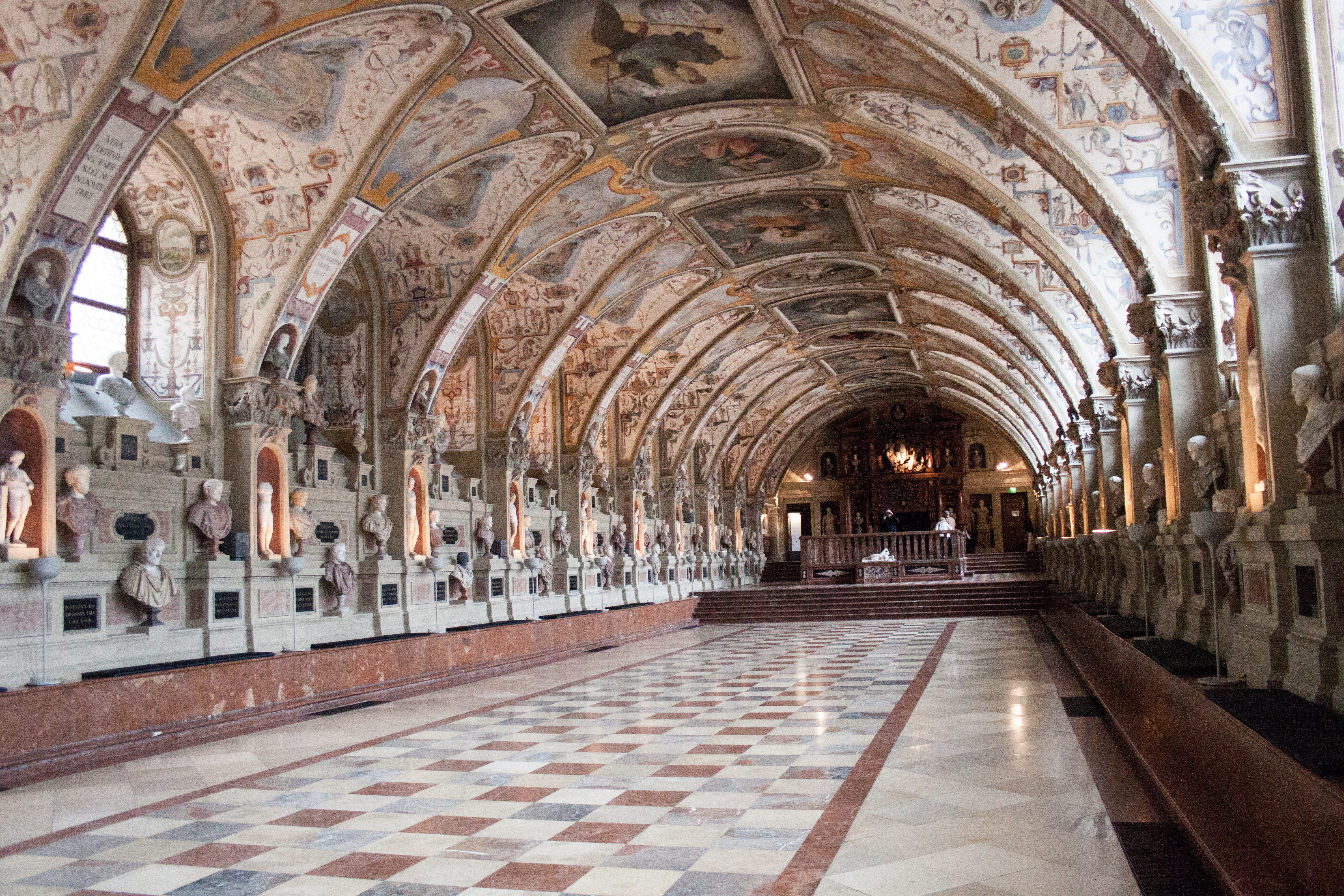
Das von Simon Zwitzel und Jacopo Strada entworfene Antiquarium (1568–1571)[167] der Münchner Residenz
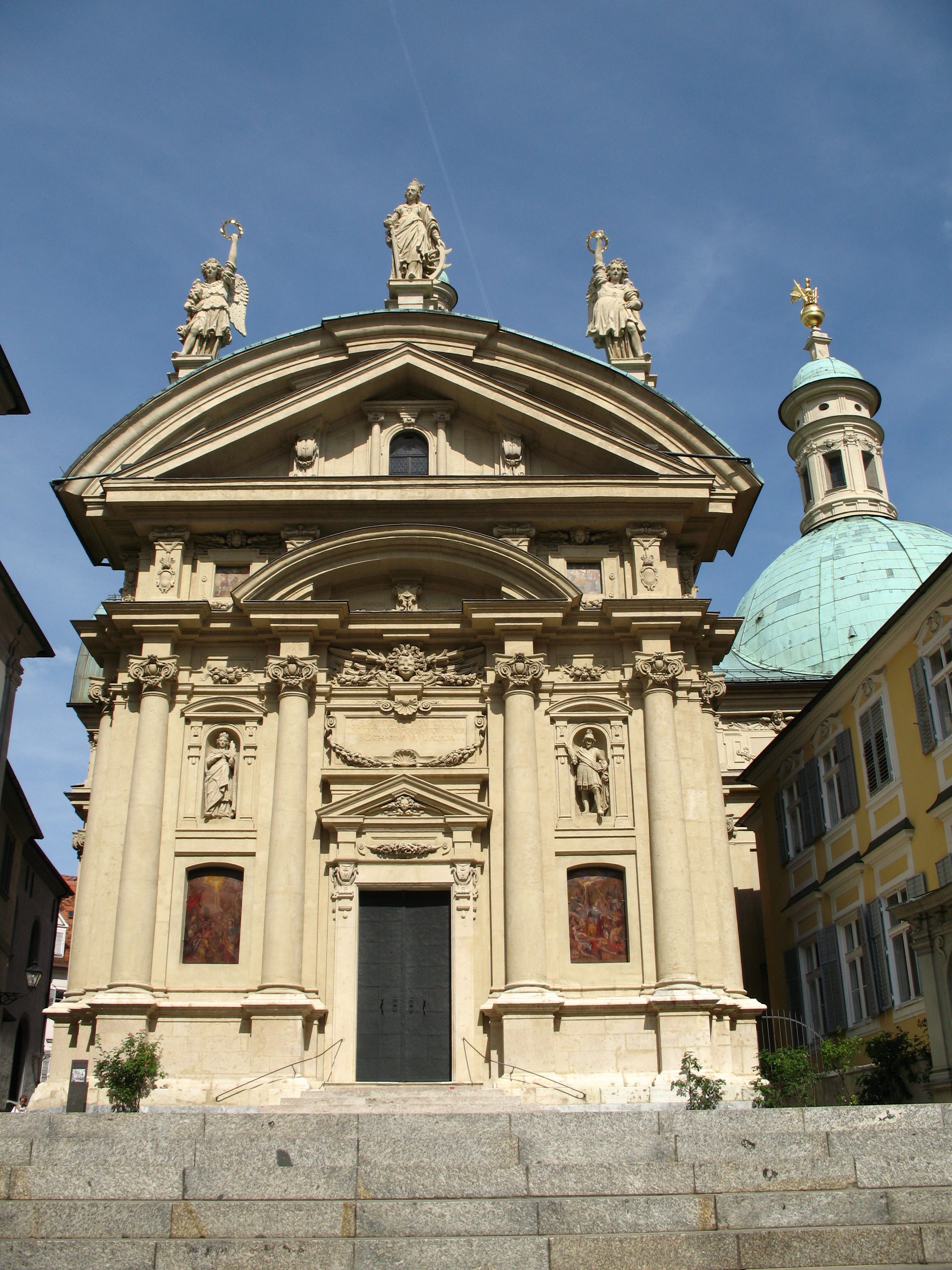
Das von Giovanni Pietro de Pomis erbaute Mausoleum in Graz ist ein Beispiel für Spätmanierismus im Übergang zum Frühbarock
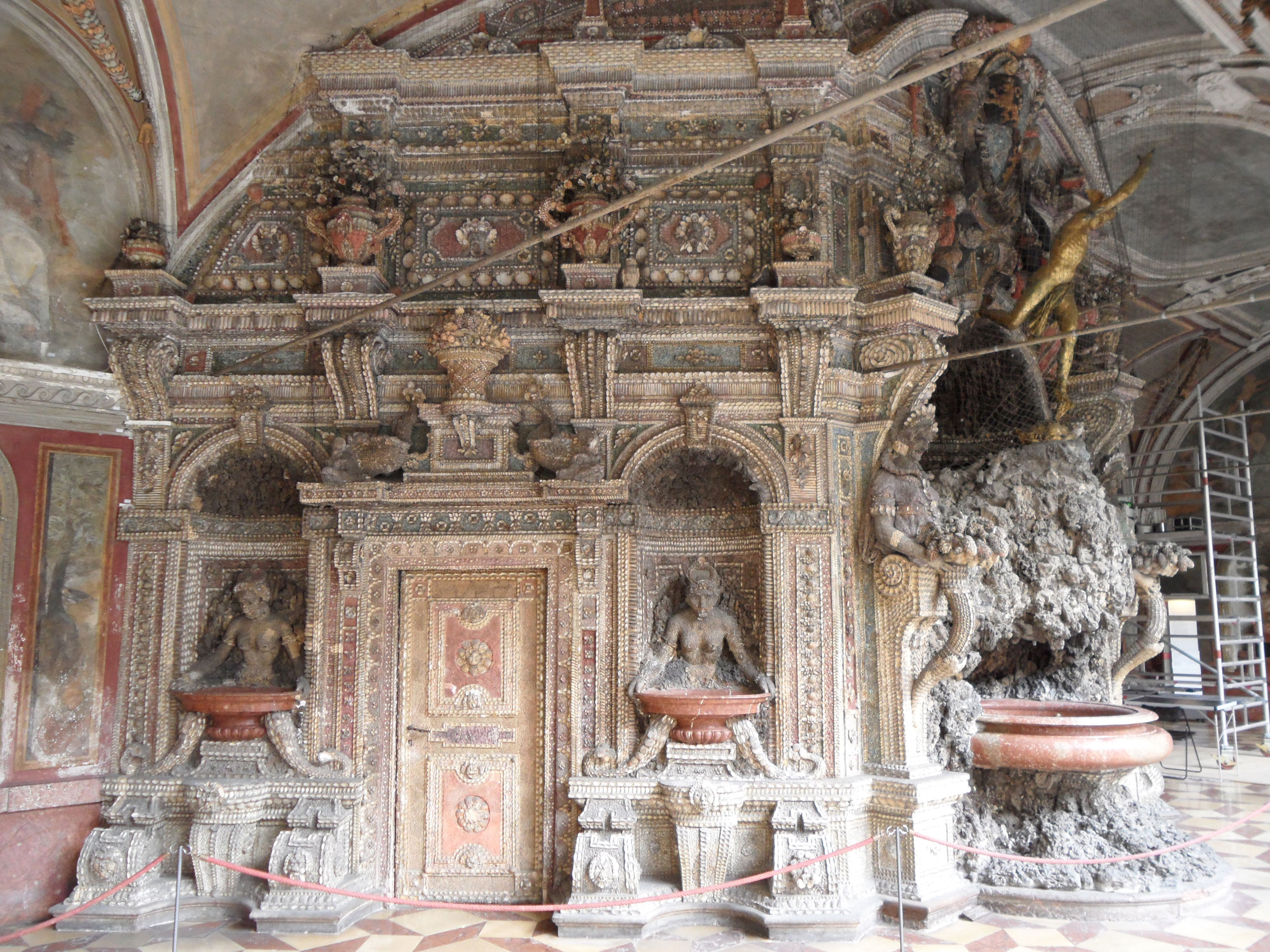
Grottenhalle (ca. 1585–1587) des Grottenhofs der Münchner Residenz
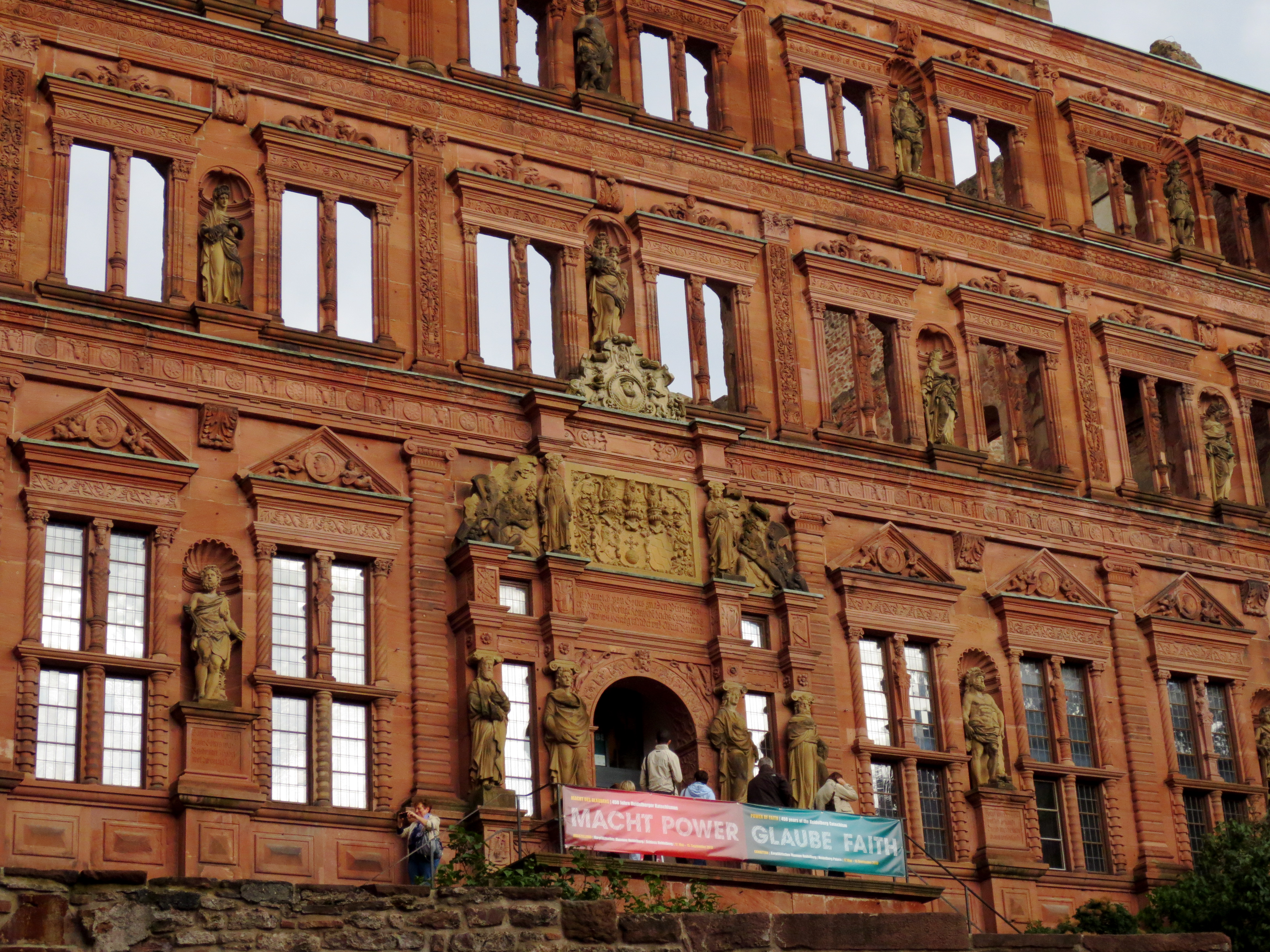
Fassade des zerstörten Ottheinrichsbaues des Heidelberger Schlosses, bekanntestes Bauwerk des Manierismus in Deutschland
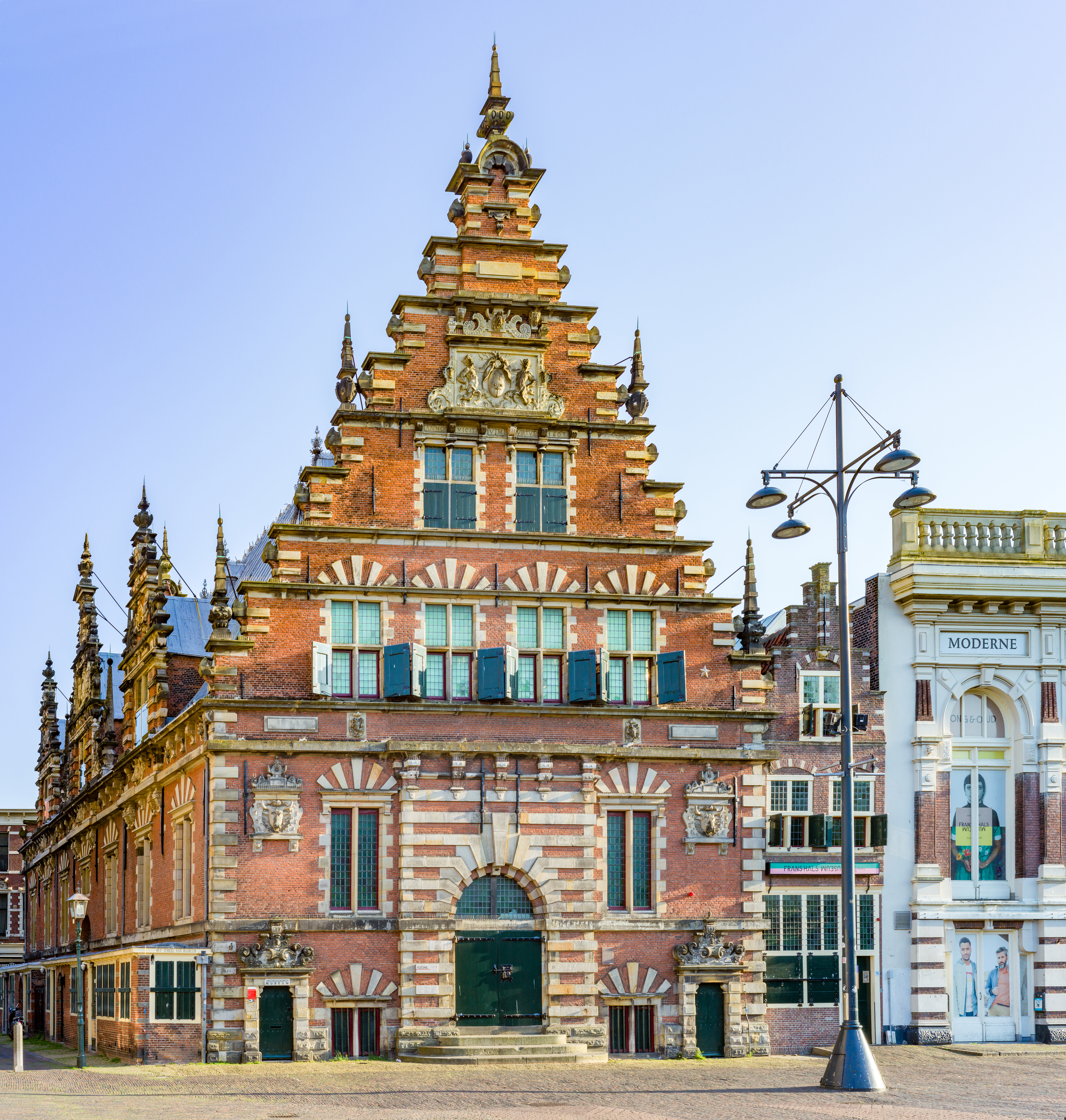
Vleeshal in Haarlem
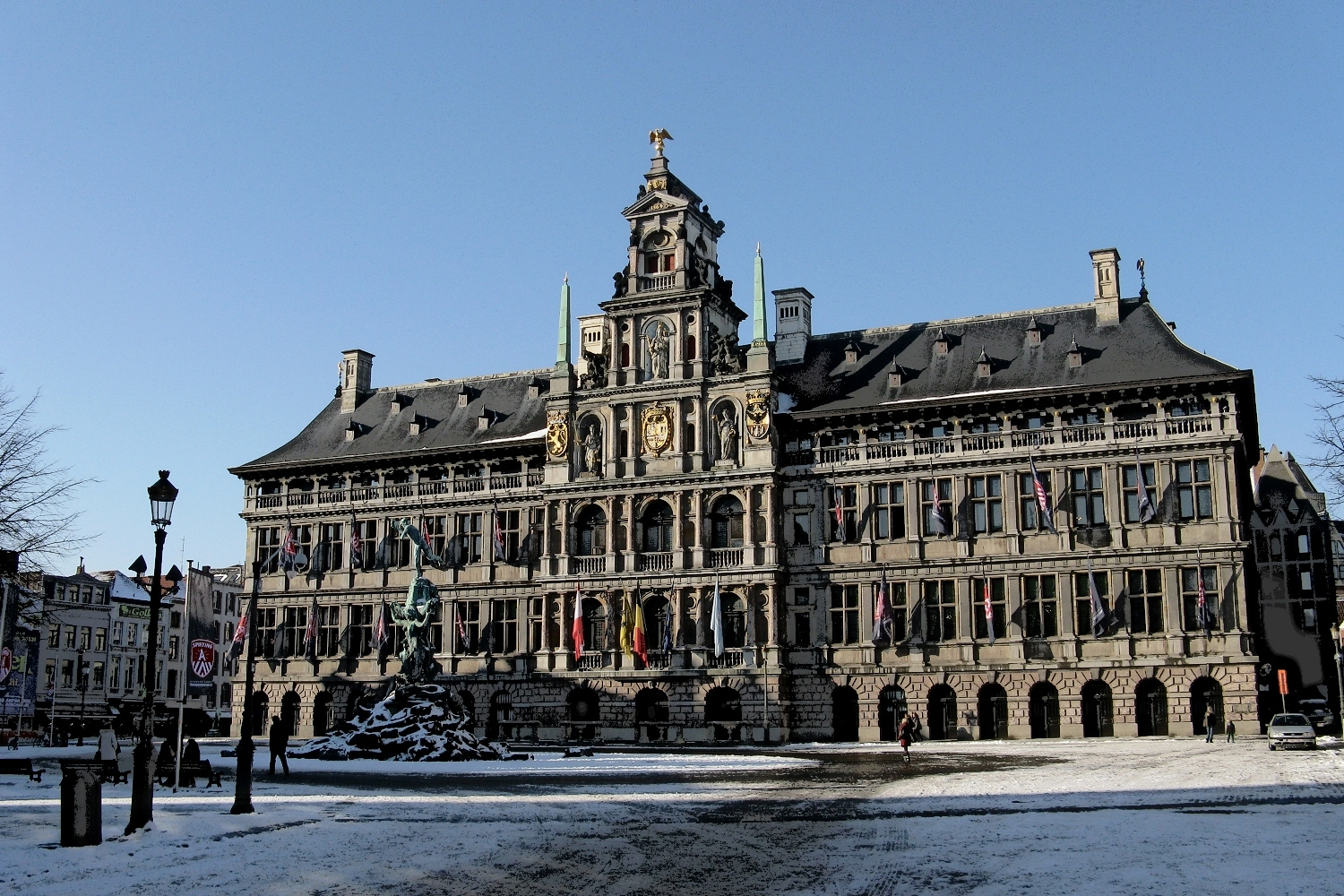
Rathaus von Antwerpen
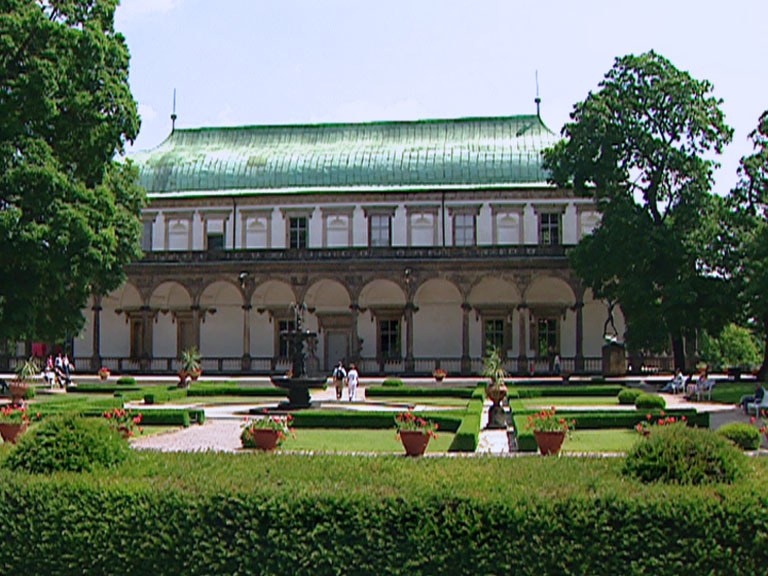
Belvedere der Königin Anna, Prag
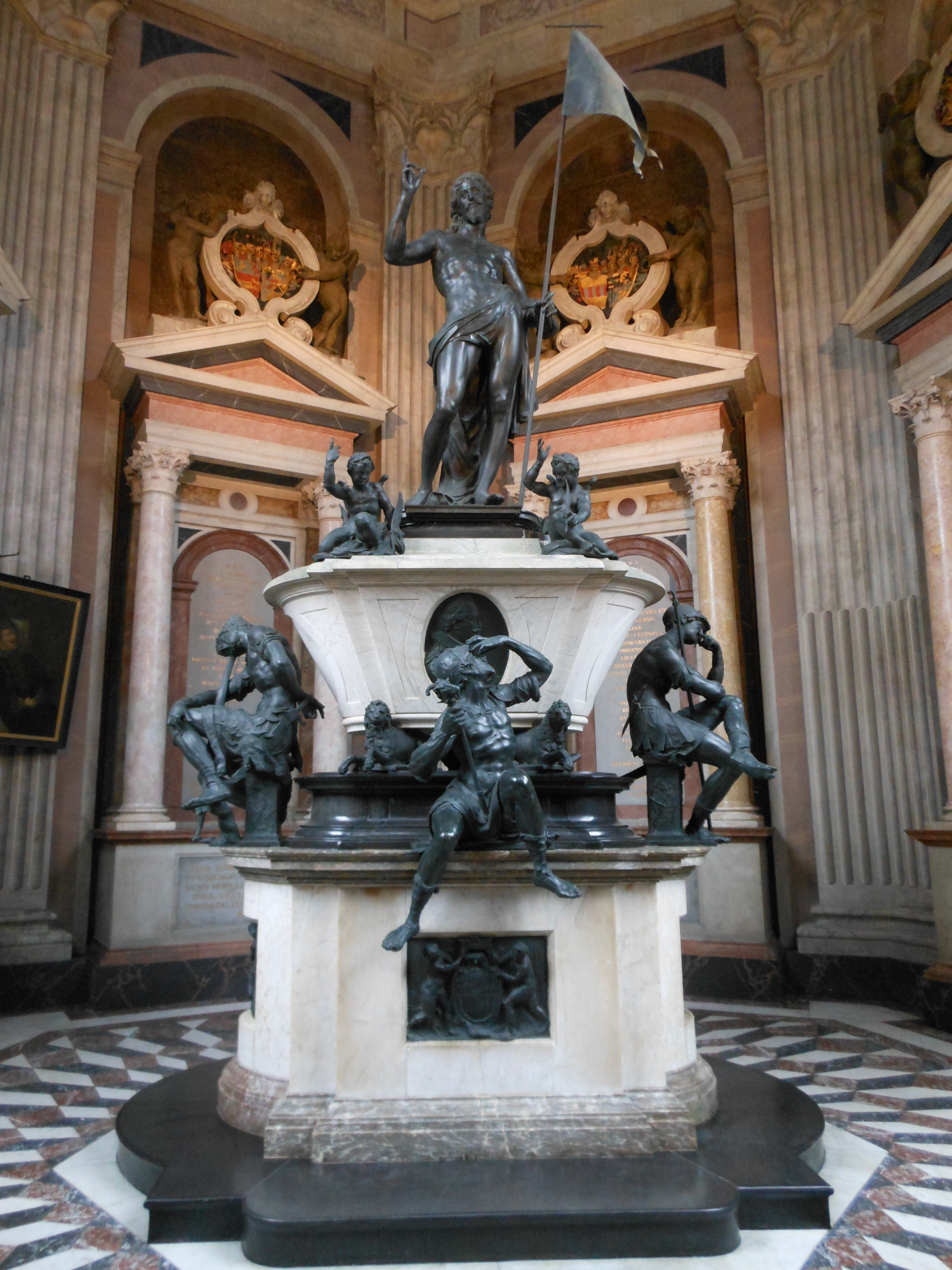
Grabmal des Fürsten Ernst von Schaumburg-Lippe in der St.-Martini-Kirche Stadthagen, Adriaen de Vries

## Landschaftsarchitektur

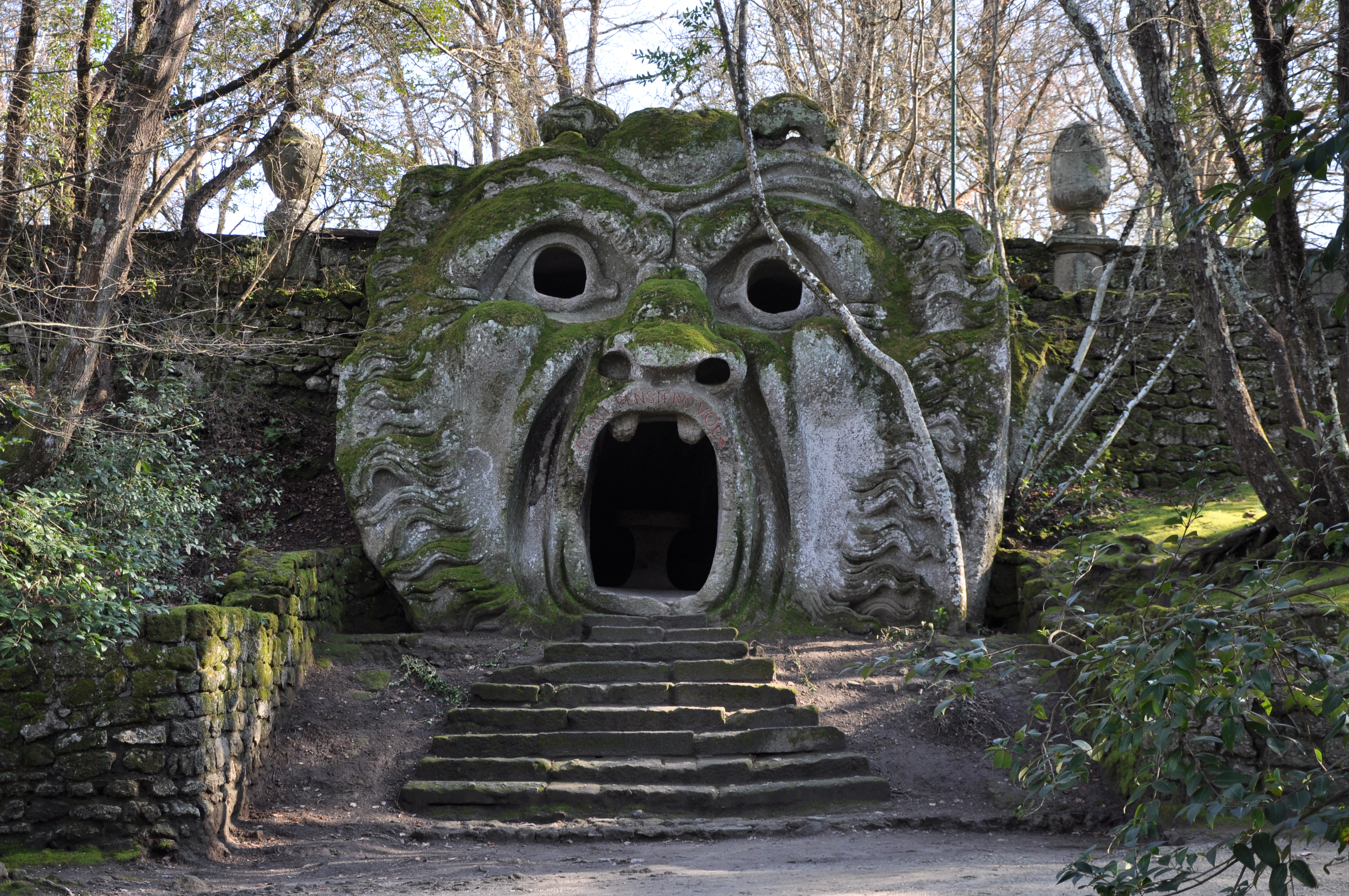
Orcus im manieristischen Sacro Bosco von Bomarzo

### Merkmale
Eng verbunden mit dem Bau von Villen auf dem Lande ist die Gestaltung von mehr oder weniger ausgedehnten Gärten und Parks. Diese Anlagen bestehen aus einer Abfolge von künstlerisch gestalteten Terrassen, Parterres und Bosketten. Hier drückt sich die Liebe des Manierismus für das Groteske und Überraschende einerseits durch oft bizarre oder burleske Skulpturen, andererseits durch Grotten und Wasserspiele aus, die zum Teil mit scherzhaften Anlagen zur Belustigung von Hausherr und Gästen versehen waren.

### Bedeutende manieristische Gärten
Vom Manierismus inspiriert sind die Boboli-Gärten des Palazzo Pitti in Florenz, die Parks des Palazzo Farnese von Caprarola und der Villa d’Este in Tivoli. Ein manieristischer Garten mit fantasievollen Staffagefiguren ist der Sacro Bosco in Bomarzo, der, wie der Name schon sagt, spirituelle Hintergründe hat und auf Märchen der Zeit anspielt. Nördlich der Alpen wurde diese Art von italienischen Gartenanlagen in Schloss Hellbrunn bei Salzburg verwirklicht (das Schloss selber ist bereits Frühbarock), wo es besonders viele Scherzbrunnen gibt, wie einen Tisch oder ein Wassertheater, wo die Gäste durch versteckte Mechanismen mit Wasser bespritzt werden können.

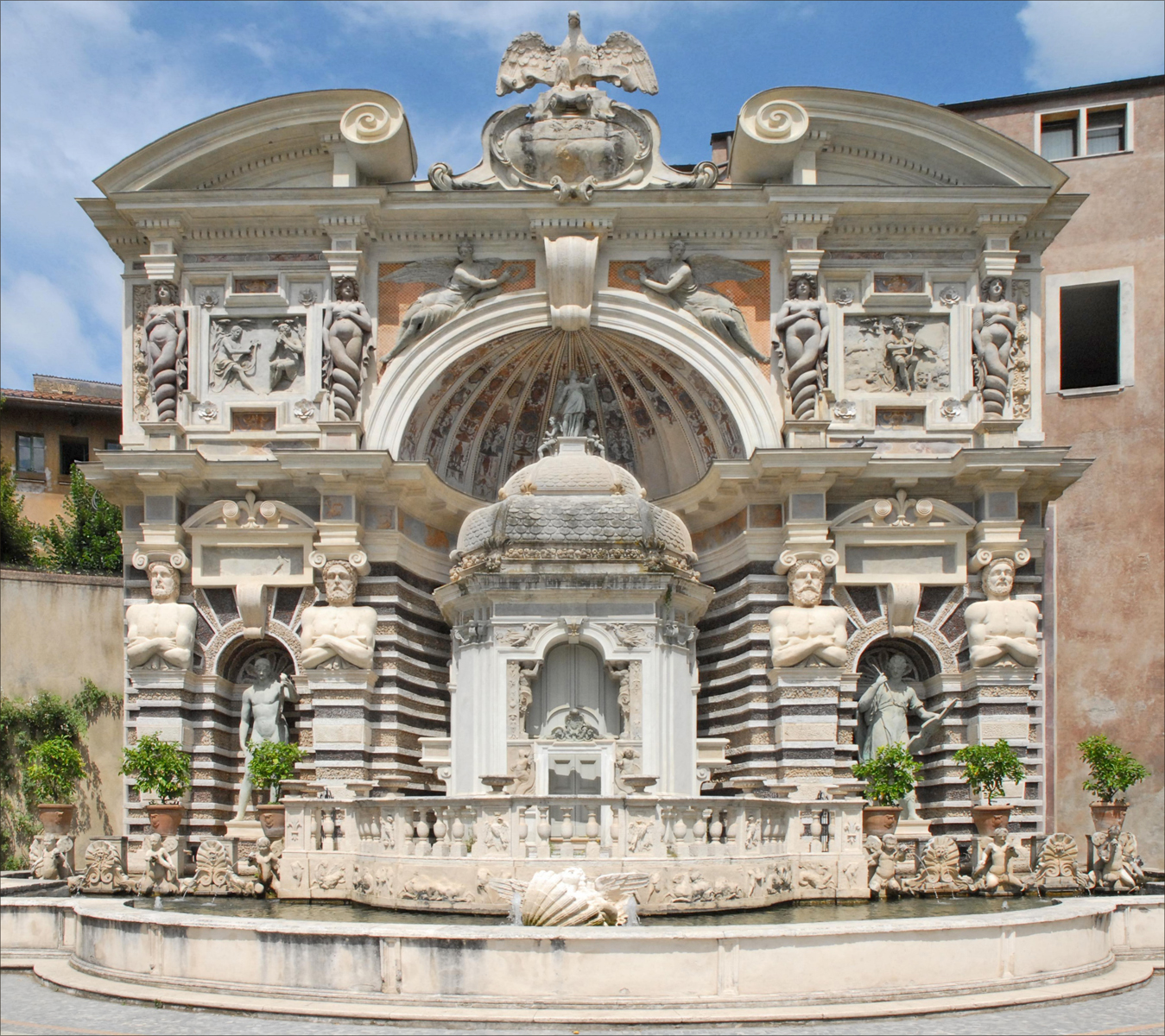
Fontana dell’Organo der Villa d’Este in Tivoli. In der Mitte befindet sich ein Orgelautomat, der bei laufenden Wasserspielen von selbst erklingt
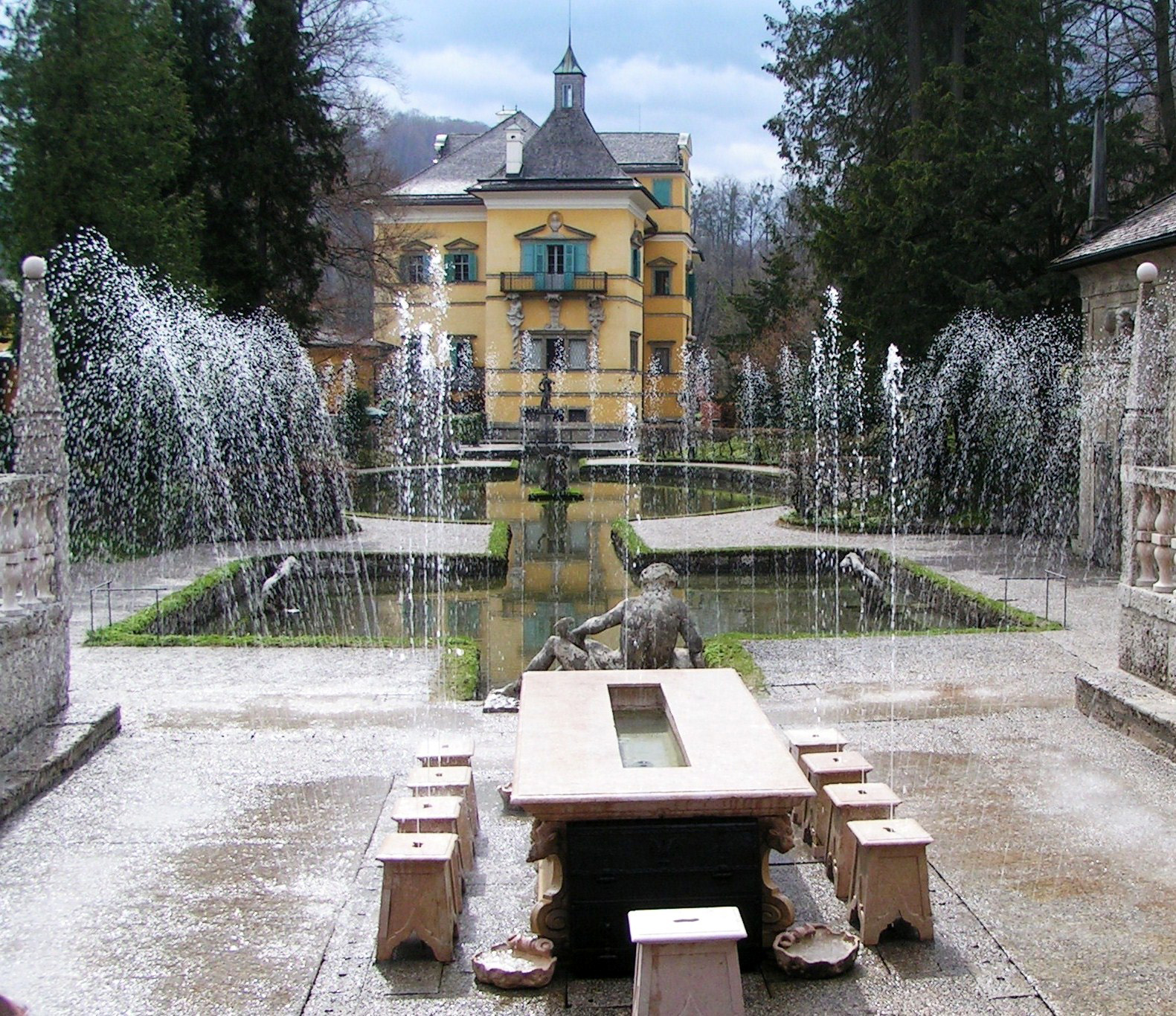
Schloss Hellbrunn, Salzburg, Wasserspiele
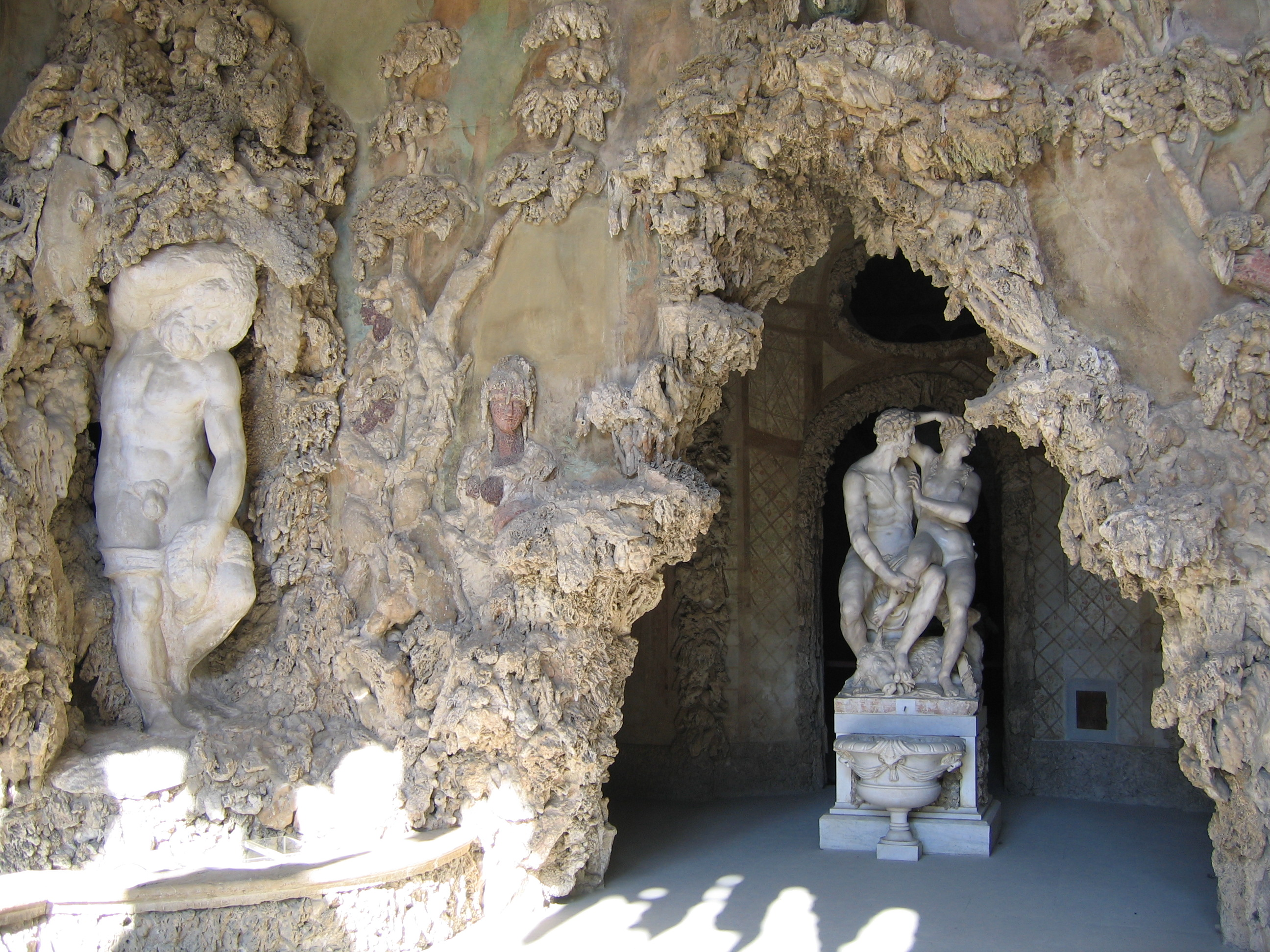
Bernardo Buontalenti: Grotte im Boboligarten Florenz.
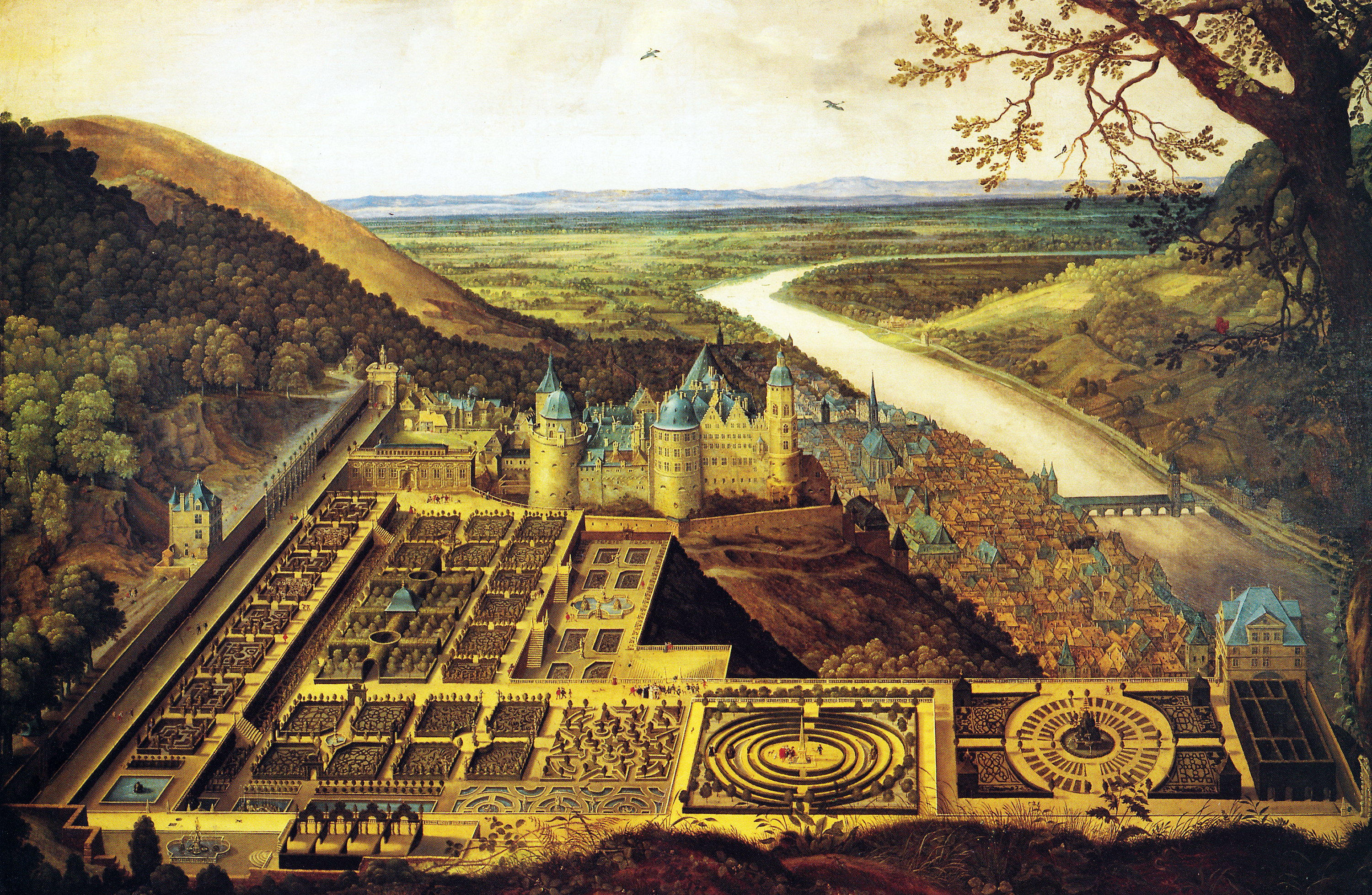
Garten am Heidelberger Schloss im Jahr 1620. Gemälde von Jacques Fouqier
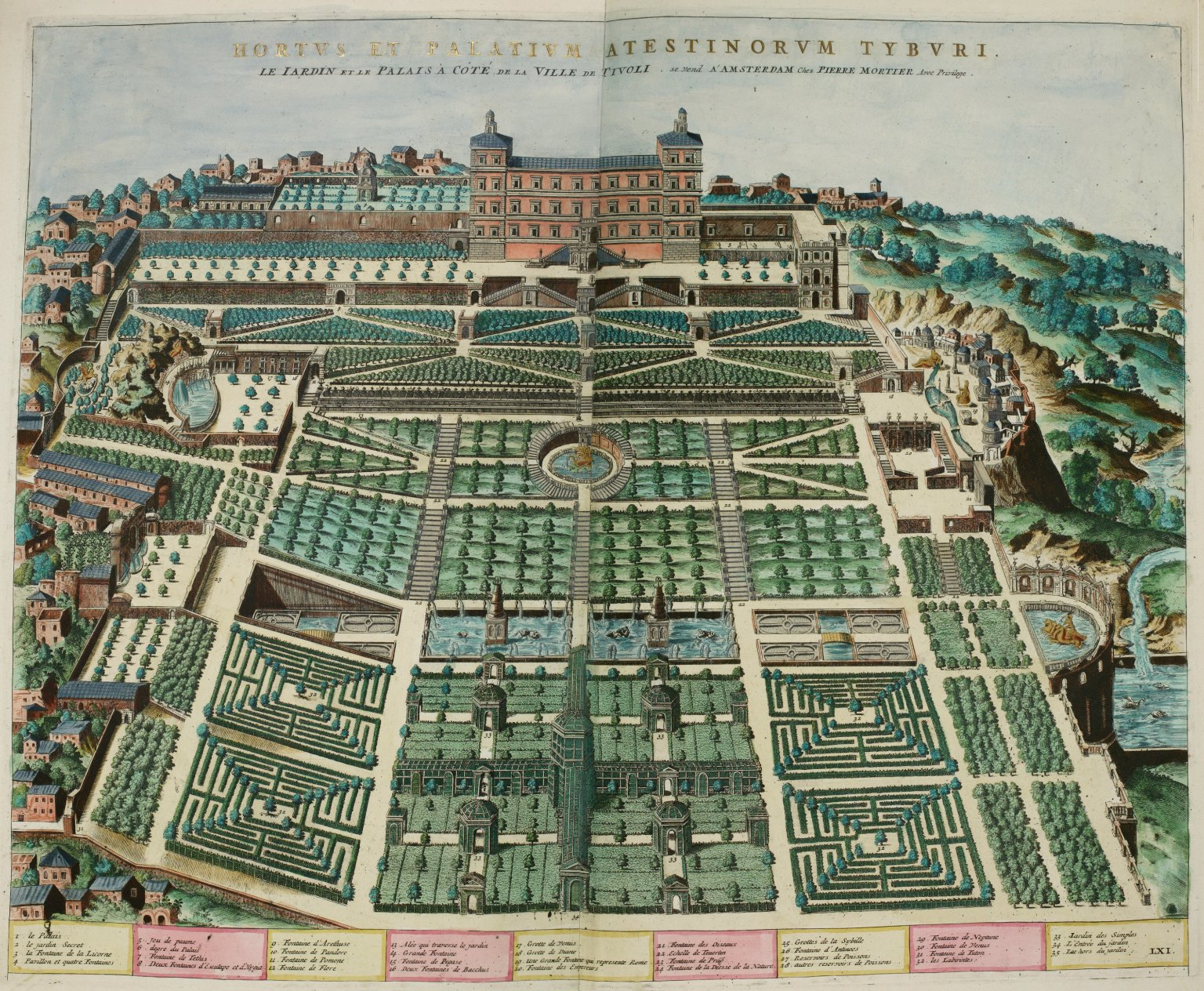
Garten der Villa d'Este, Tivoli, um 1570. Plan von Étienne Dupérac.

## Bedeutende Künstler, Architekten und Theoretiker des Manierismus
Vorbemerkungen
In sehr vielen Fällen existieren verschiedene Schreibweisen des Namens oder kennzeichnende Beinamen. Das ist im jeweiligen Wikipedia-Artikel geklärt. Herkunftsangabe als Ersatz für einen Nachnamen wurde wie ein Nachname behandelt.
Da fast alle Künstler in mehreren Disziplinen tätig waren, ist eine Gliederung in Maler, Bildhauer etc. nicht praktikabel. Daher wurden sie nach hauptsächlichem Wirkungsort und in alphabetischer Reihenfolge aufgeführt.
In den vier Klammern stehen die Ursprungsnamen von Flamen, die sich dauerhaft in Italien niederließen.
Eine Frau ist dabei: Lavinia Fontana.
Wie besprochen, sind sich die Kunsthistoriker oft uneins, wer der Renaissance und wer dem Manierismus zuzuordnen ist oder sie differenzieren nicht, weil Elemente beider Stile vorhanden sind. Dabei neigen sie im Allgemeinen zum Begriff Renaissance. Der Vollständigkeit halber wurden diese Künstler dennoch in diese Liste aufgenommen.
Italien
Nicolò dell’Abbate, Antonio Abondio, Cherubino Alberti, Alessandro Allori, Bartolommeo Ammanati, Giuseppe Arcimboldo, Federico Barocci, Jacopo Bassano, Baccio Bandinelli, Domenico Beccafumi, Giacomo Giovanni Biliverti (Jacques Bylivelt), Giovanni da Bologna (Jean de Boulogne), Francesco del Brina, Agnolo Bronzino, Michelangelo Buonarotti (Spätwerk), Bernardo Buontalenti, Luca Cambiaso, Francesco Camilliani, Polidoro da Caravaggio, die Brüder Carracci: Agostino, Annibale, Francesco und Lodovico, Benvenuto Cellini, Giuseppe Cesari, Valerio Cioli, Vincenzo Danti, Lodovico Dolce, Giovanni Antonio Dosio, Dosso Dossi, Dionisio Fiamingo (Denys Calvaert), Rosso Fiorentino, Annibale Fontana, Lavinia Fontana, Leone Leoni, Pirro Ligorio, Jacopo Ligozzi, Giovanni Paolo Lomazzo, Michelangelo Naccherino, Lelio Orsi (1508–1587), Jacopo Palma d. J., Parmigianino, Domenico Passignano, Baldassare Peruzzi, Simone Peterzano, Sebastiano del Piombo, Giacomo della Porta, Cristoforo Roncalli, Jacopo da Pontormo, Francesco Primaticcio, Giulio Romano, Francesco Salviati, Antonio da Sangallo d. J., Michele Sanmicheli, Jacopo Sansovino, die Brüder Saracchi, Vincenzo Scamozzi, Sebastiano Serlio, Giovanni Stradanus (Jan van der Straet), Antonio Tempesta, Pellegrino Tibaldi, Jacopo Tintoretto, Michele Tosini (1503–1577), Perino del Vaga, Giorgio Vasari, Giacomo Barozzi da Vignola, Pierino da Vinci, Alessandro Vittoria, Daniele da Volterra, Taddeo und Federico Zuccari, Jacopo Zucchi
Spanien und Portugal
El Greco, Francisco de Holanda
Frankreich
Domenico del Barbiere, Jacques Bellange, Jean Bullant, Antoine Caron, Baptiste Androuet du Cerceau, Francois Clouet, Jean Cousin d. Ä., Jean Cousin d. J., Étienne Delaune, Philibert Delorme, Ambroise Duboise, Toussaint Dubreuil, Martin Fréminet, Jean Goujon, Pierre Lescot, Louis Métezeau, Germain Pilon, Barthélemy Prieur, Hugues Sambin. Die anonymen Künstler der Schule von Fontainebleau.
Flandern, Niederlande und deutscher Sprachraum
Hans von Aachen, Pieter Aertsen, Albrecht Altdorfer, Hans Baldung, Hans Bock d. Ä., Paul Bril, Pieter Brueghel d. Ä., Hans Burgkmaier d. Ä., Alexander Colin, Michiel Coxcie, Gillis van Coninxloo, Lucas Cranach d. J., Wendel Dietterlin, Cornelis Floris II., Frans Floris, Hendrick Goltzius, Jan Gossaert, Cornelis van Haarlem, Maarten van Heemskerck, Joseph Heintz der Ältere, Wenzel und Christoph Jamnitzer, Kerstiaen de Keuninck, Lieven de Key, Cornelis van Ketel, Hendrick de Keyser, Johannes Lencker, Karel van Mander, Jan Massys, Hans Mielich, die Familie Miseroni, Ludwig Münstermann, Georg Pencz, Hans Reimer, Erhard Schön, Jan van Scorel, Virgil Solis, Bartholomäus Spranger, Paolo della Stella, Tobias Stimmer, Lorenz Stöer, Jacopo Strada, Jacob Isaacsz. van Swanenburgh, Frederick van Valckenborch, Otto van Veen, Tobias Verhaecht, Jan Vermeyen, Paulus van Vianen, Maerten de Vos, Hans Vredemann de Vries, Adriaen de Vries, Bonifaz Wohlmut, Joachim Wtewael, Simon Zwitzel